# Görlitz

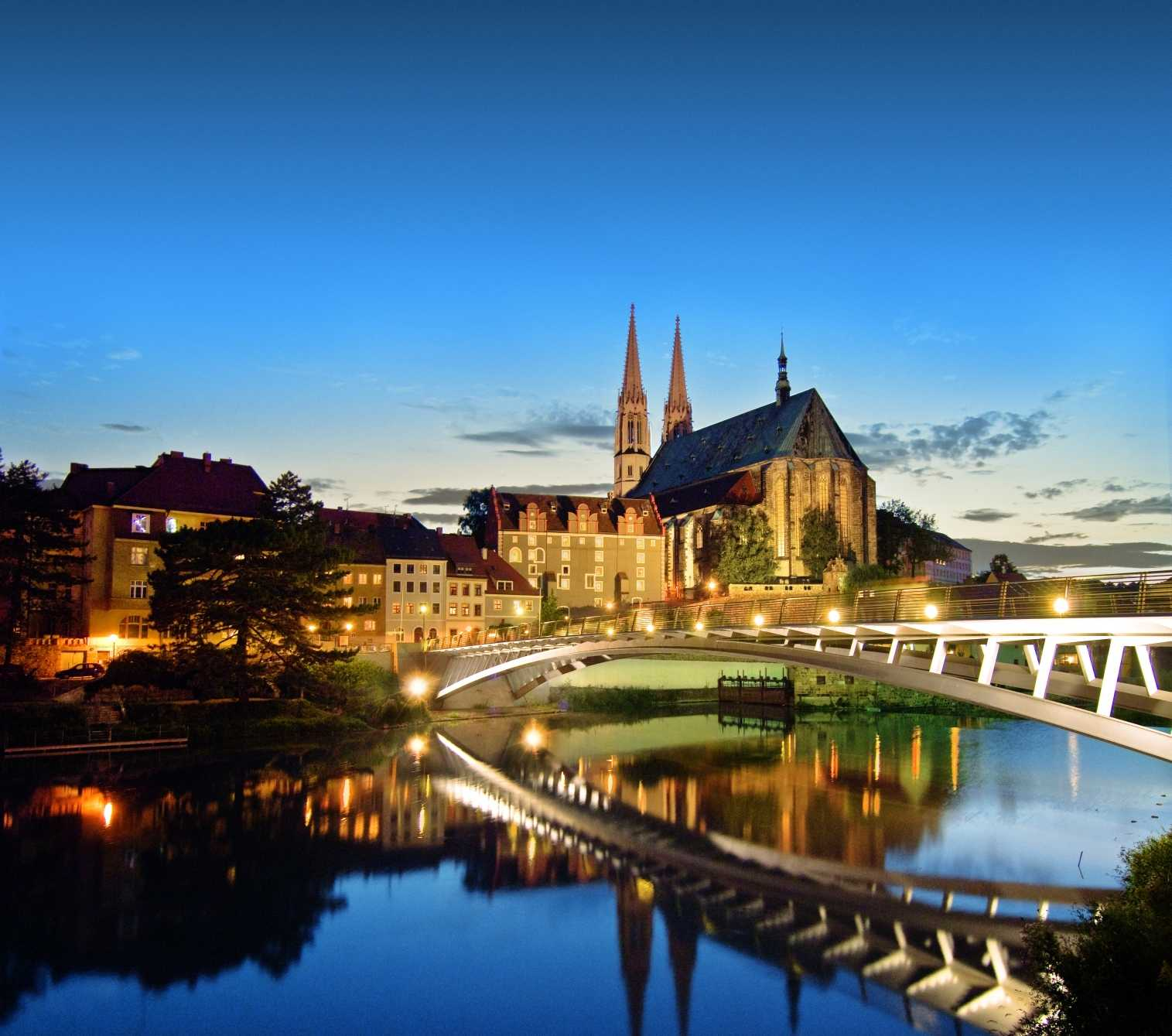
Blick von Zgorzelec auf die 2004 eröffnete Fußgängerbrücke nach Görlitz; im Hintergrund die evangelische Pfarrkirche St. Peter und Paul und das Waidhaus

Görlitz (Ausspracheⓘ, oberlausitzisch: Gerlz, Gerltz oder auch Gerltsch, obersorbisch Zhorjelcⓘ) ist die östlichste Stadt Deutschlands, Kreisstadt des Landkreises Görlitz im Freistaat Sachsen und größte Stadt der Oberlausitz. Sie liegt an der Lausitzer Neiße, die seit 1945 die Grenze zu Polen bildet. Die Grenze trennte die östlichen Stadtteile auf der anderen Seite des Flusses ab. Diese Stadtteile bilden die eigenständige polnische Stadt Zgorzelec.
Görlitz bildet zusammen mit Bautzen und Hoyerswerda einen oberzentralen Städteverbund, ist auch Mitglied der Euroregion Neiße und bildet seit 1998 mit Zgorzelec eine Europastadt.
Görlitz blieb im Zweiten Weltkrieg von Zerstörungen fast völlig verschont. Die historische Altstadt blieb erhalten. An ihren Häusern erkennt man alle wesentlichen Phasen der mitteleuropäischen Baustile (Spätgotik-, Renaissance- und Barockbürgerhäuser). Umgeben ist die Altstadt von ausgedehnten Gründerzeitvierteln. Mit über 4000 großteils restaurierten Kultur- und Baudenkmalen wird Görlitz oft als das flächengrößte zusammenhängende Denkmalgebiet Deutschlands bezeichnet. Diesem besonderen Stadtbild verdankt Görlitz seinen Status als beliebte und häufig genutzte Filmkulisse („Görliwood“).
Auf diese Weise konnte die Stadt seit der Wiedervereinigung zwar architektonisch aufblühen, allerdings weniger durch wirtschaftliche Prosperität, sondern durch die Spendenbereitschaft Einzelner und die öffentliche Finanzierung. Der wirtschaftliche Niedergang in der hochindustrialisierten und durch Energie- und Textilwirtschaft geprägten Region fand hier wie andernorts in Ostdeutschland statt. Strukturelle Überalterung und jahrelange Werbemaßnahmen, die besonders auf wohlhabende Rentner (Pensionopolis) als Zuzugsgruppe zielten, verschärften das demografische Problem. Aktuell sind der Strukturwandel und die Transformation die Hauptthemen der Stadt.
Die Stadt ist Sitz des römisch-katholischen Bistums Görlitz.

## Geographie

### Lage

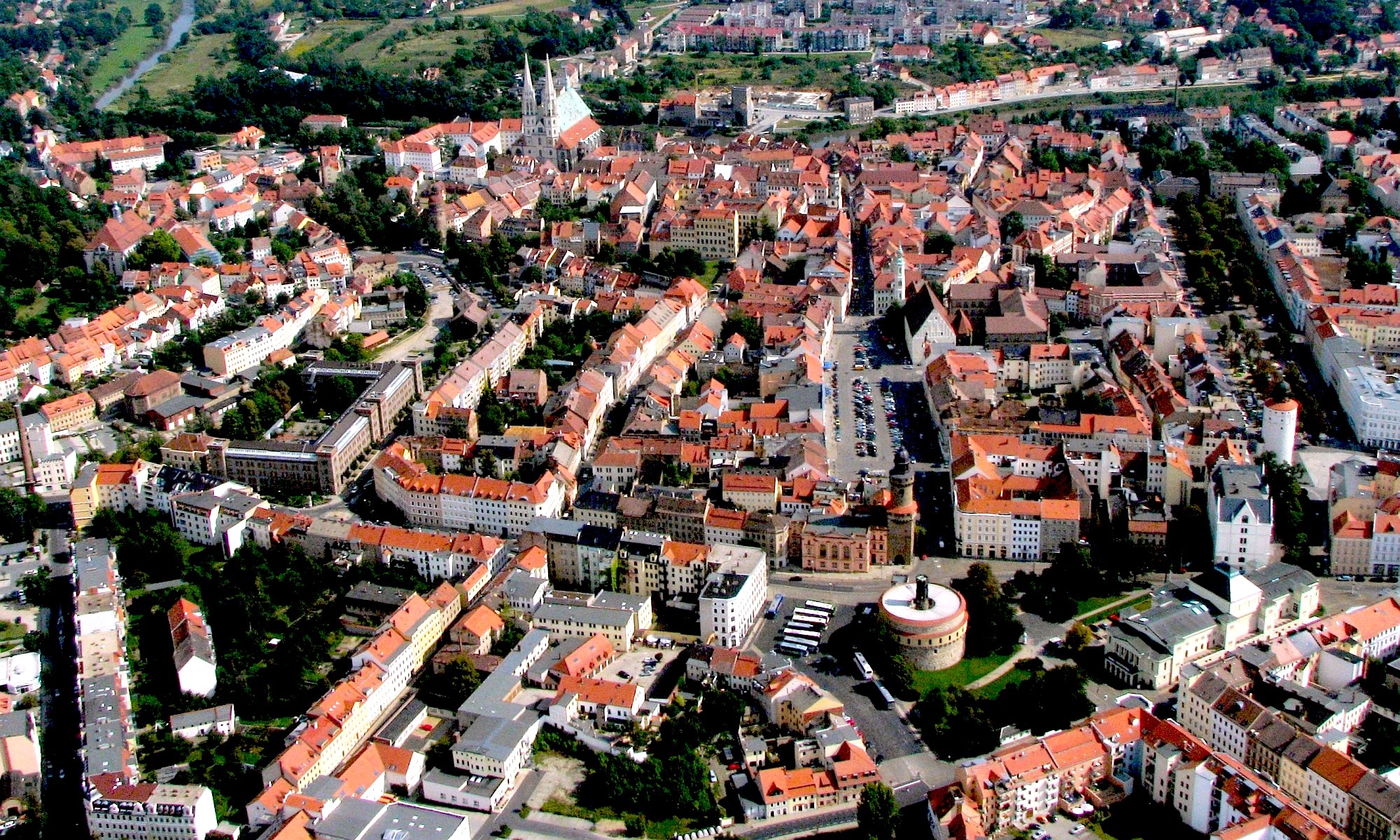
Luftbild der Stadtansicht: vorn der Kaisertrutz am Demianiplatz und hinten St. Peter und Paul an der Neiße

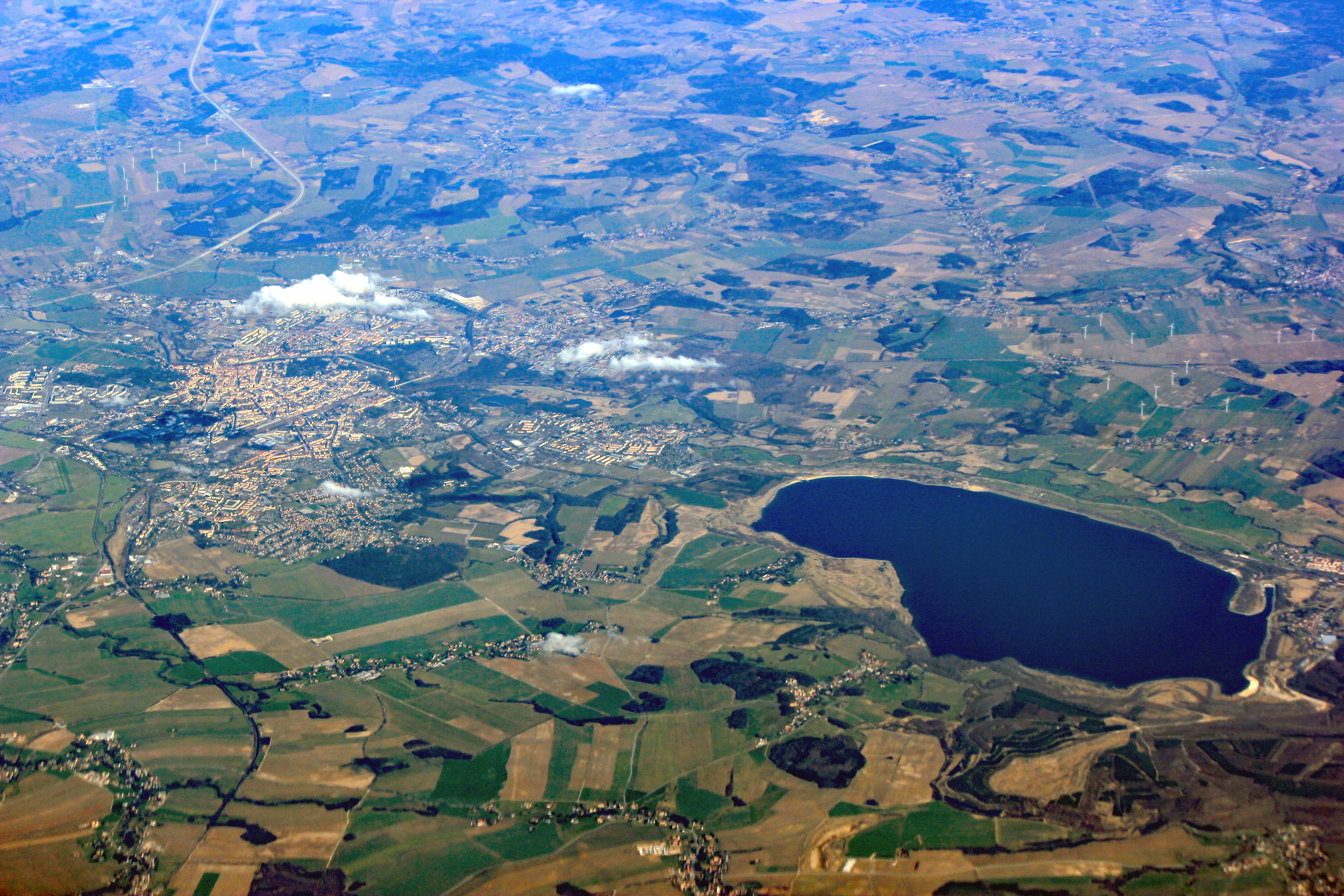
Luftbild der Stadt mit dem Berzdorfer See

Görlitz liegt im zwischenzeitlich preußisch-niederschlesischen Teil der Oberlausitz am westlichen Ufer der Lausitzer Neiße, die dort den Ostrand des Lausitzer Granitmassivs mit den Ausläufern des böhmisch-lausitzischen Grenzgebirges durchbricht. Es bildet den Übergang zwischen dem nördlichen Oberlausitzer Heide- und Teichgebiet und dem südlichen Lausitzer Bergland. Die ehemaligen Stadtteile am östlichen Flussufer bilden seit 1945 die polnische Stadt Zgorzelec. Görlitz und seine Schwesterstadt Zgorzelec bezeichnen sich gemeinsam als eine Europastadt.
Der Ortsmittelpunkt liegt auf einer Höhe von 201 m ü. NHN. Die höchste Erhebung des Görlitzer Stadtgebiets – die Landeskrone – liegt 420 m ü. NHN. Die niedrigste Stelle der Stadt mit 185 m ü. NHN befindet sich an der Neiße. Der Mittelwert für das Stadtgebiet liegt bei 220 m ü. NHN. Der Wasserspiegel des im Süden der Stadt gelegenen Berzdorfer Sees liegt auf einer Höhe von 185,6 m ü. NN. Der See ist an seiner tiefsten Stelle 72 m tief.
Der Meridian der geographischen Länge 15° östlich von Greenwich, an dem sich die Zeitzone der Mitteleuropäischen Zeit orientiert, durchquert die Stadt. Dies hat zur Folge, dass die Mitteleuropäische Zeit mit der mittleren Sonnenzeit von Görlitz übereinstimmt. Die Stadt liegt auf 51° 09′ nördlicher Breite. Zu Ehren Juri Gagarins, des ersten Menschen im Weltall, wurde 1961 südwestlich der Stadthalle unmittelbar an der Straßenbrücke nach Polen ein Meridiandenkmal errichtet. Nach den heutigen Messverfahren ist der Standort des Steins jedoch nicht mehr exakt. Der 15. Meridian verläuft danach etwa 137 m entfernt an den Neißewiesen unterhalb der Stadthalle.
Das Stadtgebiet erstreckt sich 19,4 km von Nord nach Süd und 7,3 km von Ost nach West. Die nächsten größeren Städte sind das tschechische Liberec (Reichenberg) etwa 50 km südlich, Cottbus etwa 80 km nordwestlich, das schlesische Legnica (Liegnitz) etwa 80 km östlich und Dresden etwa 90 km westlich von Görlitz. Bis Bautzen sind es etwa 50 km.

### Geologie
Während des Tertiärs bildeten sich in abflusslosen Senken Moorwälder. Überflutungen, das Absterben von Pflanzen und die daraus resultierenden Ablagerungen führten zur Bildung von Braunkohlebecken wie im ehemaligen Tagebau Berzdorf. Die Basalt- und Phonolithkuppen wie die Landeskrone sind vulkanischen Ursprungs.
Der geologische Untergrund im Görlitzer Gebiet besteht im Norden aus Lausitzer Grauwacke. Sie setzt sich aus Biotit, grauem Quarz und hellem Feldspat mit Schichten aus feinkörniger Grauwacke und dichten Grauwackenschiefern zusammen.
Den Süden des Stadtgebietes bestimmt Ostlausitzer Granodiorit. Die Grenze zwischen den verschiedenen Untergrundarten verläuft ungefähr auf der Linie Ochsenbastei, Neißstraße, Peterstraße, Heiliges Grab bis über Girbigsdorf hinaus. An der Obermühle endet die vom harten Granodiorit verursachte Einengung des Neißetals.

### Natur

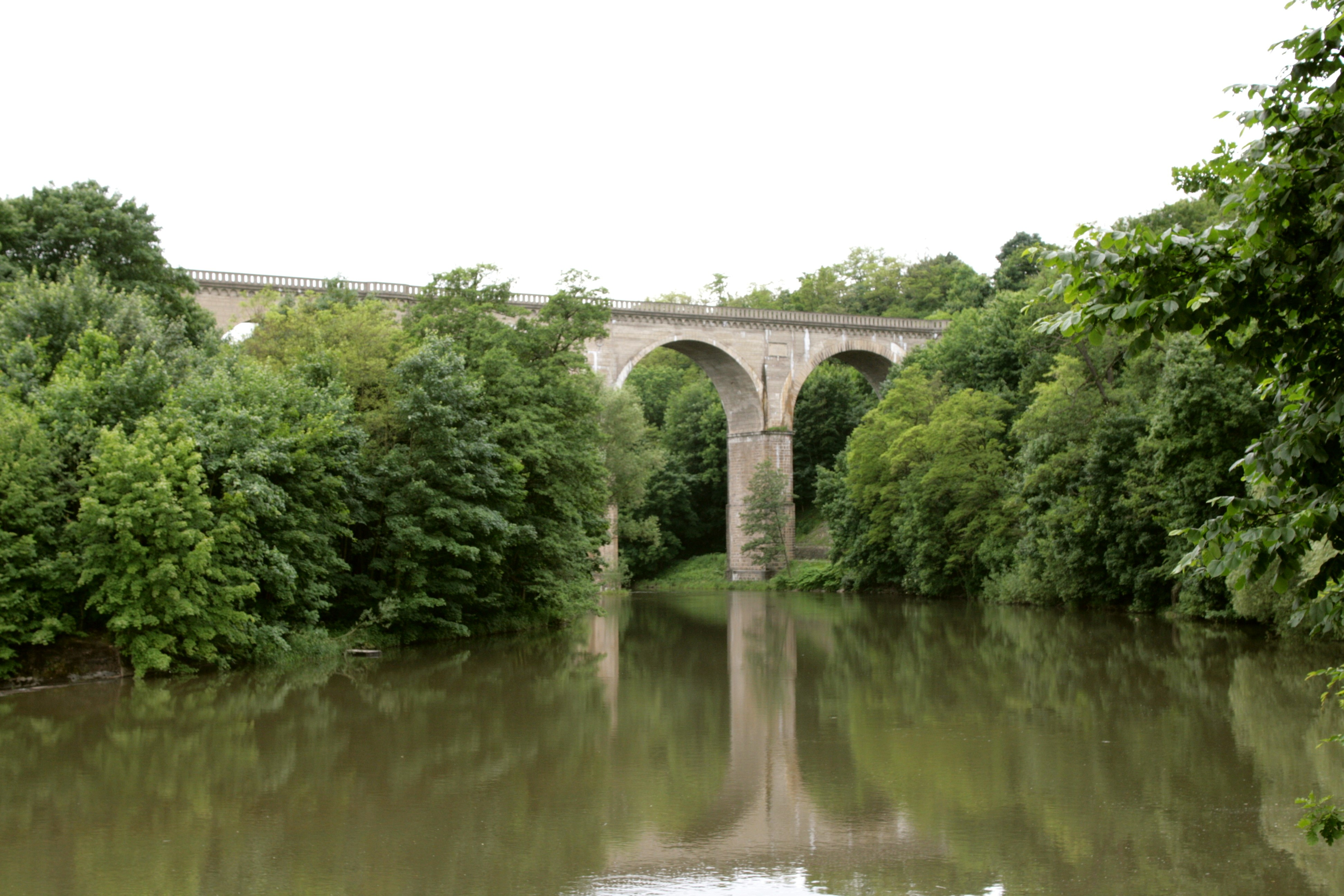
Neißetal mit Eisenbahnviadukt

Vier Gebiete nach der Fauna-Flora-Habitat-Richtlinie (FFH-Gebiet) und ein Vogelschutzgebiet erstrecken sich teilweise auf dem Stadtgebiet. Das Vogelschutzgebiet Neißetal und das FFH-Gebiet Neißegebiet überschneiden sich in weiten Teilen. Sie erstrecken sich von der Obermühle im Norden, durch das Neißetal, die Neißeauen bis an die südlichen Grenzen der Stadt im Ortsteil Hagenwerder. Sie beinhalten u. a. das Weinberggelände mit seinen bewaldeten Talhängen, die Weinlache sowie die Neißewiesen und das Ackerland zwischen dem Stadtteil Weinhübel und dem Ortsteil Hagenwerder. Im Vogelschutzgebiet sind 26 Vogelarten nach den Kategorien 1 und 2 der Roten Liste Sachsens nachgewiesen. Dazu zählen u. a. der Eisvogel, der Flussuferläufer, der Mittelspecht und der Ortolan. Für diese vier Vogelarten zählt das Vogelschutzgebiet zu den bedeutendsten Brutgebieten im Freistaat Sachsen. An die Gebiete grenzt das FFH-Gebiet Pließnitzgebiet in den Ortsteilen Hagenwerder und Tauchritz. Es umfasst die Flussauen der Pließnitz – eines Nebenflusses der Lausitzer Neiße.
Die Landeskrone (siehe auch Abschnitt Die Landeskrone) gehört dem FFH-Gebiet Basalt- und Phonolithkuppen der östlichen Oberlausitz an. Die Stadt ist auch Teil des FFH-Gebiets Separate Fledermausquartiere und -habitate in der Lausitz. Hierbei sollen die Wochenstuben, Quartiere und Nahrungshabitate von Mopsfledermaus und Großem Mausohr sowie zahlreicher weiterer gefährdeter Fledermausarten geschützt werden.
Mit der Verordnung zur Festsetzung von Naturdenkmalen im Stadtgebiet aus dem Jahr 1997 sowie den geänderten Verordnungen aus den Jahren 2001 und 2005 wurden durch die Stadt 27 Naturdenkmale benannt.

### Stadtgliederung
Das Stadtgebiet von Görlitz ist in neun Stadt- und fünf Ortsteile gegliedert. Die Stadtteile sind historisch gewachsen, entstanden durch Ansiedlung der Vertriebenen nach 1945 oder wurden als vorher selbstständige Gemeinden oder Gemarkungen bis 1952 eingegliedert. Die fünf Ortsteile wurden bei der jüngsten Gemeindereform in den 1990er Jahren der Stadt zugeschlagen und liegen räumlich vom Kernstadtgebiet entfernt.
Stadtteile sind Altstadt, Biesnitz, Innenstadt, Klingewalde, Königshufen, Nikolaivorstadt, Rauschwalde, Südstadt und Weinhübel (bis 1937 Posottendorf-Leschwitz).
Zum Stadtgebiet gehören auch folgende ehemals eigenständige Ortschaften: Deutsch Ossig, Hagenwerder (bis 1936 Nikrisch), Klein Neundorf, Kunnerwitz, Ludwigsdorf, Ober-Neundorf, Schlauroth und Tauchritz. Folgende ehemals eigenständige Orte bilden jeweils einen gemeinsamen Ortsteil: Hagenwerder und Tauchritz, Kunnerwitz und Deutsch-Ossig mit Klein Neundorf sowie Ludwigsdorf und Ober-Neundorf. Der Ort Deutsch-Ossig ist durch die Ausweitung des Tagebaus Berzdorf unbewohnt, nachdem die Einwohnerschaft umgesiedelt wurde. Ein Großteil zog in die Eigenheimneubausiedlung südlich von Kunnerwitz.

### Umland
Das Görlitzer Umland ist vor allem ländlich geprägt, die nächsten größeren Städte sind im Norden Weißwasser, im Westen Bautzen und Löbau, im Süden Zittau sowie im Osten Lubań (Lauban) und Bolesławiec (Bunzlau). Von den fünf Städten ist Löbau mit rund 20 km Entfernung die am nächsten gelegene Stadt.
Die Gemeinde Schöpstal mit den Gemeindeteilen Girbigsdorf, Ebersbach und Kunnersdorf sowie die Gemeinde Neißeaue mit dem Gemeindeteil Zodel grenzen nördlich, Markersdorf westlich an das Stadtgebiet an. Östlich der Neiße befindet sich die polnische Stadt Zgorzelec (Görlitz) sowie die gleichnamige Landgemeinde mit den Ortschaften beginnend im Norden in Richtung Süden mit Żarka nad Nysą (Sercha), Jędrzychowice (Hennersdorf), Koźlice (Köslitz), Osiek Łużycki (Wendisch-Ossig) und Radomierzyce (Radmeritz). Im Südwesten liegt die Gemeinde Schönau-Berzdorf auf dem Eigen, im Süden die Landstadt Ostritz mit dem Ortsteil Leuba. Nordwestlich von Görlitz liegen die Kleinstädte Niesky und Rothenburg, die aber nicht direkt an das Stadtgebiet grenzen.
Bis auf die Schwesterstadt Zgorzelec gehören alle angrenzenden Gemeinden und Städte zum Landkreis Görlitz. Auf dem heutigen polnischen Staatsgebiet schließt sich nordöstlich der polnischen Nachbarstadt die Görlitzer Heide an. Sie war bis zum 30. April 1929 ein eigener Gutsbezirk, die Görlitzer Kommunalheide. Der Großteil der Görlitzer Heide liegt nun im polnischen Powiat Zgorzelecki (Landkreis Zgorzelec). Zu ihm gehören auch die nächsten größeren Landstädte Pieńsk (Penzig) und Węgliniec (Kohlfurt) im Nordosten.

### Flächennutzung

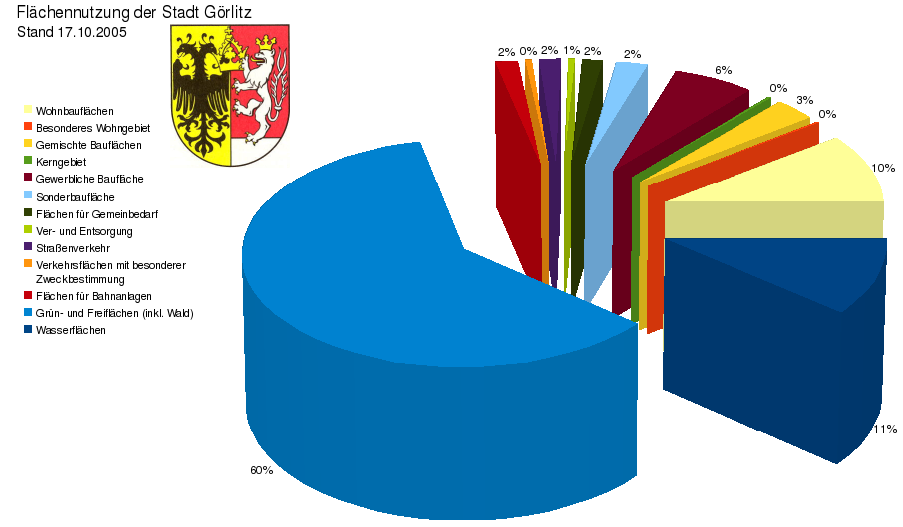
Diagramm zur Flächennutzung

Das Görlitzer Stadtgebiet besteht zu über 60 % aus Grünflächen. Als Baufläche, die in mehrere Nutzungs- bzw. Bebauungsarten unterteilt ist, stehen 1484,6 ha zur Verfügung.
Im Stadtkern ist die Bebauung sehr dicht. Besonders die Alt- und die Nikolaivorstadt sind durch enge Straßenzüge und hohe Altbauten geprägt. Teilweise reichen die Gebäude direkt an das Ufer der Neiße heran. In den Stadtteilen Königshufen, Rauschwalde und Weinhübel beherrschen dagegen Wohnblöcke des kommunalen und genossenschaftlichen Wohnungsbaus das Bild, wobei man den typischen Plattenbau WBS 70 vorwiegend in Königshufen findet. Diese Stadtteile umschließen den Stadtkern im Norden, Westen und Süden. In Biesnitz befinden sich vermehrt Eigenheime, die die ursprünglich aus Villen bestehende Vorstadt verdichten. Die Struktur der jüngst eingemeindeten Ortsteile ist ländlich.
Auf dem ehemaligen Kraftwerksgelände in Hagenwerder im äußersten Süden befindet sich das größte Industrie- und Gewerbegebiet der Stadt. Zwischen Königshufen und der Bundesautobahn 4 liegt ein weiteres Gewerbegebiet.
Wasserflächen machen etwa 11 % aus. Der geflutete Tagebau Berzdorf liegt südlich von Weinhübel und reicht bis an die Ortslagen von Hagenwerder und Tauchritz heran.
| Nutzungsart                                    | Fläche in ha | Prozentual |
| ---------------------------------------------- | ------------ | ---------- |
| Wohnbauflächen                                 | 675,3        | 10,05 %    |
| Besonderes Wohngebiet                          | 14,7         | 0,22 %     |
| Gemischte Bauflächen                           | 215,7        | 3,21 %     |
| Kerngebiet                                     | 17,1         | 0,25 %     |
| Gewerbliche Baufläche                          | 428,3        | 6,37 %     |
| Sonderbaufläche                                | 165,3        | 2,46 %     |
| Flächen für Gemeinbedarf                       | 105,4        | 1,57 %     |
| Ver- und Entsorgung                            | 35,3         | 0,53 %     |
| Straßenverkehr                                 | 112,0        | 1,67 %     |
| Verkehrsflächen mit besonderer Zweckbestimmung | 33,6         | 0,50 %     |
| Flächen für Bahnanlagen                        | 115,7        | 1,72 %     |
| Grün- und Freiflächen (inkl. Wald)             | 4062,1       | 60,43 %    |
| Wasserflächen                                  | 741,5        | 11,03 %    |
| Gesamt                                         | 6722,0       | 100 %      |

### Klima
Die durchschnittliche Tageshöchsttemperatur in den Sommermonaten liegt bei über 20 °C, die durchschnittlichen nächtlichen Tiefstwerte in den Wintermonaten bei 0 bis −5 °C. Die durchschnittliche Lufttemperatur in Görlitz beträgt 8,2 °C, der jährliche Niederschlag 657 mm. Im Schnitt ergibt sich die höchste Niederschlagsmenge im August mit 74 mm, während der Februar mit rund 37 mm der trockenste Monat ist.
Der Juli weist mit rund sieben Stunden täglich die längste Sonnenscheindauer auf. Der Dezember hingegen bringt es durchschnittlich nur auf eine Stunde und 30 Minuten pro Tag.
Das Stadtklima der Stadt wird besonders durch die dichte Bebauung des Stadtzentrums beeinflusst. Dies ist der Grund für eine höhere Lufttemperatur und weniger Luftzirkulation als im Umland. Während der wärmeren Jahreszeit steigt die Wärmebelastung und Schwüle. Der Luftaustausch im Stadtkern ist stark eingeschränkt. Während der Nacht kann sich eine Wärmeinsel bilden. Im Vergleich zu den Kaltluftgebieten im Umland kann diese Wärmeinsel 10 °C Differenz aufweisen. Diese Effekte sind allerdings typisch für Städte.
Görlitz verfügt über klimaökologisch und lufthygienisch wirksame Freiflächen, die den Luftaustausch mit den bebauten Flächen intensivieren und damit das Stadtklima verbessern.
|                        | Jan  | Feb  | Mär  | Apr  | Mai  | Jun  | Jul  | Aug  | Sep  | Okt  | Nov  | Dez  |   |       |
| Mittl. Temperatur (°C) | −1,5 | −0,4 | 3,2  | 7,6  | 12,6 | 15,8 | 17,3 | 16,9 | 13,6 | 9,2  | 3,9  | 0,2  | ⌀ | 8,2   |
| Mittl. Tagesmax. (°C)  | 0    | 0    | 6    | 11   | 17   | 20   | 22   | 21   | 18   | 12   | 6    | 2    | ⌀ | 11,3  |
| Mittl. Tagesmin. (°C)  | −3   | −5   | −1   | 2    | 7    | 11   | 13   | 12   | 8    | 6    | 1    | 0    | ⌀ | 4,3   |
|                        |      |      |      |      |      |      |      |      |      |      |      |      |   |       |
| Niederschlag (mm)      | 46,9 | 36,8 | 38,6 | 49,4 | 66,1 | 69,6 | 70,1 | 74,4 | 51,9 | 44,9 | 50,9 | 57,1 | Σ | 656,7 |
|                        |      |      |      |      |      |      |      |      |      |      |      |      |   |       |
| Sonnenstunden (h/d)    | 1,8  | 2,7  | 3,9  | 5,3  | 6,9  | 7,0  | 7,2  | 6,8  | 5,1  | 4,1  | 1,9  | 1,5  | ⌀ | 4,5   |
|                        |      |      |      |      |      |      |      |      |      |      |      |      |   |       |
| Regentage (d)          | 10   | 9    | 9    | 10   | 10   | 10   | 10   | 10   | 9    | 7    | 10   | 12   | Σ | 116   |
|                        |      |      |      |      |      |      |      |      |      |      |      |      |   |       |
| Luftfeuchtigkeit (%)   | 85   | 84   | 78   | 74   | 73   | 74   | 73   | 75   | 79   | 81   | 84   | 86   | ⌀ | 78,8  |

| −3 |

| −5 |

| −1 |

| 2 |

| 7 |

| 11 |

| 13 |

| 12 |

| 8 |

| 6 |

| 1 |

| 0 |

| −3 |

| −5 |

| −1 |

| 2 |

| 7 |

| 11 |

| 13 |

| 12 |

| 8 |

| 6 |

| 1 |

| 0 |

| N i e d e r s c h l a g | 46,9 | 36,8 | 38,6 | 49,4 | 66,1 | 69,6 | 70,1 | 74,4 | 51,9 | 44,9 | 50,9 | 57,1 |
|                         | Jan  | Feb  | Mär  | Apr  | Mai  | Jun  | Jul  | Aug  | Sep  | Okt  | Nov  | Dez  |

Görlitz ist Sitz der östlichsten Wetterwarte in Deutschland, die dauerhaft mit Personal des Deutschen Wetterdienstes besetzt ist.
Die Geschichte der Wetterbeobachtung in Görlitz geht bis 1848 zurück als Josef Theodor Hertel am Demianiplatz mit meteorologischen Messungen und Beobachtungen begann. 1887 zog die Wetterstation in die Hospitalstraße 20–21 um und wurde 1891 zum Hospital gegenüber verlegt. 1930 wurde in dessen Park eine Klimahütte aufgebaut, während um 1936 die Wetterwarte in die Girbigsdorfer Straße am Flugplatz verlegt wurde. Nach dem Zweiten Weltkrieg wurden am 1. Juli 1946 die Beobachtungen in Görlitz durch den Sächsischen Landeswetterdienst am selben Standort wieder aufgenommen. 1990 begann man die automatische Erfassung von Wetterdaten. Im Oktober 1991 wurde zudem die Radioaktivitätsüberwachung eingerichtet. Wegen des Baus einer Umgehungsstraße musste die Wetterwarte 1994 um 400 Meter in westliche Richtung verlegt werden und ein Containerkomplex wurde aufgestellt. 2007 bezog dann die Wetterwarte den Neubau am selben Standort. Im Jahr 2008 wurde die Wetterwarte Görlitz als erste Klimareferenzstation des Deutschen Wetterdienstes eingeweiht.

## Geschichte

Ansicht der Stadt von Osten, 1575

### Ur- und Frühgeschichte und Stadtgründung
Archäologische Funde im Stadtgebiet belegen eine Besiedlung seit der späten Jungsteinzeit (Schnurkeramische Kultur). Aus der Zeit der Lausitzer Kultur stammen Funde von Brandbestattungen. Des Weiteren wurden Kupfer- und Bronzemünzen aus der späten Römischen Kaiserzeit geborgen. Nachdem während der Völkerwanderungszeit im 4. und 5. Jahrhundert die germanische Bevölkerung das Gebiet der östlichen Oberlausitz verlassen hatte, wurde die Region erst im späten 7. und 8. Jahrhundert von slawischen Gruppen wiederbesiedelt, was sich bis heute an den zahlreichen Orts- und Flurnamen sorbischer Herkunft ablesen lässt, darunter „Görlitz“ selbst. Unsicher ist, ob es sich dabei um Besunzane handelte, von denen ansonsten nichts bekannt ist. Aus dieser Zeit stammen Funde von Keramik in der heutigen Nikolaivorstadt und der östlichen Altstadt.
Anfang der 960er Jahre unterwarf der Markgraf der Sächsischen Ostmark Gero die slawischen Stämme in der Niederlausitz. Erst um 990 konnte Markgraf Ekkehard I. von Meißen auch die Milzener in der Oberlausitz unterwerfen. Die Lausitz blieb jedoch lange Zeit ein Konfliktherd zwischen Böhmen, Polen und dem Heiligen Römischen Reich.
Görlitz wurde 1071 erstmals in einer Urkunde König Heinrichs IV. erwähnt. Darin erhielt der Bischof von Meißen das slawische Dorf Goreliz als Geschenk. Der ursprüngliche altsorbische Name wird als *Zgorĕľc rekonstruiert, wovon die heutige sorbische Form Zhorjelc und der polnische Name Zgorzelec abzuleiten sind. Das anlautende Z- kommt in den deutschen Namensformen nicht vor, ist jedoch in den sorbischen Formen durchgängig erhalten. Letztere zeigen im 18. und 19. Jahrhundert häufig eine Metathese (Umstellung von Lauten) zu Z(h)olerc. Letztlich handelt es sich um eine Ableitung vom altsorbischen Verb *(i)zgorĕti „ausbrennen“, bezeichnet also einen durch Brandrodung gelichteten Platz.
Das Gebiet der heutigen Ober- und Niederlausitz kam 1075 als Pfand und 1089 als Reichslehen unter die Herrschaft der böhmischen Herzöge und späteren Könige, die mit Unterbrechungen bis 1635 damit auch Stadtherren von Görlitz waren.
Die Burg Yzcorelik, die vermutlich im Bereich der Peterskirche lag, wurde 1126 und 1131 zusammen mit anderen Burgen an der Grenze Böhmens durch Herzog Soběslav I. ausgebaut.
Von 1143 bis 1156 unterstand die Gegend dem wettinischen Markgrafen Konrad I. von Meißen.
Angelehnt an die dörfliche Siedlung bzw. die Burg, entwickelte sich wohl in der Mitte des 12. Jahrhunderts an der Via Regia eine Ansiedlung von Kaufleuten mit der Nikolaikirche im Kern. Um 1200 entstand eine planmäßige Stadtanlage um den Untermarkt im Bereich der heutigen Altstadt. Ein Vertreter des böhmischen Königs, der dem Kreis der führenden Familien entstammte, aus dem die Großgrundbesitzer und Fernhändler hervorgingen, residierte 1234 und 1238 in der Stadt. Diese lösten sich spätestens bis 1282 aus der stadtherrlichen Gewalt.
Unter der Herrschaft der Askanier, die den östlichen Teil des Landes Bautzen mit der Stadt Görlitz 1253 als Pfand vom böhmischen König erhalten hatten, wurde die Stadtanlage nach Westen erweitert und eine Stadtbefestigung errichtet, die nun auch das 1234 gegründete Franziskanerkloster einschloss.
Im Jahr 1268 wurde unter den brandenburgischen Markgrafen eine von alters her bestehende Münzstätte Bautzen urkundlich genannt, die in dem gleichen Jahr durch eine neu gegründete Görlitzer Münze ergänzt wurde, mit der sie jährlich abwechselnd prägen sollte.

### Aufstieg zum mittelalterlichen Handelszentrum

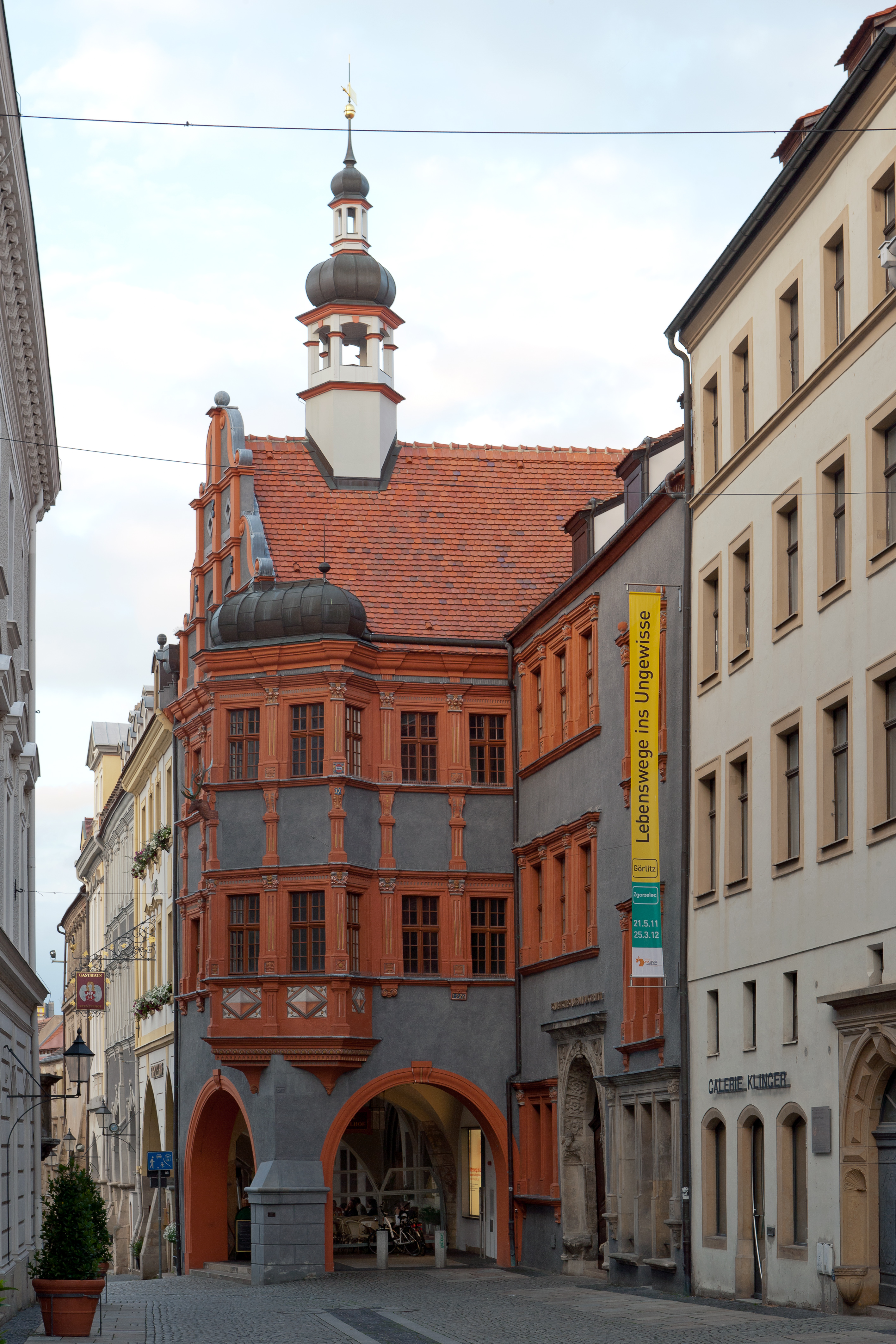
Der Schönhof, erbaut 1526

Für die Zeit kurz vor 1300 ist ein Stadtrat mit Bürgermeister, zwölf Ratsherren und vier Schöffen belegt. Görlitz bekam 1303 als erste Stadt in der Region die Unabhängigkeit vom landesherrlichen Vogteigericht verliehen und erhielt die Obergerichtsbarkeit, was als Datum der städtischen Unabhängigkeit gilt. Wenig später entwickelte sich eine jüdische Gemeinde. Nachdem die Stadt 1329 wieder zurück an Böhmen gefallen war, bestätigte König Johann von Luxemburg die sich entwickelnde Ansiedlung der Juden und stattete Görlitz mit zahlreichen Rechten, insbesondere dem Münzregal, aus.
Im Jahr 1339 erhielt die Stadt zusätzlich das Stapelrecht für eine in ganz Europa nachgefragte Färberpflanze, das Waid, für die Farbe Blau in der Tuchfärbung.
Die Stadt wurde durch ihren aufstrebenden Handel sowie wegen der Monopolstellung für den Waidhandel in den böhmischen Ländern und dank einer florierenden Tuchproduktion zur bedeutendsten Handelsstadt zwischen Erfurt und Breslau. Mitte des 14. Jahrhunderts hatte der Rat das Stadtgericht in Händen. Seit dieser Zeit ist ein doppelter Mauerring bezeugt, der ein Gebiet von 24 ha umschloss.
Gestützt auf ihre wirtschaftliche Macht und das königliche Privileg, gründeten am 21. August 1346 Bautzen, Görlitz, Kamenz, Lauban, Löbau und Zittau den Oberlausitzer Sechsstädtebund, um im Auftrag des Landesherrn, des Königs von Böhmen und späteren deutschen Kaisers Karl IV., den Landfrieden zu wahren.
Rechtlich stand Görlitz damit den Freien Reichsstädten kaum nach. Mit dem wirtschaftlichen Aufschwung stiegen die Zünfte zu lokalen Machtfaktoren auf. Sie lehnten die Außenpolitik des Rates ab und begehrten 1369, 1390 und 1405 vergeblich gegen die Ratsobrigkeit auf.
In den Jahren 1377 bis 1396 war die Stadt Zentrum des Herzogtums Görlitz, das Karl IV. für seinen siebenjährigen Sohn Johann gegründet hatte. Dieser gestattete 1389 die Vertreibung der Juden aus Görlitz. Nach seinem Tod 1396 wurde das Herzogtum wieder aufgelöst.
Während der Hussitenkriege wurden 1429 die südlichen und östlichen Vorstädte niedergebrannt, die ummauerte Stadt jedoch nicht belagert.
Nach zahlreichen Fehden, die die Stadt im 14. und 15. Jahrhundert zur Wahrung des Landfriedens und ihrer umfangreichen Privilegien geführt hatte, war sie im 15. Jahrhundert auch in die Auseinandersetzungen von Kirche und Adel mit dem als Kalixtiner angefeindeten König von Böhmen, Georg von Podiebrad verwickelt, wobei es 1466/68 zur Görlitzer Pulververschwörung kam. Auch in den Streit um den böhmischen Thron zwischen Georg von Podiebrad und Matthias Corvinus war Görlitz verwickelt. Deshalb wurden bis 1477 auch die Vorstädte mit einem Graben und Palisaden umgeben sowie die Stadtbefestigung modernisiert und verstärkt.
Die Spannungen zwischen Görlitz und Zittau, die bereits nach Ende der Hussitenkriege begonnen hatten, entluden sich 1491 in einem Bierkrieg, bei dem es um das Recht der Zittauer ging, Bier zollfrei nach Görlitz einzuführen und zu vertreiben. Görlitz jedoch verweigerte die Einfuhr und den Verkauf fremden Bieres und beschlagnahmte es. Zittau reagierte daraufhin mit Übergriffen auf Ortschaften im näheren Umkreis von Görlitz. Die Fehde zwischen beiden Städten konnte erst durch einen Schlichterspruch des Landvogtes beendet werden, der beiden Städten gegenseitige Übergriffe untersagte und Zittau verpflichtete, den angerichteten Schaden wiedergutzumachen.
Unter der Herrschaft des ungarischen Königs Matthias Corvinus kam die Stadt im späten 15. Jahrhundert zu höchster Blüte, die bis weit in das 16. Jahrhundert anhielt. Aus dieser Zeit stammen zahlreiche Bürgerhäuser und Kirchenbauten der Spätgotik und Renaissance. Zugleich erwarben Görlitzer Bürger seit den 1440er Jahren umfangreichen Landbesitz. Um 1500 hatte die Stadt rund 10.000 Einwohner.
Die Einnahmen aus den Waidzöllen erreichten noch später, nämlich um 1560 einen Höhepunkt (mit 600 zollpflichtigen Fuhrwerken aus Thüringen pro Jahr) und sanken dann rasch ab. Auch die Tuchmacherei erreichte damals einen Höhepunkt. Seit 1609 wurden keine Einnahmen aus Waidzöllen mehr verbucht; später wurde Waid behandelt wie andere Handelsgüter auch.
Die Spannungen zwischen Zünften und Rat setzten sich bis in das 16. Jahrhundert fort und mündeten in den Streit um die Reformation. Ab 1521 wurde in Görlitz evangelisch gepredigt, auch wenn sich der Rat noch lange widersetzte. Eine evangelische Kirchenordnung wurde 1539 eingeführt. In der Folge des Schmalkaldischen Krieges war die Stadt 1547 vom Oberlausitzer Pönfall betroffen, da die Sechsstädte nur sehr zögerlich Truppen für den Krieg gestellt hatten, die zudem das kaiserliche Lager bereits vor der Schlacht bei Mühlberg wieder verließen. Die Stadt wurde zur Zahlung einer hohen Geldstrafe verpflichtet und verlor zahlreiche Rechte und sämtlichen Landbesitz. Zwar konnten in den folgenden Jahren viele Besitzungen und Privilegien wieder zurückgekauft werden, die Macht der Städte in der Oberlausitzer Ständerepublik war jedoch zugunsten des Landesherrn und der großen Adelsgeschlechter gebrochen.

### Görlitz im Kurfürstentum Sachsen

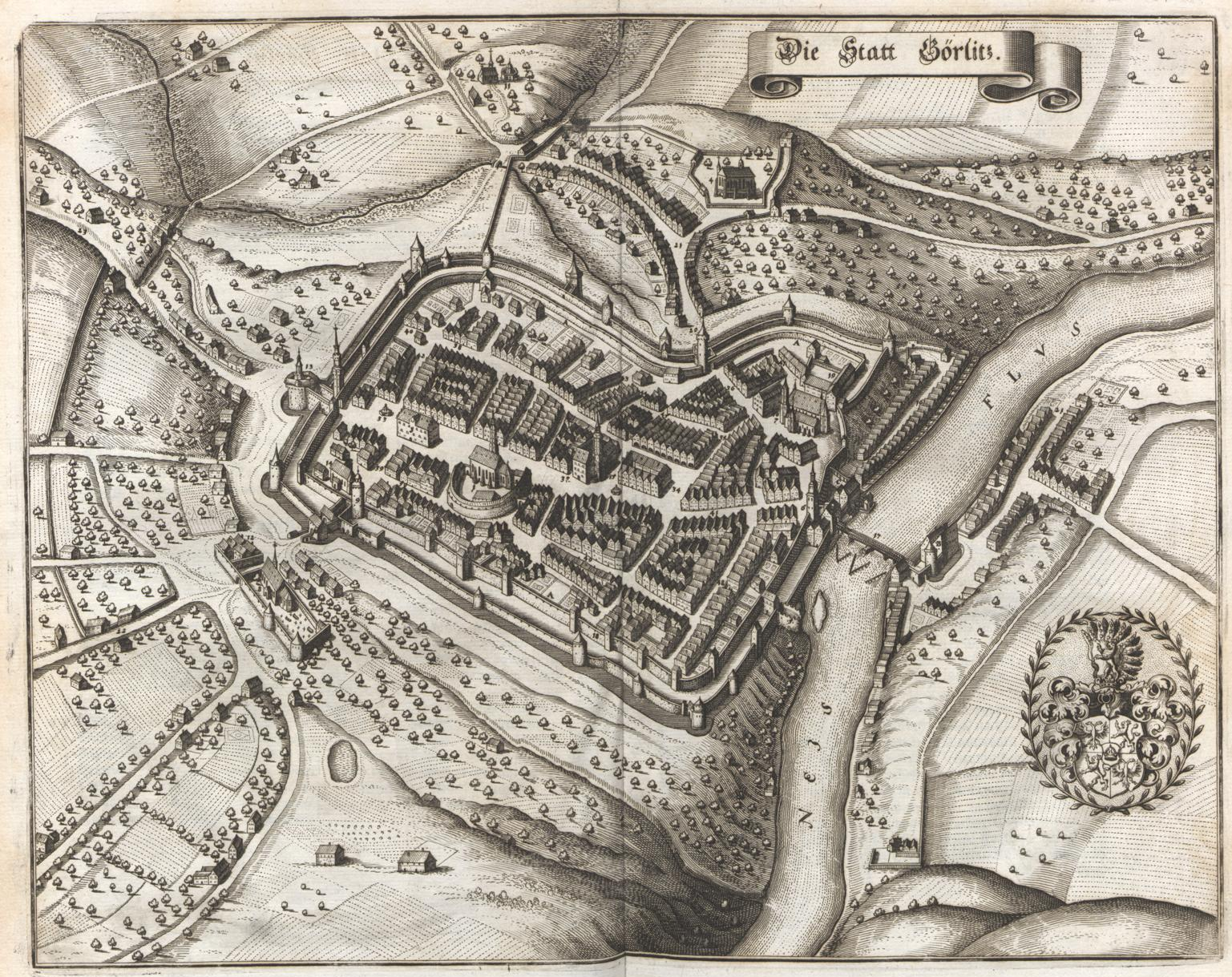
Görlitz um 1650 als Kupferstich von Matthäus Merian

Im April 1636 wurde Görlitz zusammen mit der Oberlausitz, deren Stände sich den aufständischen Böhmen angeschlossen hatten, zum Ausgleich für Kriegsschulden des Kaisers an das Kurfürstentum Sachsen vergeben. Der Kaiser bestätigte 1637 die vorgefundenen konfessionellen Verhältnisse mit dem Traditionsrezess, woraufhin er in Görlitz die Huldigung entgegennahm. Im weiteren Verlauf des Dreißigjährigen Krieges wurde 1641 das von Schweden seit 1639 besetzte Görlitz erfolgreich belagert. Dabei erlitt es schwere Schäden. Im Siebenjährigen Krieg war die Umgebung der Stadt in der Schlacht von Moys erneut Schauplatz militärischer Auseinandersetzungen.
Im Jahr 1779 wurde dort die Oberlausitzische Gesellschaft der Wissenschaften gegründet, die später zur größten bürgerlichen Gesellschaft ihrer Art in Deutschland heranwuchs.
Als Napoleons Armee aus dem Russlandfeldzug zurückkehrte, zogen Armeeeinheiten durch das Görlitzer Gebiet und plünderten die umgebenden Dörfer, unabhängig davon, ob es sich um Verbündete oder Gegner handelte. Innerhalb eines Jahres marschierten so mehr als 30 Truppenteile an Görlitz vorbei; die verbündeten Franzosen mussten einquartiert und verpflegt werden. Bürgermeister Samuel August Sohr berichtete vor allem von den sich schnell ausbreitenden Epidemien. Weil der sächsische Herrscher Napoleon auch nach seiner Niederlage in der Völkerschlacht bei Leipzig treu geblieben war, behandelten seine Gegner Sachsen als erobertes Gebiet. Daher war es beim Wiener Kongress nicht vertreten, sondern diente den europäischen Großmächten als „Kompensationsobjekt“. Sie einigten sich 1815 auf eine Teilung des Königreiches Sachsen, wobei die Oberlausitz zur preußischen Provinz Schlesien kam. Görlitz wurde Sitz des gleichnamigen Landkreises Görlitz innerhalb des Regierungsbezirks Liegnitz.

### Zweite Blüte im preußischen Staat

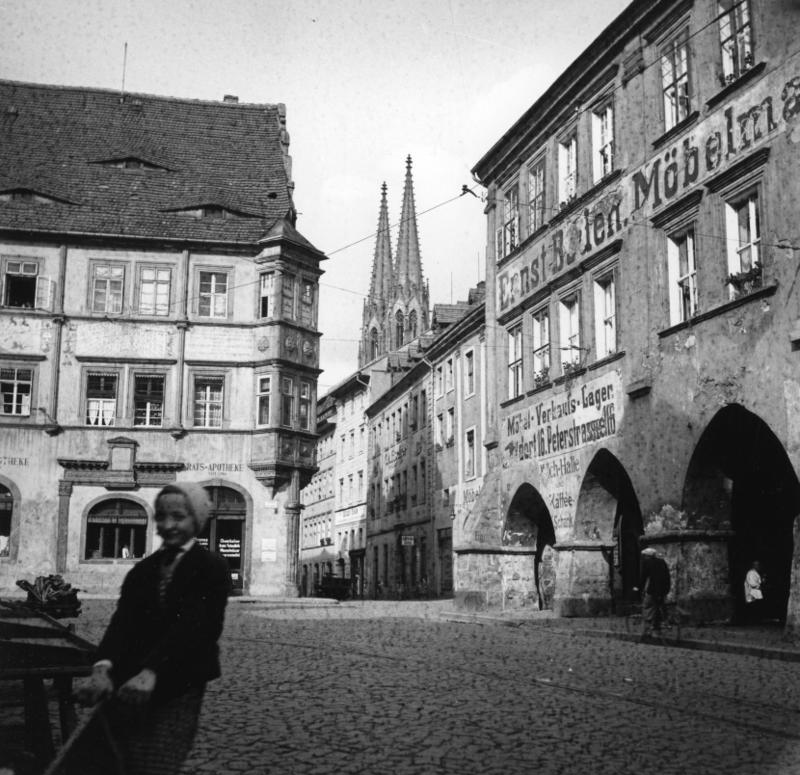
Untermarkt um 1932

Die Zugehörigkeit zu Preußen hatte erheblichen Einfluss auf die politische und gesellschaftliche Entwicklung der Stadt. Das preußische Stadtrecht wurde 1833 eingeführt, und die Stadt kam unter dem ersten Oberbürgermeister Gottlob Ludwig Demiani zu einer erneuten Blüte. Im Jahr 1847 erhielt sie einen Bahnanschluss nach Dresden und wurde gleichzeitig über eine Zweigbahn mit Berlin und Breslau verbunden.
1867 eröffnete die Berlin-Görlitzer Eisenbahn-Gesellschaft ihre Bahnstrecke von Berlin nach Görlitz vom Görlitzer Bahnhof in Berlin. 1873 wurde für Görlitz ein eigener Stadtkreis gebildet.
Damit in Verbindung stand eine rasche Industrialisierung. Zahlreiche öffentliche Großbauten, Industrieanlagen und Wohnsiedlungen der Gründerzeit prägen noch heute das Stadtbild südlich der Altstadt. Mit der Teilung Schlesiens in die Provinzen Ober- und Niederschlesien kam Görlitz 1919 zur westlichen Provinz Niederschlesien.

### Nationalsozialismus und Zweiter Weltkrieg
Während der Zeit des Nationalsozialismus wurde wie überall im Deutschen Reich die jüdische Bevölkerung systematisch entrechtet und in Konzentrationslager verschleppt. Allerdings vereitelte die Görlitzer Feuerwehr den Versuch, in der Reichspogromnacht 1938 die Görlitzer Synagoge in Brand zu setzen, sodass diese als eine der wenigen Synagogen im heutigen Sachsen größtenteils unversehrt blieb. Im Jahr 1944 wurde das KZ-Außenlager Görlitz eingerichtet. Nachweislich wurden dort über 400 jüdische Häftlinge aus Ungarn, Polen, Tschechien und Russland ermordet oder starben an Krankheiten und Entkräftung. Während des Krieges und vor allem gegen dessen Ende wurden insgesamt 37 Häuser zerstört und je nach Quelle zwischen 78 und 89 teils schwer beschädigt. Alle sieben Neißebrücken wurden am 7. Mai 1945 – dem letzten Kriegstag – gegen 19 Uhr durch sich zurückziehende Wehrmachtstruppen gesprengt. Diese Sprengungen zogen auch zahlreiche angrenzende Bauten in Mitleidenschaft, so auch die Fenster der Kirche St. Peter und Paul in der Nähe der Altstadtbrücke. Die Stadt wurde von der Roten Armee besetzt und so Bestandteil der Sowjetischen Besatzungszone (SBZ) und ab 1949 der DDR.

### Sozialismus und DDR

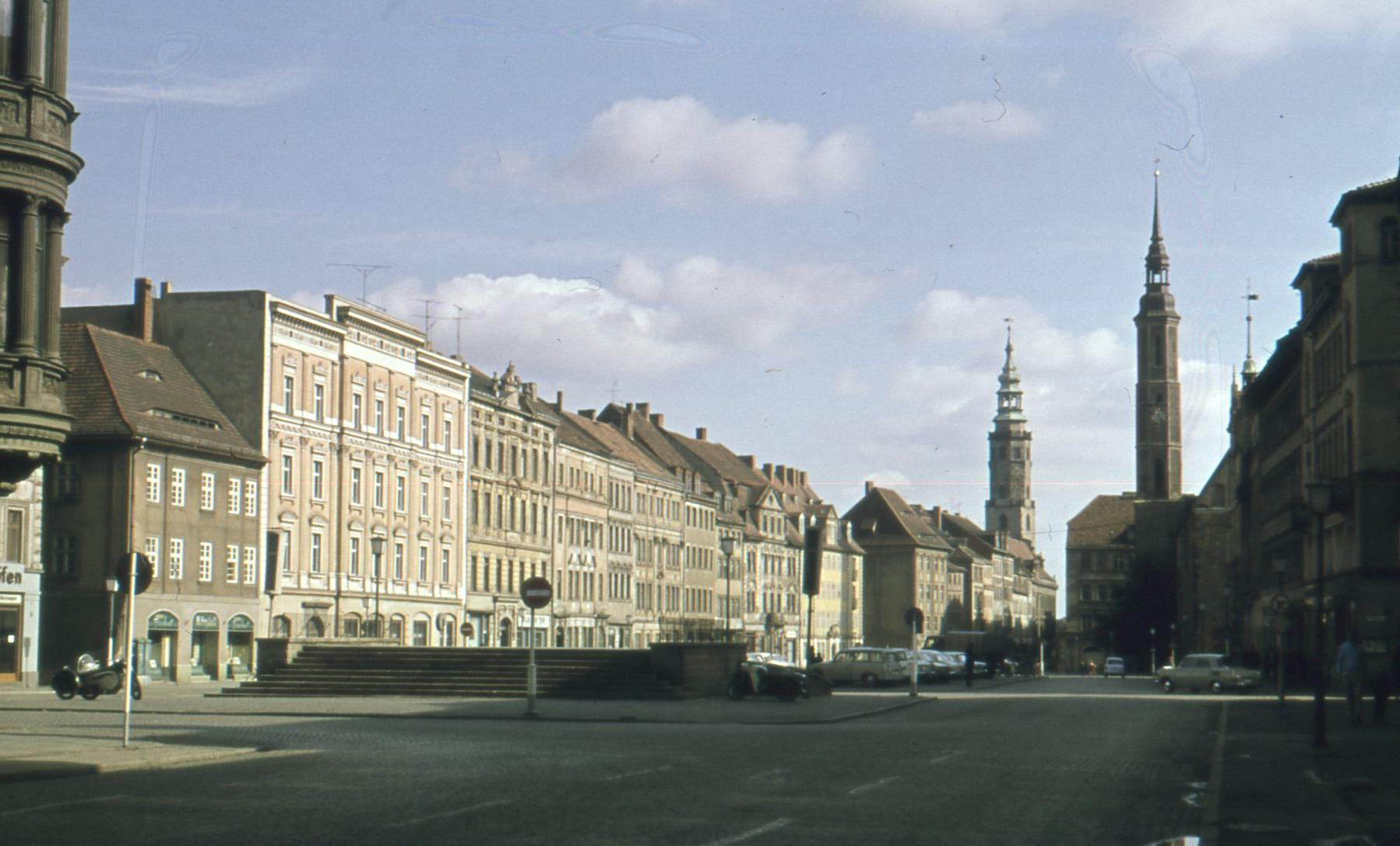
Der Obermarkt (1951–1990 Leninplatz) in den 1970er Jahren

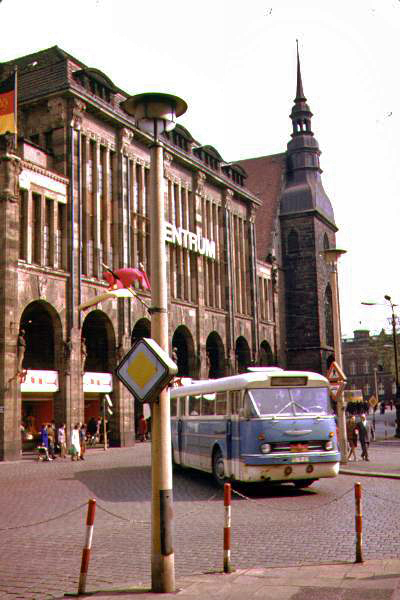
Centrum-Warenhaus am Demianiplatz, 1984

Nach dem Zweiten Weltkrieg wurde Görlitz durch die Oder-Neiße-Grenze geteilt. Der östlich der Lausitzer Neiße gelegene Teil der Stadt kam unter polnische Verwaltung und wird seither Zgorzelec genannt. Die dort ansässige Bevölkerung wurde ab 21. Juni 1945 vertrieben. 650 Personen, die in Görlitz geboren wurden oder dort ihren letzten Wohnort hatten, wurden von der sowjetischen Geheimpolizei des NKWD verhaftet. Etwa 250 von ihnen starben in den Speziallagern. Durch die Flüchtlinge und Vertriebenen aus den östlich von Oder und Lausitzer Neiße gelegenen Gebieten wuchs die Stadtbevölkerung im westlichen Teil der Stadt kurzzeitig auf über 100.000 an.
Der bei Deutschland verbliebene größere Teil der Stadt wurde Teil des Landes Sachsen, das 1952 aufgelöst wurde. Danach gehörte die Stadt zum Bezirk Dresden.
Mit der Unterzeichnung des Görlitzer Abkommens am 6. Juli 1950 erkannten die Deutsche Demokratische Republik und die Volksrepublik Polen die Oder-Neiße-Grenze als Staatsgrenze an. Die völkerrechtliche Anerkennung der Grenze seitens des wiedervereinigten Deutschlands erfolgte mit dem Zwei-plus-Vier-Vertrag und dem bilateralen Deutsch-Polnischen Grenzvertrag zwischen Deutschland und Polen im Jahr 1990.
Am 17. Juni 1953 kam es in Görlitz nach einer Kundgebung mit 30.000 Menschen zum zunächst erfolgreichen „Aufstand“, der nach Verhängung des Ausnahmezustands durch die sowjetische Besatzungsmacht von Einheiten des Ministeriums für Staatssicherheit und der Kasernierten Volkspolizei niedergeschlagen wurde.
Ab 1975 entstanden die Neubaugebiete Königshufen und Rauschwalde, während die Bausubstanz der Alt- und Innenstadt verfiel. Ende der 1980er Jahre waren flächendeckende Abrisse geplant, die durch die politische Wende 1989 jedoch ausblieben. Es gibt in Deutschland nur sehr wenige in ihrer Einwohnerzahl mit Görlitz vergleichbare Städte, die eine solche Dichte von gut erhaltenen Baudenkmalen aufweisen können. Von dem Bau- und Sanierungsboom nach der Wiedervereinigung, der wesentlich durch Fördermaßnahmen des Staates und der Europäischen Union getragen wurde, konnte insbesondere die Innenstadt profitieren. Der anhaltende Bevölkerungsschwund in den östlichen Bundesländern macht sich allerdings auch in dieser Region bemerkbar.

### Görlitz im Freistaat Sachsen
Im wiedergegründeten Freistaat Sachsen wurde aus dem Stadtkreis Görlitz eine kreisfreie Stadt im neu gebildeten Regierungsbezirk Dresden. Im Zuge der Kreisreform 1994 ging der die Stadt umgebende Kreis Görlitz im neuen Niederschlesischen Oberlausitzkreis auf. Görlitz wurde zunächst Kreissitz, verlor diese Funktion jedoch bald darauf an Niesky. Im Verlauf der sächsischen Kreisgebietsreform 2008 fusionierten der Niederschlesische Oberlausitzkreis, die kreisfreie Stadt Görlitz sowie der Landkreis Löbau-Zittau am 1. August 2008 zum Landkreis Görlitz. Kreissitz wurde Görlitz. Damit entfiel der Status kreisfreie Stadt. Görlitz erhielt den Titel Große Kreisstadt.
Seit 1991 ist die Stadt Mitglied in der Arbeitsgemeinschaft Historische Städte, der auch die Städte Bamberg, Lübeck, Meißen, Regensburg und Stralsund angehören. Ziele sind u. a. der gegenseitige Erfahrungsaustausch, die Festlegung gemeinsamer Positionen gegenüber politischen Verantwortungs- und Entscheidungsträgern zu Themen der Stadtentwicklung in Deutschland und die Stadtentwicklung mit dem Schwerpunkt zukunftsfähiger Konzepte für historische Stadtstrukturen und deren Bausubstanz. Mit der Gründung der Hochschule für Technik und Wirtschaft Zittau/Görlitz am 13. Juli 1992 wird Görlitz einer der zwei Hochschulstandorte der Fachhochschule. Vom 3. bis zum 5. September 1993 richtete die Stadt den zweiten Tag der Sachsen aus unter dem Motto Wir in Sachsen. Zu Gast waren etwa 270.000 Besucher. Im Jahr 1996 fand die 925-Jahr-Feier statt. Die Feier wurde mit einem Festumzug eröffnet und inmitten des Obermarktes wurde ein Gerüst in der Grundform des ehemaligen Salzhauses aufgebaut und mit Planen verkleidet. Anfang der 1990er Jahre gab es Überlegungen das Gebäude wieder zu errichten, was jedoch mit der Begründung verworfen wurde, dass die Funktion des Platzes als Bindeglied zwischen Altstadt und Gründerzeitviertel zerstört würde.

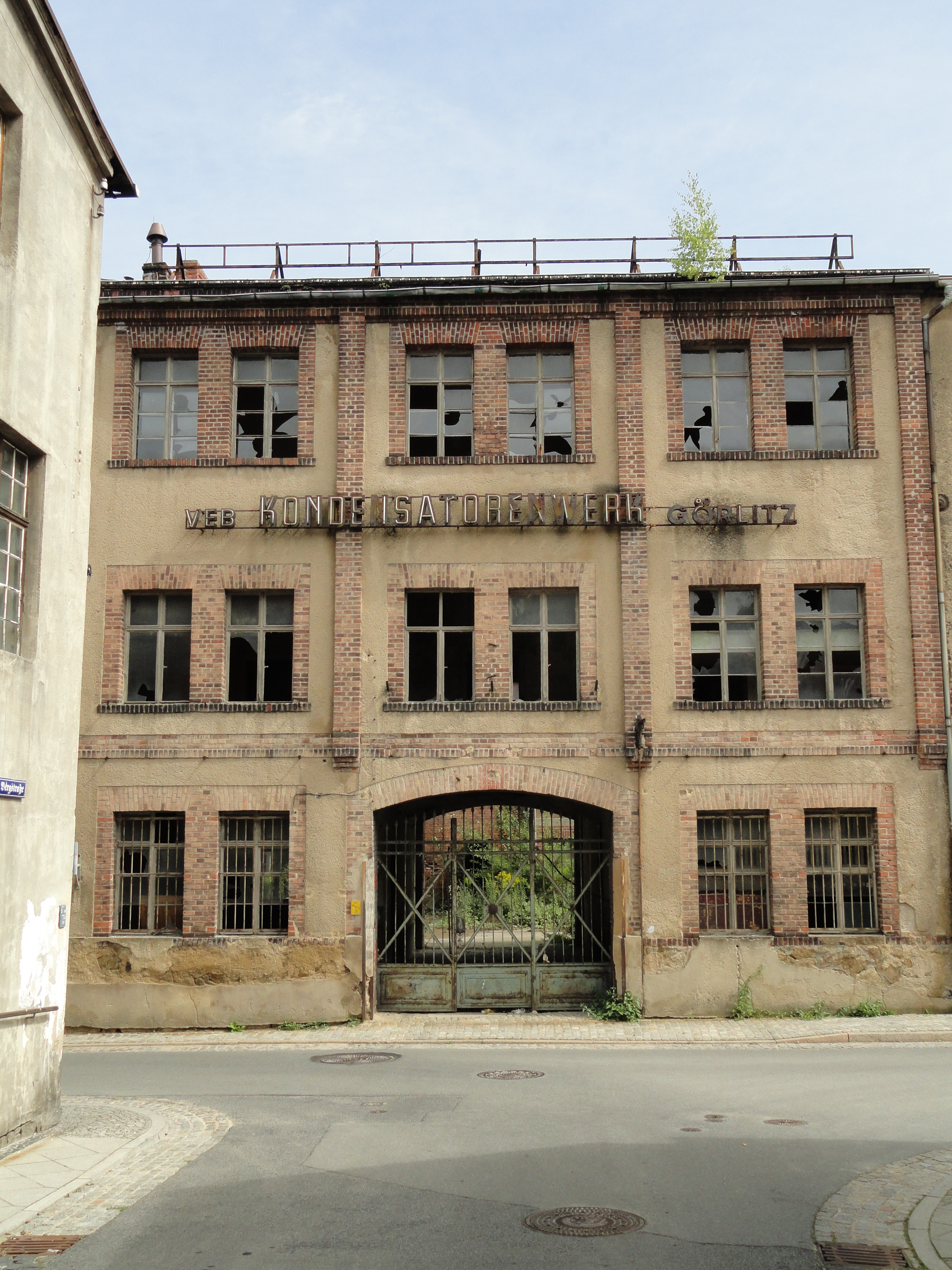
Ehemaliger Produktionsstandort des VEB Kondensatorenwerk Görlitz

Nach der politischen Wende kam es vor allem auf wirtschaftlichem Feld zu gravierenden Veränderungen. Die einst volkseigenen Betriebe (VEB) in der Stadt sollten gemäß den Grundsätzen der sozialen Marktwirtschaft privatisiert werden. Zum 1. Mai 1990 wurde beispielsweise aus dem VEB Waggonbau Görlitz die DWA-Tochtergesellschaft Waggonbau Görlitz GmbH. Der VEB Görlitzer Maschinenbau wurde als Siemens Turbinenbau GmbH durch den Siemens-Konzern von der Treuhandanstalt übernommen. Beim einstigen VEB Kondensatorenwerk Görlitz scheiterte die Privatisierung und das Unternehmen musste bereits 1992 Insolvenz anmelden. Auch das Feinoptische Werk Görlitz wurde aus dem VEB Carl Zeiss herausgelöst und in eine GmbH umgewandelt. Für einen kurzen Zeitraum lieferte sie wieder Objektive mit der Markenbezeichnung Meyer-Optik. Auf Grund fehlender Investoren liquidierte die Treuhandanstalt das Feinoptische Werk Görlitz zum 30. Juni 1991.
Zwischen Januar 1991 und 28. Dezember 1997 wurden die Werksteile I bis III des Braunkohlekraftwerks Hagenwerder stillgelegt, da u. a. der Strombedarf sank, wirtschaftlichere Kraftwerksneubauten die Nachrüstung von Entstaubungs- und Entschwefelungsanlagen als unrentabel erscheinen ließ und auch die Braunkohleversorgung aus dem benachbarten Braunkohletagebau Berzdorf nur noch maximal 15 Jahre gewährleistet war. Auch der Tagebaubetrieb wurde nach über 170 Jahren der Braunkohleförderung am 28. Dezember 1997 eingestellt. Die folgenden Jahre fanden aufwendige Sanierungsarbeiten für die anschließende Flutung des ehemaligen Tagebaus statt. Die Bauwerke des stillgelegten Kraftwerks wurden zum Großteil abgerissen oder gesprengt und das Gelände zum Gewerbegebiet umgewidmet. Mit Schließung von Kraftwerk und Tagebau verloren insgesamt etwa 6000 Beschäftigte ihren Arbeitsplatz.
Görlitz und Zgorzelec bewarben sich 2001 zusammen um den Titel der „Kulturhauptstadt Europas 2010“. Im finalen Juryentscheidung unterlag die Doppelstadt der Stadt Essen, die sich stellvertretend für das Ruhrgebiet beworben hatte.
Beim Augusthochwasser der Lausitzer Neiße im Jahr 2010 brach die Staumauer des Witka-Stausees. Die Witka ist ein Nebenfluss der Neiße und mündet südlich des Görlitzer Ortsteils Hagenwerder in diese. Die Flutwelle überschwemmte große Teile von Hagenwerder in kurzer Zeit. Durch das Unterspülen der Gleise der Eisenbahnstrecke Görlitz–Hagenwerder und damit das Durchbrechen der Fluten in den nahegelegenen Berzdorfer See wurden diese abgemildert. Jedoch erreichte der Pegelstand eine Höhe von 7,07 m und damit einen der höchsten Werte seit deren Aufzeichnung. Der mittlere Wasserstand beträgt 1,75 m. Besonders in den niedriger gelegenen Orts- und Stadtteilen südlich und nördlich des Stadtzentrums, aber auch an der ufernahnen Bebauung in der Innen- und Altstadt, im Neißetal südlich der Obermühle sowie der Zgorzelecer Neißevorstadt gab es erhebliche Schäden.
In der Nacht vom 14. auf den 15. März 2020 schloss Polen seine Grenzübergänge zu Deutschland infolge der COVID-19-Pandemie und somit auch die Grenzübergänge im Görlitzer Stadtgebiet. Die Altstadtbrücke wurde mit Bauzäunen abgeriegelt und von mit Maschinengewehren bewaffneten polnischen Grenzschutztruppen der Straż Graniczna bewacht. Der Grenzübergang an der Stadtbrücke sowie der Autobahngrenzübergang in Ludwigsdorf blieben für polnische Rückkehrer geöffnet, die sich 14 Tage lang in Quarantäne begeben mussten. Während der Grenzschließung kam es vor allem vor den Oster- und Pfingstfeiertagen sowie vor Christi Himmelfahrt zu kilometerlangen Rückstaus durch das gesamte Görlitzer Stadtgebiet sowie bis zu 63 km lange Staus auf der Autobahn 4 bis Burkau. Die Grenzen wurden in der Nacht vom 12. auf den 13. Juni 2020 wieder geöffnet. Der Zgorzelecer Bürgermeister Rafał Gronicz öffnete mit seinem Görlitzer Amtskollegen Octavian Ursu feierlich den Grenzzaun auf der Altstadtbrücke im Beisein mehrerer hundert Menschen.

### Eingemeindungen
Vor dem Zweiten Weltkrieg wurden im Jahr 1925 Rauschwalde sowie im Jahr 1929 Moys (polnisch: Zgorzelec-Ujazd) nach Görlitz eingemeindet. Der Ortsteil Moys und das östlich der Neiße liegende Stadtgebiet fielen nach dem Ende des Zweiten Weltkrieges gemäß Potsdamer Abkommen unter polnische Verwaltung. Nach dem Krieg kamen am 1. Januar 1949 Weinhübel und Klingewalde sowie am 1. Oktober 1951 Groß und Klein Biesnitz zu Görlitz. Am 1. Januar 1994 folgte Deutsch-Ossig und am 1. März desselben Jahres Hagenwerder, Schlauroth und Tauchritz. Zuletzt kamen am 1. Januar 1999 noch Kunnerwitz mit Klein Neundorf, Ludwigsdorf mit Ober-Neundorf sowie Teile der Gewerbegebiete der Gemeinde Schöpstal (Girbigsdorf und Ebersbach) hinzu.

### Einwohnerentwicklung

Einwohnerentwicklung der Stadt Görlitz von 1825 bis 2015 (ab 1946 getrennte Darstellung des deutschen und polnischen Teils sowie die gemeinsame Einwohnerentwicklung der Europastadt Görlitz/Zgorzelec)

Hatte Görlitz vor der industriellen Revolution noch knapp 10.000 Einwohner, so verachtfachte sich die Einwohnerzahl zwischen 1825 und 1905 in nur acht Jahrzehnten von 10.724 auf 83.766 Einwohner. Mit der starken Bevölkerungszunahme seit der Gründung des Deutschen Reichs und in den folgenden Gründerjahren sprengte die Stadt ihre mittelalterlichen Grenzen und wuchs über die Stadtmauern hinaus. Auch nach dem Ende des Ersten Weltkrieges stieg die Bevölkerungszahl weiterhin an. Im Jahr 1939 lebten schließlich etwa 94.000 Menschen in der Stadt.
Die Einwohnerzahl der Stadt Görlitz überschritt 1949 auf dem westlich der Neiße gelegenen Stadtgebiet vor allem durch den Zuzug der zahlreichen Flüchtlinge und Vertriebenen aus den ehemaligen deutschen Ostgebieten die Marke von 100.000 Einwohnern, wodurch die Stadt kurzzeitig zur Großstadt wurde. Die Bevölkerungszahl der Stadt erreichte damals mit 101.742 Bewohnern auch ihren historischen Höchststand. Bis 1988 war dann ein Rückgang auf 77.609 Einwohner zu verzeichnen. Seit der Wende in der DDR verlor die Stadt gemessen an ihrem damaligen Gebietsstand durch Abwanderung und Geburtenrückgang noch einmal fast ein Drittel ihrer Bevölkerung.
Am 31. Dezember 2011 betrug die amtliche Einwohnerzahl von Görlitz nur noch 54.691 (nur Hauptwohnsitze). Verglichen mit der letzten Vorkriegseinwohnerzählung im Mai 1939 mit 93.823 Einwohnern entspricht dies einem Rückgang um etwa 40 Prozent, obwohl der Verlust des östlich der Neiße gelegenen Wohnraumes durch drei nach 1945 errichtete Neubaugebiete westlich der Neiße kompensiert werden konnte. So lebten vor dem Krieg rund 8800 Bürger im Ostteil der Stadt. Im Vergleich hierzu wohnten in den drei Neubaugebieten im Juli 2011 etwa 20.000 Einwohner. Dies zeigt, dass der verlorene Wohnraum östlich der Neiße nach dem Krieg bis 1990 mehr als kompensiert werden konnte.
Aufgrund des Bevölkerungsrückgangs bot die Stadt um 2019 in einem Projekt Fremden einen Monat kostenloses Wohnen in der Stadt an, um Rückmeldungen bzgl. möglicher Verbesserungen der Attraktivität der Stadt zu erhalten.
Mit einem weiteren Rückgang der Bevölkerung wurde zwar gerechnet, so prognostizierte das Statistische Landesamt für das Jahr 2020 eine Bevölkerungszahl für Görlitz von 46.400. Dies entspräche ungefähr der Hälfte der Vorkriegseinwohner. Die Prognose des Landesamtes gilt jedoch als umstritten, denn seit 2006 verzeichnet Görlitz wieder mehr Zu- als Abwanderer und hat im November 2017 den Stand von 57.228 Einwohnern erreicht, wobei jeder Zehnte der 2000 Neubürger über 60 Jahre alt ist. Bis 2007 zogen bereits über 1000 Senioren in die Stadt. Für sie gilt die Stadt durch ihr Ambiente, ihre Kultur, die ruhige Lage sowie die bis zu 20 % geringeren Lebenshaltungskosten auch aufgrund der günstigen Mieten als beliebter Ruhesitz. Schon im 19. Jahrhundert bekam Görlitz den Beinamen „Pensionopolis“. Es war vor allem bei preußischen Beamten als Alterssitz beliebt. Diese Entwicklung macht sich auch jetzt wieder bemerkbar, Pensionäre verlegen ihren Wohnsitz in die Görlitzer Altstadt. Ein Großteil von ihnen stammt aus den alten Bundesländern.
Görlitz und seine polnische Nachbarstadt Zgorzelec haben zusammen rund 85.600 Einwohner, von denen etwa 30.000 in Zgorzelec leben (Stand Dezember 2020). Dies entspricht ungefähr der Einwohnerzahl der gesamten Stadt in den frühen 1920er Jahren.

## Religion

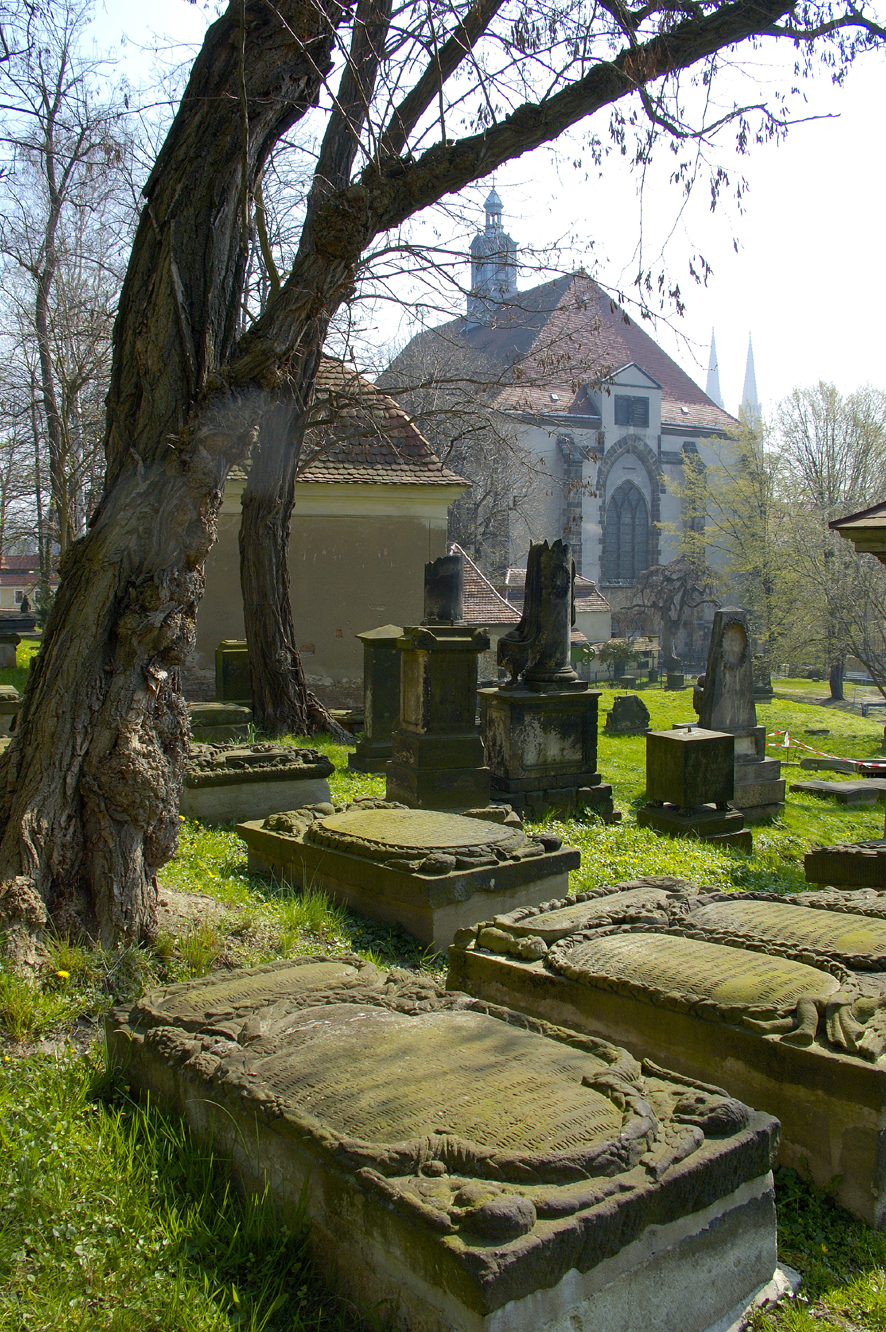
Der Nikolaifriedhof mit zahlreichen historischen Gräbern und im Hintergrund die Nikolaikirche

Gemäß Zensus 2022 gehören 12,2 % der Bevölkerung der römisch-katholischen Kirche und 11,9 % der evangelischen Landeskirche, 76 % dagegen einer anderen oder keiner Glaubensgemeinschaft an.
Görlitz ist Sitz des katholischen Bistums Görlitz und eines evangelischen Regionalbischofs für den Sprengel Görlitz der Evangelischen Kirche Berlin-Brandenburg-schlesische Oberlausitz.
Die Reformation fasste seit 1521 Fuß und 1525 wurde in Görlitz die erste evangelische Messe gelesen. Seit dem letzten Drittel des 16. Jahrhunderts war Görlitz eine rein lutherische Stadt. Wie alle Lausitzer Lutheraner gehörte die Görlitzer Gemeinde keiner Landeskirche an, sondern die Stadt verwaltete ihre Kirchenangelegenheiten selbst, wobei allerdings dem katholischen Dekan des Domstifts Bautzen als Leiter einer Apostolischen Administratur bedeutende Rechte verblieben. Die evangelisch-lutherische Frömmigkeit in Görlitz wurde Ende des 17. Jahrhunderts stark vom Pietismus beeinflusst. Ab 1815 gehörte die Stadt zu Preußen und ihr Kirchenwesen wurde in die unierte Evangelische Kirche in Preußen eingeordnet.
Als Reaktion auf die vom preußischen Staat zwangsverordnete Union zwischen der lutherischen Kirche und der reformierten Tradition entstand die altlutherische Evangelisch-Lutherische Kirche in Preußen. In Görlitz wurde die evangelisch-lutherische Heilig-Geist-Kirchengemeinde gegründet, die heute zum Kirchenbezirk Lausitz der Selbstständigen Evangelisch-Lutherischen Kirche gehört. Durch die Wahl des Gemeindepfarrers Gert Kelter zum Propst des Sprengels Ost der Selbständigen Evangelisch-Lutherischen Kirche (SELK) am 27. Januar 2007 ist Görlitz Sitz der Propstei Ost der Altlutheraner geworden.

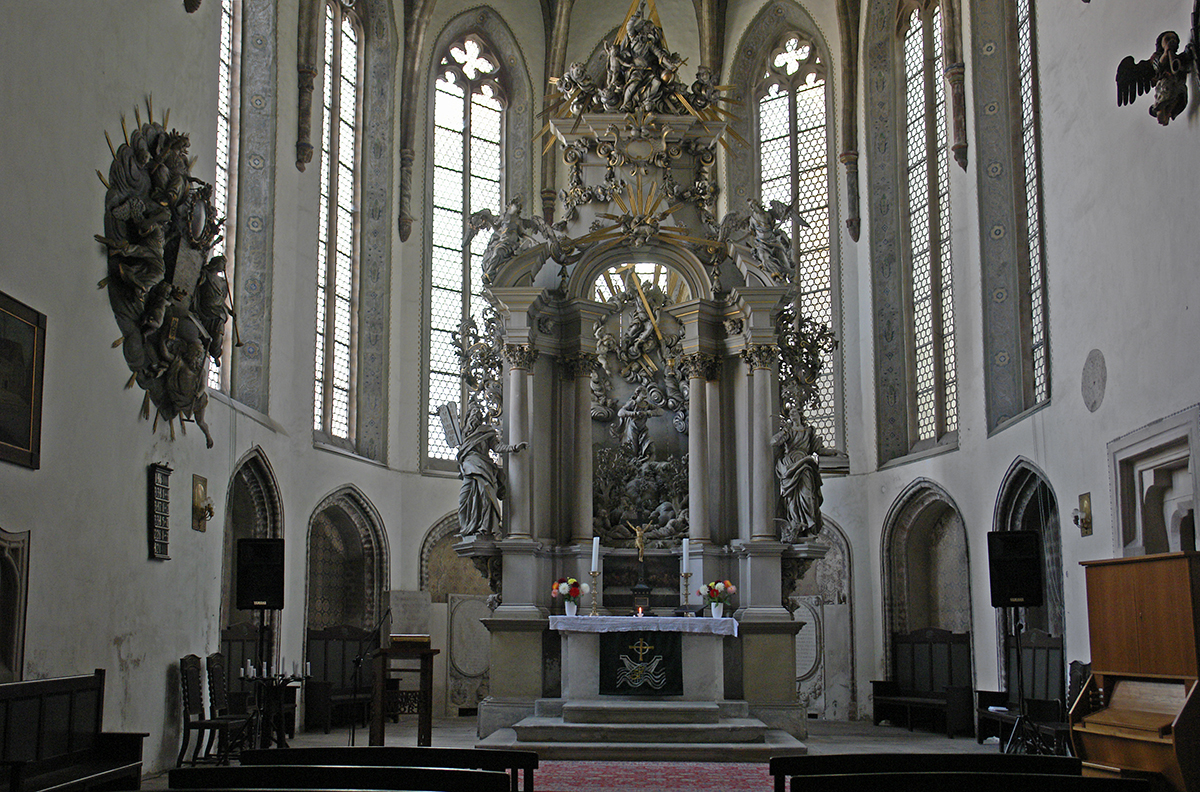
Ansicht des Altars in der Dreifaltigkeitskirche

Ansonsten war die Stadt Teil der schlesischen Provinzialkirche der evangelischen Landeskirche, deren Sitz sich seinerzeit in Breslau befand. Infolge der Grenzziehung nach dem Zweiten Weltkrieg (Oder-Neiße-Grenze) verblieb nur noch ein kleiner Teil des Gebiets der schlesischen Provinzialkirche bei Deutschland und kam zur Sowjetischen Besatzungszone. Das frühere Görlitzer Stadtgebiet östlich der Neiße wurde zur Stadt Zgorzelec zusammengefasst. Die dort ansässige, meist evangelische deutsche Bevölkerung wurde 1945–1947 zwangsausgesiedelt. Die an ihrer Stelle neu angesiedelte Stadtbevölkerung war meist römisch-katholisch, sodass die Bevölkerung des zur Stadt Zgorzelec gewordenen ehemaligen Görlitzer Stadtgebiets seit etwa 1947 mehrheitlich katholisch ist.
Die Kirchenleitung unter Bischof Ernst Hornig musste 1946 Breslau verlassen und siedelte nach Görlitz um. So wurde die Stadt 1947 Sitz einer Landeskirche, die zunächst den Namen Evangelische Kirche von Schlesien behielt, 1968 jedoch ihren Namen in Evangelische Kirche des Görlitzer Kirchengebietes ändern musste und 1992 ihren gegenwärtigen Namen Evangelische Kirche der schlesischen Oberlausitz erhielt. Zum 1. Januar 2004 ging diese Landeskirche in der Evangelischen Kirche in Berlin-Brandenburg-Schlesische Oberlausitz auf. Seither ist Görlitz Sitz des (dritten) Sprengels dieser neuen Landeskirche. Innerhalb dieses Sprengels gehören die Kirchengemeinden der Stadt Görlitz zum Kirchenkreis Schlesische Oberlausitz.
Zu Beginn des 19. Jahrhunderts zogen vermehrt wieder römisch-katholische Gläubige in die Stadt und gründeten ab 1853 eigene Pfarrgemeinden. Sie gehörten zum Erzbistum Breslau. Als dessen Gebiet nach dem Zweiten Weltkrieg infolge der Grenzziehung geteilt wurde, bildete der westlich der Lausitzer Neiße bei Deutschland verbliebene Teil des Bistums Breslau zunächst das Erzbischöfliche Amt Görlitz. Hieraus entstand über die 1972 eingerichtete Apostolische Administratur Görlitz zum 8. Juli 1994 das heutige Bistum Görlitz innerhalb der neu errichteten Kirchenprovinz Berlin, dessen Kathedrale die 1898 erbaute St.-Jakobus-Kirche wurde. Innerhalb des Bistums Görlitz gehören die Pfarrgemeinden der Stadt Görlitz, St. Hedwig und Hl. Kreuz, zum gleichnamigen Dekanat.
Daneben gibt es in Görlitz auch freikirchliche Gemeinden der Apostolischen Gemeinschaft, der Baptisten, der Siebenten-Tags-Adventisten, der Pfingstler, der Evangelisch-methodistischen Kirche und des Bundes Freier evangelischer Gemeinden in Deutschland.
Weitere Religionsgemeinschaften sind die Kirche Jesu Christi der Heiligen der Letzten Tage (Mormonen), die Zeugen Jehovas, die Neuapostolische Kirche und eine Gemeinde des Apostelamts Jesu Christi.
Seit 2005 gibt es in Görlitz wieder eine jüdische Gemeinde. Die Gemeinde wurde vom Zentralrat der Juden in Deutschland und dem sächsischen Landesrabbiner Salomon Almekias-Siegl anerkannt. Sie nutzt die Wochentagssynagoge in der Synagoge an der Otto-Müller-Straße für ihre Gottesdienste und Gebete.
Im Jahr 2018 wurde vom Verein Assalam (dt. Frieden) ein interkulturelles Zentrum als Begegnungsort in der Bahnhofsstraße eröffnet. Die Räumlichkeiten sollen beispielsweise für muslimische Freitagsgebete genutzt werden, stehen nach Angaben des Vereins aber auch für kulturelle Veranstaltungen verschiedener Art auch anderer Konfessionen und Herkunft offen.

## Politik

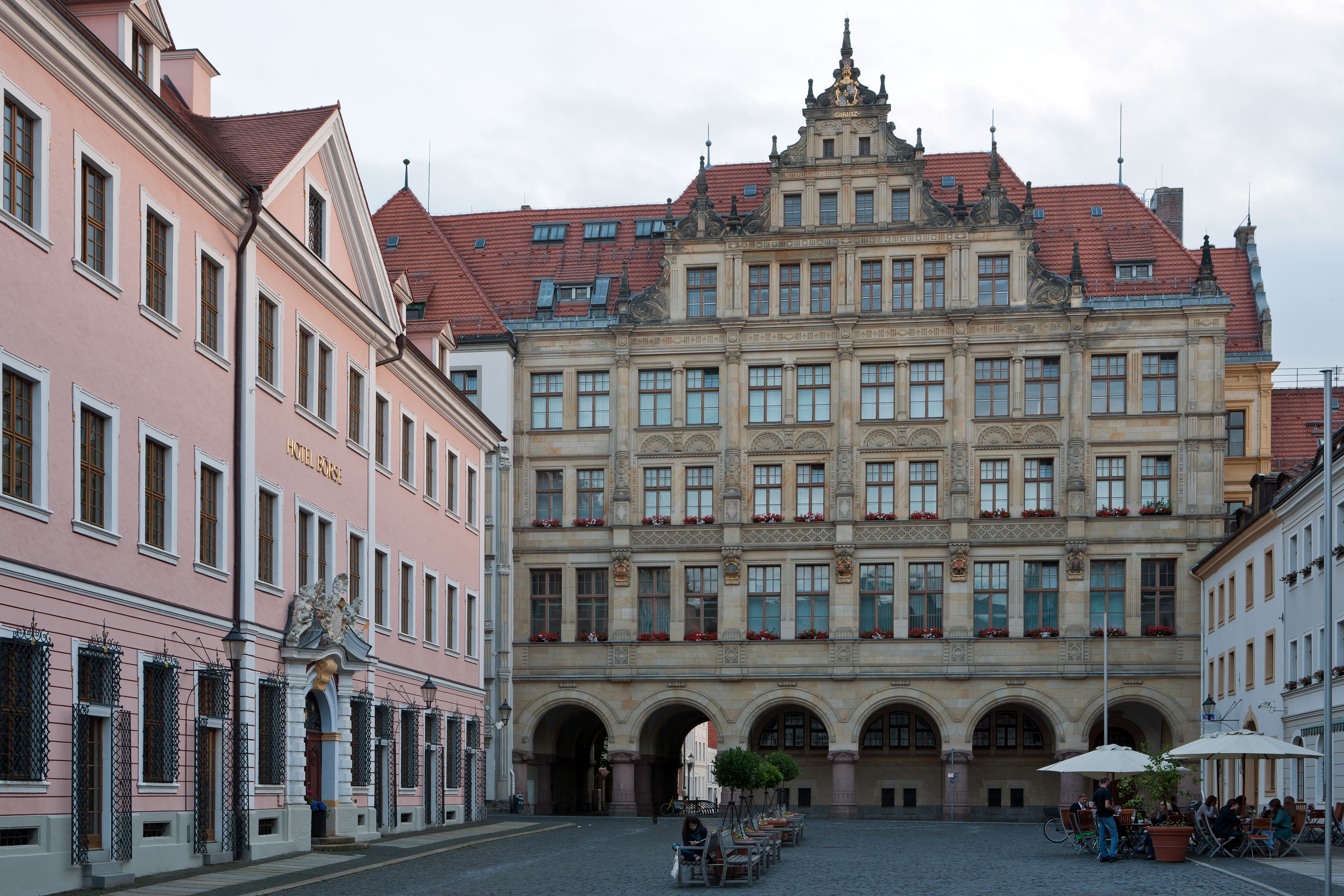
Görlitzer Rathaus am Untermarkt

An der Spitze der Stadt ist seit 1282 ein Bürgermeister bezeugt. Später gab es auch einen Rat. Der Bürgermeister wechselte jährlich. Nach dem Übergang an Preußen wurde die preußische Städteordnung eingeführt. Rat und Bürgermeister blieben bestehen. Mitte des 19. Jahrhunderts wurde das Amt des Oberbürgermeisters eingeführt.
Während der Zeit des Nationalsozialismus wurde der Oberbürgermeister von der NSDAP eingesetzt und nach dem Zweiten Weltkrieg bestand ein Rat der Stadt beziehungsweise die Stadtverordnetenversammlung, die nach den in der DDR geltenden Regelungen gewählt wurde.
Nach der Wende und dem Beitritt der DDR zur Bundesrepublik Deutschland 1989/1990 wurde das zunächst als Stadtverordnetenversammlung, nunmehr als Stadtrat bezeichnete Gremium wieder frei gewählt. Der Stadtrat wählte anfangs auch den Oberbürgermeister. Seit 1994 wird der Oberbürgermeister jedoch direkt von den Bürgern für sieben Jahre gewählt. Er ist sowohl Vorsitzender des Stadtrats als auch oberster Dienstvorgesetzter aller städtischen Beamten, Angestellten und Arbeiter.

### Stadtrat
Der Stadtrat besteht aus 38 Abgeordneten. Es sind zurzeit fünf Parteien und zwei lokale Wählervereinigungen vertreten. Die 38 Mandate im Stadtrat sind seit der Kommunalwahl am 9. Juni 2024 wie folgt verteilt:
| Partei/Liste              | Sitze | Stimmenanteil |
| ------------------------- | ----- | ------------- |
| AfD                       | 14    | 37,2 %        |
| CDU                       | 10    | 25,8 %        |
| Bürger für Görlitz e. V.  | 5     | 13,9 %        |
| Freie Liste Motor Görlitz | 3     | 8,2 %         |
| Die Linke                 | 2     | 6,2 %         |
| Bündnis 90/Die Grünen     | 2     | 4,3 %         |
| SPD                       | 1     | 2,5 %         |
| Bündnis OL/Freie Sachsen  | 1     | 1,8 %         |

- Linke: 2
- SPD: 1
- Grüne: 2
- BfG: 5
- MG: 3
- CDU: 10
- AfD: 14
- FS: 1

### Bürgerbeteiligung
Im März 2015 beschloss der Stadtrat eine Satzung zur Bürgerschaftlichen Beteiligung. Diese trat mit Bekanntmachung im Amtsblatt zum 21. Juli des gleichen Jahres in Kraft. Das Stadtgebiet wurde hierzu in acht sogenannte Bürgerbeteiligungsräume unterteilt. Die Stadtteile Klingewalde, historische Altstadt und Nikolaivorstadt bilden einen gemeinsamen Beteiligungsraum. Biesnitz, Königshufen, Rauschwalde, Südstadt und Weinhübel hingegen erhielten jeweils einen eigenständigen Beteiligungsraum. Die Innenstadt wurde in zwei Beteiligungsräume differenziert: Innenstadt Ost und Innenstadt West. Krölstraße, Otto-Buchwitz-Platz, Luisenstraße und Demianiplatz bilden die Grenze zwischen den beiden Innenstadtgebieten.
Den Stadtteilen ist jeweils ein Stadtteilbudget zugeordnet. Der gewählte Bürgerrat der Stadtteile entscheidet über die Verwendung des Stadtteiletats. Die Bürgerräte bestehen aus drei bis sieben Personen und werden von der Stadtteilversammlung für zwei Jahre gewählt. Die Stadtteilversammlungen sollen einmal jährlich stattfinden, dabei sind alle Einwohner ab 16 Jahren des jeweiligen Stadtteils eingeladen. Im Haushaltsjahr 2016 wurde erstmals ein Stadtteilebudget bereitgestellt. Jedem Beteiligungsraum wird ein Euro je Einwohner und Jahr zugeteilt. Laut Satzung sollen die Anwohner damit „Entscheidungen für ihr unmittelbares Wohnumfeld treffen […] können. Sei es die Anschaffung einer Bank oder eines Spielgerätes, die Unterstützung eines Straßenfestes, eine Stadtteilzeitung, eine gewünschte Bepflanzung o. ä.“
Die Ortsteile werden bereits seit ihren jeweiligen Eingemeindungen seit Anfang der 1990er Jahre durch gewählte Ortschaftsräte repräsentiert. Die Wahl der Ortschaftsräte findet gemeinsam mit den Stadtratswahlen statt.

### Bürgermeister und Oberbürgermeister
Das Amt des Oberbürgermeisters wurde erstmals Gottlob Ludwig Demiani von König Wilhelm IV. 1844 verliehen. Demiani war bereits seit 1833 Bürgermeister und bekleidete das Amt bis 1846. Er sorgte für einen wirtschaftlichen Aufschwung und verhalf Görlitz zu einem Platz in der Reihe der großen preußischen Städte. Auf dem Platz des 17. Juni am Kaisertrutz erinnert eine Statue an ihn.
Nach dem Zweiten Weltkrieg wurde am 10. Mai 1945 zunächst Alfred Fehler vom sowjetischen Stadtkommandanten als Oberbürgermeister eingesetzt. Nach seinem Tod folgte noch im gleichen Jahr Walter Oehme kommissarisch im Amt. Im November 1945 fiel Oehme einer Intrige zum Opfer und musste das Amt wieder abgeben. Ihm wurden Korruption und Vetternwirtschaft in der Stadtverwaltung sowie Spionage und Sabotage vorgeworfen. Er wurde vom sowjetischen Geheimdienst verhaftet und war von 1950 bis 1956 in der Justizvollzugsanstalt Bautzen in Haft.
Der erste nach der Wende frei gewählte Oberbürgermeister war Matthias Lechner (CDU). Er wurde nach achtjähriger Amtszeit 1998 durch einen Bürgerentscheid abgewählt. Ihm folgten im Mai 1998 der ehemalige Professor Rolf Karbaum (parteilos) bis 2005 und Joachim Paulick (parteilos, Bürgerbündnis zur Sache!) bis 2012.
Bei der Oberbürgermeisterwahl am 22. April 2012 konnte Paulick sich nicht gegen seinen Herausforderer Siegfried Deinege (parteilos) behaupten. Deinege trat das Amt am 16. Juli 2012 an. Deinege wurde im Stadtrat durch sein Wahlkampfbündnis aus Bündnis 90/Die Grünen, Bürger für Görlitz, CDU und FDP unterstützt.
Am 16. Juni 2019 konnte sich im zweiten Wahlgang der CDU-Politiker Octavian Ursu mit 55,2 % der Stimmen gegen seinen Kontrahenten von der AfD (Sebastian Wippel) durchsetzen, der 44,8 % der Stimmen erhielt. Die Wahlbeteiligung lag bei 56 Prozent. Wippel hatte im ersten Wahlgang mit 36,4 % der Stimmen die relative Mehrheit erlangt. Die knapp hinter Ursu platzierte grüne Landtagsabgeordnete Franziska Schubert hatte auf eine Teilnahme am zweiten Wahlgang verzichtet.

### Haushalt
Die ordentlichen Erträge der Stadt betrugen im Haushaltsjahr 2017 100,030 Millionen Euro.
Den ordentlichen Erträgen standen im gleichen Haushaltsjahr 2017 94,592 Millionen Euro ordentlicher Aufwendungen entgegen. Die folgende Tabelle gibt eine Übersicht über die Entwicklung des Schuldenstandes des kommunalen Haushaltes zwischen den Jahren 2006 und 2021.
| Schuldenstand des kommunalen Haushaltes jeweils am 31.12. | Schuldenstand des kommunalen Haushaltes jeweils am 31.12. | Schuldenstand des kommunalen Haushaltes jeweils am 31.12. |
| Jahr                                                      | in 1000 €                                                 | je Einwohner                                              |
| --------------------------------------------------------- | --------------------------------------------------------- | --------------------------------------------------------- |
| 2006                                                      | 46.385                                                    | 807 €                                                     |
| 2007                                                      | 43.129                                                    | 759 €                                                     |
| 2008                                                      | 41.057                                                    | 725 €                                                     |
| 2009                                                      | 38.990                                                    | 693 €                                                     |
| 2010                                                      | 37.762                                                    | 678 €                                                     |
| 2011                                                      | 34.602                                                    | 624 €                                                     |
| 2012                                                      | 31.613                                                    | 584 €                                                     |
| 2013                                                      | 44.848                                                    | 831 €                                                     |
| 2015                                                      | 38.700                                                    | 712 €                                                     |
| 2016                                                      | 36.458                                                    | 660 €                                                     |
| 2017                                                      | 34.037                                                    | 606 €                                                     |
| 2018                                                      | 31.371                                                    | 558 €                                                     |
| 2019                                                      | 29.317                                                    | 523 €                                                     |
| 2020                                                      | 26.037                                                    | 466 €                                                     |
| 2021                                                      | 19.867                                                    | 357 €                                                     |

Ende 2011 betrugen die kommunalen Schulden 624 Euro pro Einwohner. Im gleichen Jahr verzeichnete der städtische Haushalt einen Überschuss von etwa 4,6 Millionen Euro. Der Überschuss fiel durch höhere Einnahmen aus der Gewerbe- und Einkommensteuer im Vergleich zu den Vorjahren sehr hoch aus. Im Jahr 2009 betrug der Überschuss rund 600.000 Euro und im Jahr 2010 etwa 900.000 Euro.

### Wappen

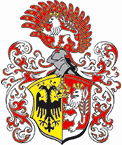
Wappen

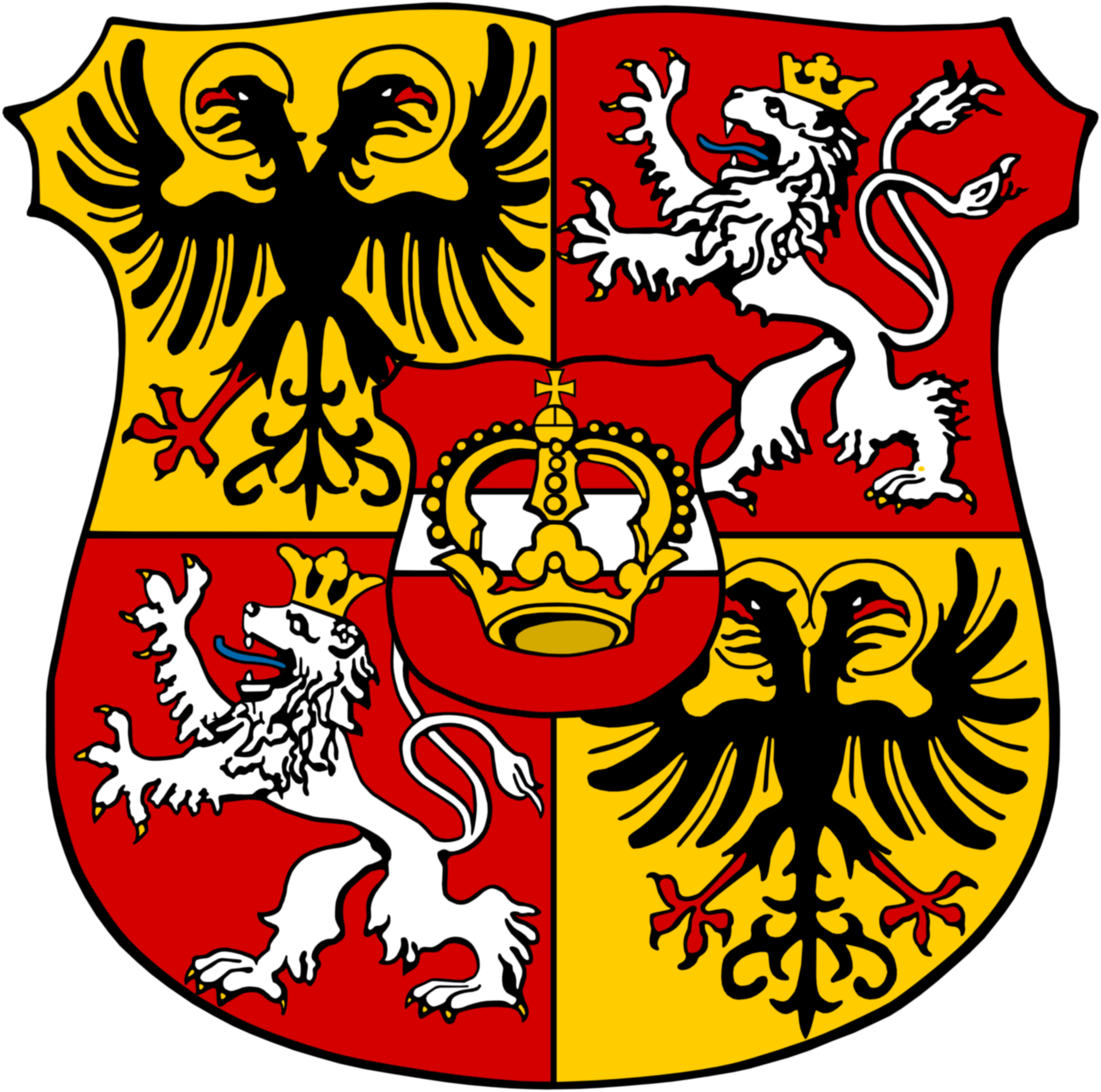
Das 1536 verliehene Wappen war bis 1945 in Gebrauch

Blasonierung: Das Wappen der Stadt Görlitz ist gespalten; vorn in Gold ein doppelköpfiger schwarzer Adler, hinten in Rot auf silbernem Schildfuß stehend ein doppelschwänziger silberner Löwe mit goldener Krone, goldenen Klauen und blauer Zunge. Der Löwe hält mit der rechten Vorderpranke sowie der linksgewendete Kopf des Adlers mit dem Schnabel eine goldene Kaiserkrone auf dem Spalt.
Der Schild trägt einen silbernen Stechhelm mit rotem Adlerflug und rotweißen Helmdecken, im Adlerflug steht wieder der weiße/silberne, gekrönte Löwe der linken Schildhälfte. Adlerflug und Helmdecken sind mit goldenen Lindenblättern bestreut.
Die Stadtflagge/-fahne ist weiß-rot mit aufgelegtem Wappen.
Die Benutzung des Stadtwappens/Schmuckwappens ist dem Oberbürgermeister und dem Stadtrat vorbehalten. Alle Behörden und Dienststellen der Verwaltung der Stadt führen den Wappenschild. Weiterhin führt die Stadt Görlitz ein Stadtsignet, das aus dem Wappenschild des Wappens von 1433 besteht.
Das Wappen wurde am 29. August 1433 von Kaiser Sigismund als Zeichen seiner Anerkennung der Dienste der Stadt Görlitz im Hussitenkrieg verliehen. Die Verleihung eines Wappens war seinerzeit mit ungewöhnlichen Kosten verbunden. Der Adler steht für das Heilige Römische Reich Deutscher Nation und weist auf die Stadtanerkennung durch den Kaiser hin, der böhmische Löwe steht für die Landeszugehörigkeit zu Böhmen, bevor Görlitz 1635 an das Kurfürstentum Sachsen und nach dem Wiener Kongress 1815 an Preußen fiel.
Am 2. Oktober 1536 verlieh Kaiser Karl V. ein Wappen, dessen Schild viergeteilt war. Im ersten und vierten Feld stand der Reichsadler, im zweiten und dritten Feld der böhmische Löwe. Belegt ist dieses Wappen, das sich wegen der Rolle Karls 1547 im Oberlausitzer Pönfall nicht gegen die Variante von 1433 durchsetzen konnte, mit einem zweimal von Rot und Silber geteilten Schild des Hauses Österreich mit der Kaiserkrone. Es war allerdings noch bis 1945 parallel zum jetzigen in Gebrauch.

### Flagge

#### Flagge der Stadt Görlitz (bis 1945)
Die alte Flagge der Stadt Görlitz war eine Rot-Weiße Bikolore mit dem Wappen der Stadt in der Mitte.

#### Flagge der Stadt Görlitz
Die Flagge zeigt die Farben Weiß und Rot im Verhältnis 1 : 1 quergestreift, in der Mitte der Wappenschild der Stadt. Die Höhe des Flaggentuchs verhält sich zur Länge wie 3:5.

### Städtepartnerschaften
Görlitz unterhält fünf Städtepartnerschaften:
- Amiens, Frankreich, seit 1971
- Molfetta, Italien, seit 1971
- Zgorzelec (deutsch Görlitz), Polen, seit 1980
- Nový Jičín (deutsch Neu Titschein), Tschechien, seit 1981
- Wiesbaden, Deutschland, seit 1990

Die jüngste Partnerschaft mit der hessischen Landeshauptstadt Wiesbaden entstand während und nach der Wende als Hilfe zur Selbsthilfe mit Unterstützung für den Aufbau der kommunalen Selbstverwaltung, mit finanziellen Unterstützungen in einer Gesamthöhe von 4,4 Millionen DM und mit zahlreichen Sachspenden. So organisierten zum Beispiel die Wiesbadener Dr.-Horst-Schmidt-Kliniken Hilfstransporte in das Görlitzer Klinikum. Auch die Busflotte der Görlitzer Verkehrsbetriebe wurde durch mehrere ältere Mercedes-Benz O 305 aus Wiesbaden verstärkt.
Zusammen mit den Gemeinden Selfkant, Oberstdorf und List auf Sylt bildet Görlitz den Zipfelbund. Dieser Bund ist keine politische Organisation, sondern vorrangig eine innerdeutsche Partnerschaft zur Belebung des Tourismus. Das erste Treffen aller Bürgermeister dieser Städtepartnerschaft – am 9. und 10. Mai 1998 im Selfkant – wurde von dem Journalisten Hartmut Urban initiiert und organisiert. Nach diesem Treffen wurde anlässlich der zentralen Feierlichkeiten zum Tag der Deutschen Einheit 1999 in Wiesbaden der Zipfelbund geschlossen. Wer es binnen vier Jahren schafft, alle diese Orte zu bereisen und sich das im Zipfelpass abstempeln lässt, wird mit einem Geschenkkorb geehrt. Dieser enthält Spezialitäten aus allen teilnehmenden Regionen.

### Europastadt Görlitz/Zgorzelec
1998 hat sich die Stadt zusammen mit der ehemals zu Görlitz gehörenden polnischen Stadt Zgorzelec zu einer Europastadt erklärt und den Namen Europastadt Görlitz/Zgorzelec gegeben. Die Bezeichnung Europastadt ist keine offizielle Auszeichnung. Den nicht geschützten Namen Europastadt legen sich Städte bei, die sich Europa verbunden fühlen. Vermarktet wird die Bezeichnung seit 2007 von der Europastadt GörlitzZgorzelec GmbH (ohne Trennzeichen), einer 100%igen Gesellschaft der Stadt.

## Sehenswürdigkeiten

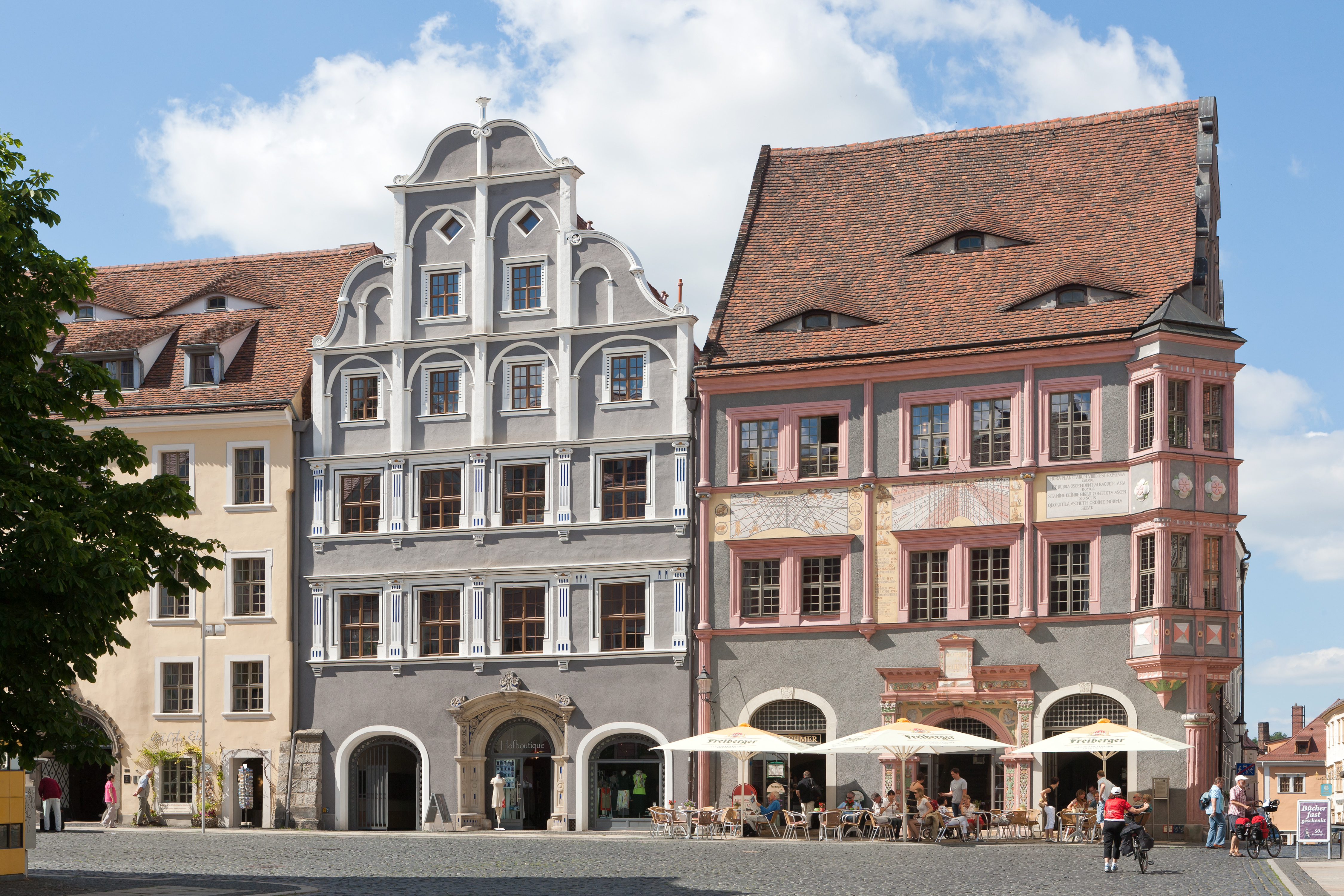
Typische Häuser der Görlitzer Altstadt auf dem Untermarkt, rechts die alte Ratsapotheke

Görlitz besitzt eine der am besten erhaltenen Altstädte Mitteleuropas.
Für das Jahr 2010 bewarben sich Görlitz und Zgorzelec gemeinsam als Europäische Kulturhauptstadt. Dazu war eines der Schwerpunktprojekte die Entwicklung eines neuen Zentrums, des sogenannten „Brückenparks“.
Entlang der Lausitzer Neiße werden beiderseits Objekte wie z. B. die Stadthalle, die Synagoge, die Hochschule und auf dem östlichen Neißeufer die Oberlausitzer Ruhmeshalle architektonisch zusammen mit weiteren Ideen zu einem Gesamtentwurf entwickelt. In mehreren Sommerprojekten haben sich bereits Studierende aus beiden Ländern Gedanken dazu gemacht.
Es soll eine Art „Laboratorium“ entstehen, in dem europäisches Denken und Handeln erprobt werden kann.
Der Studiengang Kultur und Management an der Hochschule Zittau/Görlitz (FH) sowie viele engagierte Bürger und Unternehmen der Region unterstützten die verbindende Idee der Kulturhauptstadt-2010-Bewerbung von Görlitz. Ein sichtbares Zeichen dieser Unterstützung sind die fünf Flaggen, die auf der Landeskrone wehen. Zur Kulturhauptstadt 2010 wurde Essen gewählt, Görlitz erreichte den zweiten Platz. Jurymitglieder betonten, dass die Entscheidung äußerst knapp war. In Essen wurde öffentlich die Einbindung einiger Görlitzer Projekte in das Kulturhauptstadt-Projekt vorgeschlagen.
Durch ihre Bewerbung und das dahinterstehende Konzept erreichten Görlitz und Zgorzelec aber dennoch eine beträchtliche Steigerung ihres Bekanntheitsgrades im In- und Ausland.
Im April 2009 wurde bekannt, dass Görlitz sich um den Titel UNESCO-Weltkulturerbe bewirbt. Damit wollte Oberbürgermeister Joachim Paulick die Lücke schließen, die entstand, nachdem das Dresdner Elbtal den Titel verlor.

### Städtebau, Sanierung und Denkmalschutz

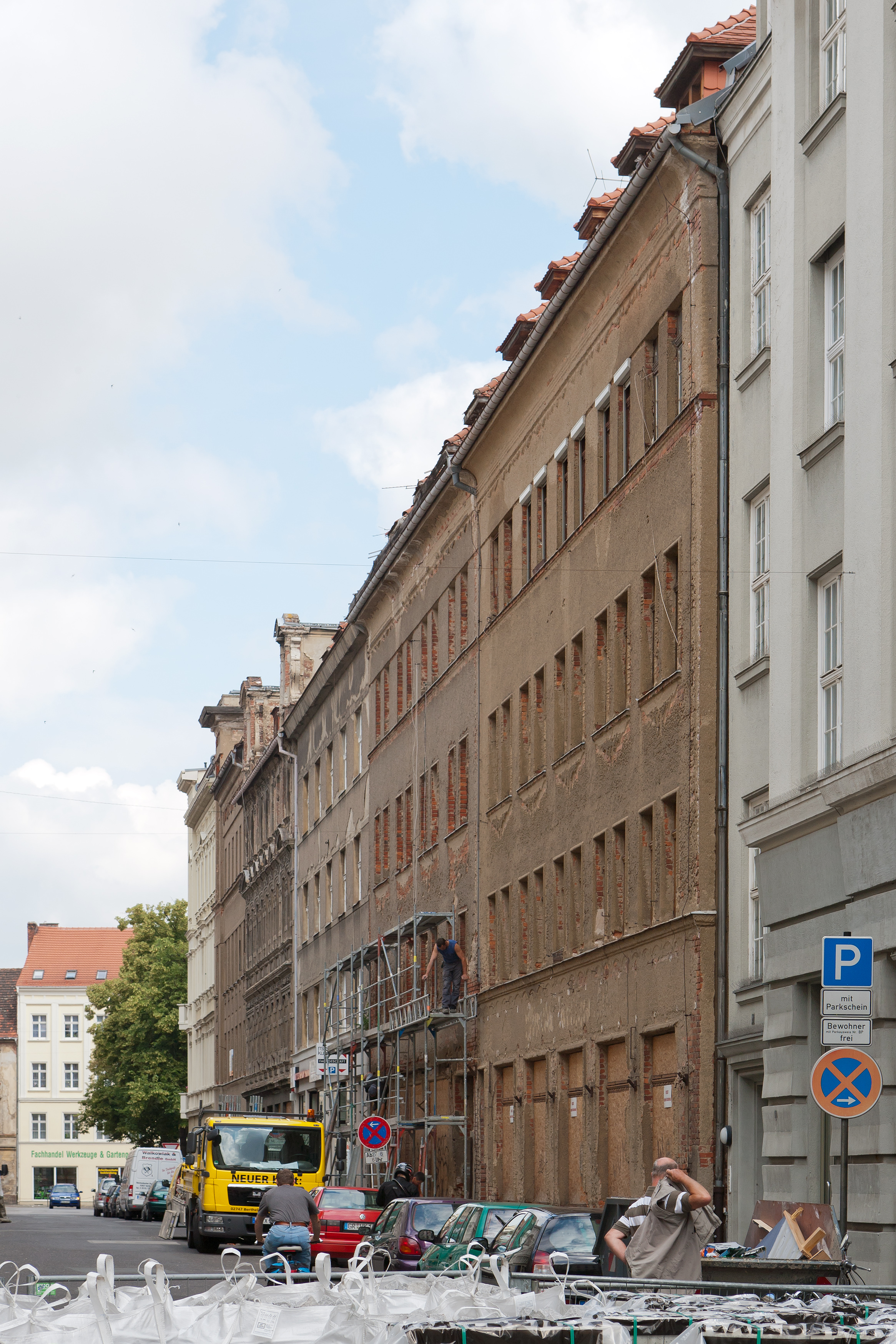
Sanierung historistischer und frühmoderner Wohnbauten, hier in der Doktor-Friedrichs-Straße, 2011

Görlitz gilt mit seinen rund 4000 Denkmälern als größtes Flächendenkmal Deutschlands, streng nach Denkmalrecht handelt es sich jedoch um die flächenhafte Verbreitung von Einzeldenkmälern. Unter den Denkmalen befinden sich sowohl profane als auch sakrale Bauwerke aus allen Stilepochen zwischen Spätgotik und Jugendstil.
Durch den hohen Schutzstatus der vielen Einzeldenkmäler kommt es gelegentlich zu Konflikten mit den Erfordernissen einer modernen Stadtentwicklung, so geschehen zum Beispiel an der Zeppelinstraße, Ecke Heilige-Grab-Straße. Hier wurde der Denkmalschutz den wohnungswirtschaftlichen Belangen untergeordnet und die Häuserzeile abgerissen.
Mitte der 1990er Jahre beschloss die Stadt eine Erhaltungssatzung nach dem Baugesetzbuch für die Stadtteile Altstadt, Innenstadt, Nikolaivorstadt und Südstadt. In diesen Gebieten ist die Bausubstanz sowohl der Einzelgebäude als auch des städtebaulichen Gesamtensembles geschützt. Auch bei geplanten Neubauten in diesem Gebiet wird zuvor die Gestalt und deren Symbiose mit Bebauung der Umgebung sowie die Funktion und Wirtschaftlichkeit des Baus geprüft. Dies bedeutet jedoch nicht, dass die Denkmäler außerhalb dieses Erhaltungsgebietes verzichtbar sind. Bei diesen wird ebenfalls vor einem Abriss oder Neubau der städtebauliche Gesamtcharakter überprüft.
Zusammen mit weiteren zehn ostdeutschen Städten wurde Görlitz zwischen 1990 und 1994 infolge des kritischen Zustandes der Bausubstanz und des schützenswerten Altstadtkerns zur Modellstadt der Stadtsanierung. Im Anschluss daran wurden nach und nach Fördergebiete der Stadterneuerung und -sanierung eingerichtet. Diese bestehen großteils noch heute. Ziel dieser sich teilweise überlappenden Teilgebiete ist die Revitalisierung und Weiterentwicklung der innen- bzw. kernstädtischen Bereiche. Es existieren die folgenden fünf Sanierungsgebiete:
Die Innenstadt Nord ist das erste Sanierungsgebiet und wurde 1991 festgelegt. Es gilt als weitgehend saniert.
Das zweite Sanierungsgebiet ist die Historische Altstadt. Es wurde 1994 beschlossen und entwickelt sich seitdem positiv. Zeichen für die Attraktivität dieses Gebietes sind die seit 1997 gegen den Trend zunehmende Einwohnerzahl, die im Durchschnitt jüngsten Bewohner aller Stadtteile und die wachsenden Gästezahlen. In diesem Sanierungsgebiet kann nur schwer eine Prognose zur Dauer der Sanierung gegeben werden, da es dort zahlreiche städtebaulich markante und strukturell komplexe Fälle, wie z. B. die Hallenhäuser gibt.

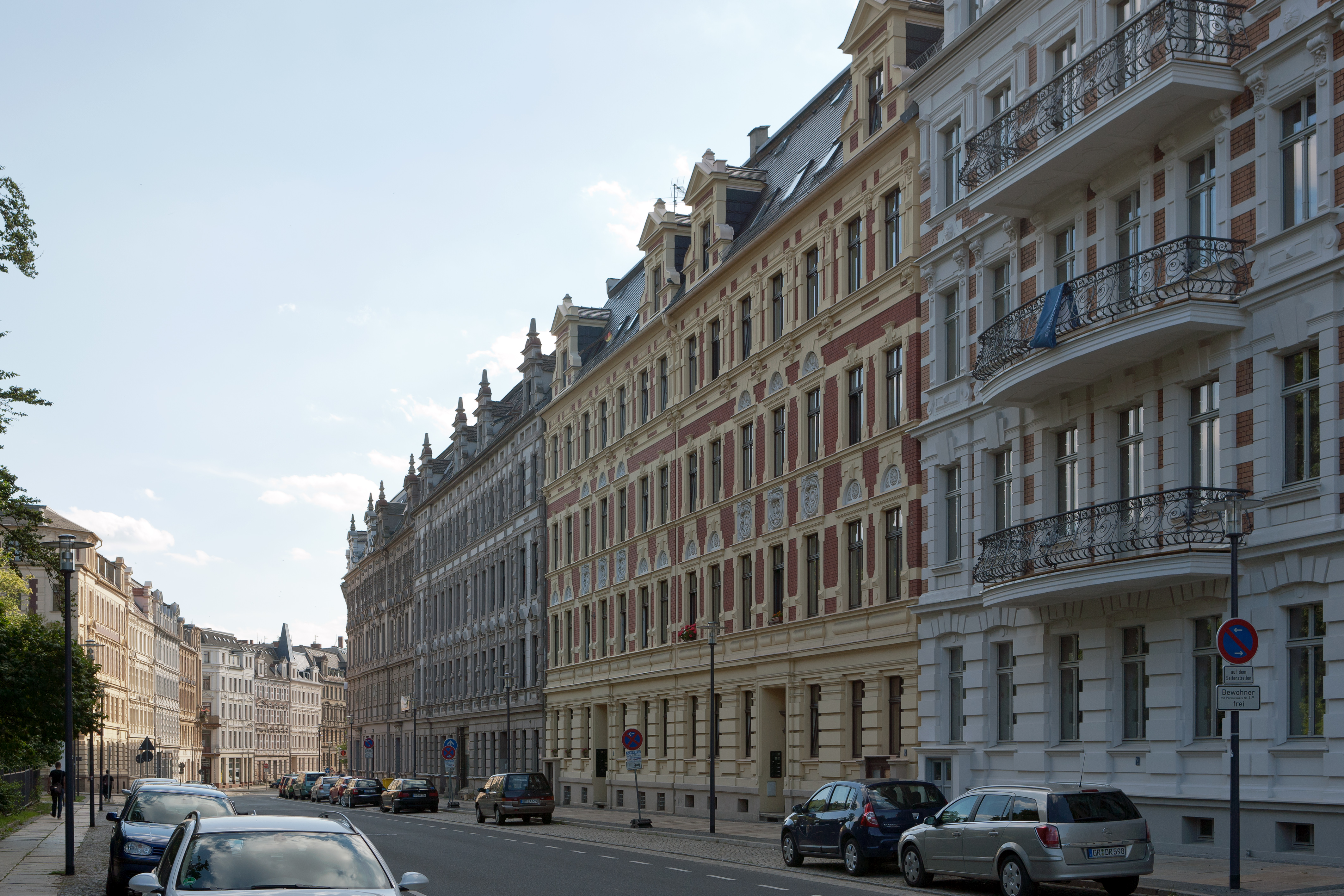
Vollständig saniertes gründerzeitliches Straßenbild in der Landeskronstraße, Juni 2011

Ebenfalls 1994 legte man das Sanierungsgebiet Nikolaivorstadt fest. Das Sanierungsverfahren gilt in diesem Gebiet noch nicht abgeschlossen, da die prägende Gewerbebrache des ehemaligen Gaswerkes noch nicht revitalisiert werden konnte. Trotz allem haben sich bereits weite Bereiche des einst industriell geprägten Stadtteils zu einem gefragten innerstädtischen Wohngebiet entwickelt. Auch die ergänzenden Neubauten fügen sich neben der modernisierten Bausubstanz maßvoll in das städtebauliche Bild.
1997 wurde der westliche, von Gewerbebrachen geprägte Rand der gründerzeitlichen Innenstadt in die Förderkulisse aufgenommen. Dieses Sanierungsgebiet heißt offiziell Gründerzeitviertel Innenstadt West. Mitte der 1990er Jahre zeichnete sich eine verstärkte soziale, demographische und auch bauliche Abwertung dieses Gebietes ab. Durch zahlreiche sanierte Gebäudezüge und Straßen sowie die Förderung von Gemeinbedarfseinrichtungen konnte dieser Trend weitgehend verhindert werden. Dennoch erfordert die Entwicklung dieses Areals noch Geduld und Beharrlichkeit.
Das letzte Sanierungsgebiet Innenstadt Ost/Brückenpark umfasst die zentrale Innenstadt und die Bebauung entlang der Neiße zur Partnerstadt Zgorzelec.
Die nötige Anpassung städtebaulicher Strukturen an den demographischen Wandel ist das Ziel des Förderprogramms Stadtumbau Ost, das sich in die Teile Rückbau und Aufwertung gliedert. Als Rückbaugebiet wurde 2003 das gesamte Stadtgebiet erklärt. Dies geschah unter anderem aus der Überlegung, auch in der Innenstadt beispielsweise den Abriss von Hinterhofgebäuden zur Verbesserung des Wohnumfeldes förderfähig zu machen. Das Integrierte Stadtentwicklungskonzept (InSEK) erklärt die Neubaugebiete Königshufen, Rauschwalde und Weinhübel zu Schwerpunktgebieten des Rückbaus.
Der Einsatz von Städtebaufördermitteln zwischen 1990 und 2004 zeigt eine Trendwende der Zuweisung der Mittel nach Stadtteilen. Entfielen im Zeitraum von 1990 bis 1996 noch 70,4 % der Fördermittel auf die Altstadt, so sind es in der gegenwärtigen Förderperiode nur noch 19,3 %. Das Gründerzeitgebiet vereint dagegen 78,9 % der Fördermittel auf sich. Man könnte durch diese Zahlen auf einen besonders schlechten Bauzustand der Altstadt Anfang der 1990er Jahre schließen, dies stimmt jedoch nicht. Die Zahlen sind Ausdruck einer Strategie, die Stadtstruktur von innen heraus zu erneuern.
Mittlerweile gelten 70 % der Wohngebäude in der Kernstadt als saniert und der Blickpunkt verschiebt sich dort nun zur Aufwertung des Wohnumfeldes der einzelnen Quartiere, die Gestaltung des öffentlichen Raumes sowie die Ansiedlung und den Ausbau von Gemeinbedarfseinrichtungen, wie z. B. Kindergärten. Dies geschah teilweise bereits mit dem Umbau von Plätzen (siehe z. B. Marienplatz) und Straßen (begonnener Umbau der Berliner Straße) sowie beispielsweise dem neuen Anbau an der Stadtbibliothek auf der Jochmannstraße oder der neuen Kindertagesstätte auf der Mittelstraße.
Die Stadt und ihre Denkmalschützer haben einen unbekannten Gönner, der seit 1995 jedes Jahr über einen Münchener Anwalt genau 1.000.000 DM (ab 2002 511.500 €, 2016 abschließend 340.000 €) überweisen ließ. Im Laufe der Jahre entstand in der Stadt der Begriff Altstadtmillion. Die Altstadtstiftung verwaltet das Geld und das Kuratorium für Maßnahmen der Denkmalpflege vergibt es an Bauherren und Institutionen. Seit 2004 werden die so geförderten Objekte mit einer Plakette gekennzeichnet. Neben zahlreichen Privathäusern wurden auch Einrichtungen in öffentlicher Trägerschaft aus der Altstadtmillion unterstützt, so etwa die „Jugendbauhütte Görlitz“, der Tag des Offenen Denkmals in Görlitz, das Objektdepot der Denkmalschutzbehörde und das Kulturhistorische Museum. Insgesamt wurden bis Ende 2017 1651 Anträge bewilligt.

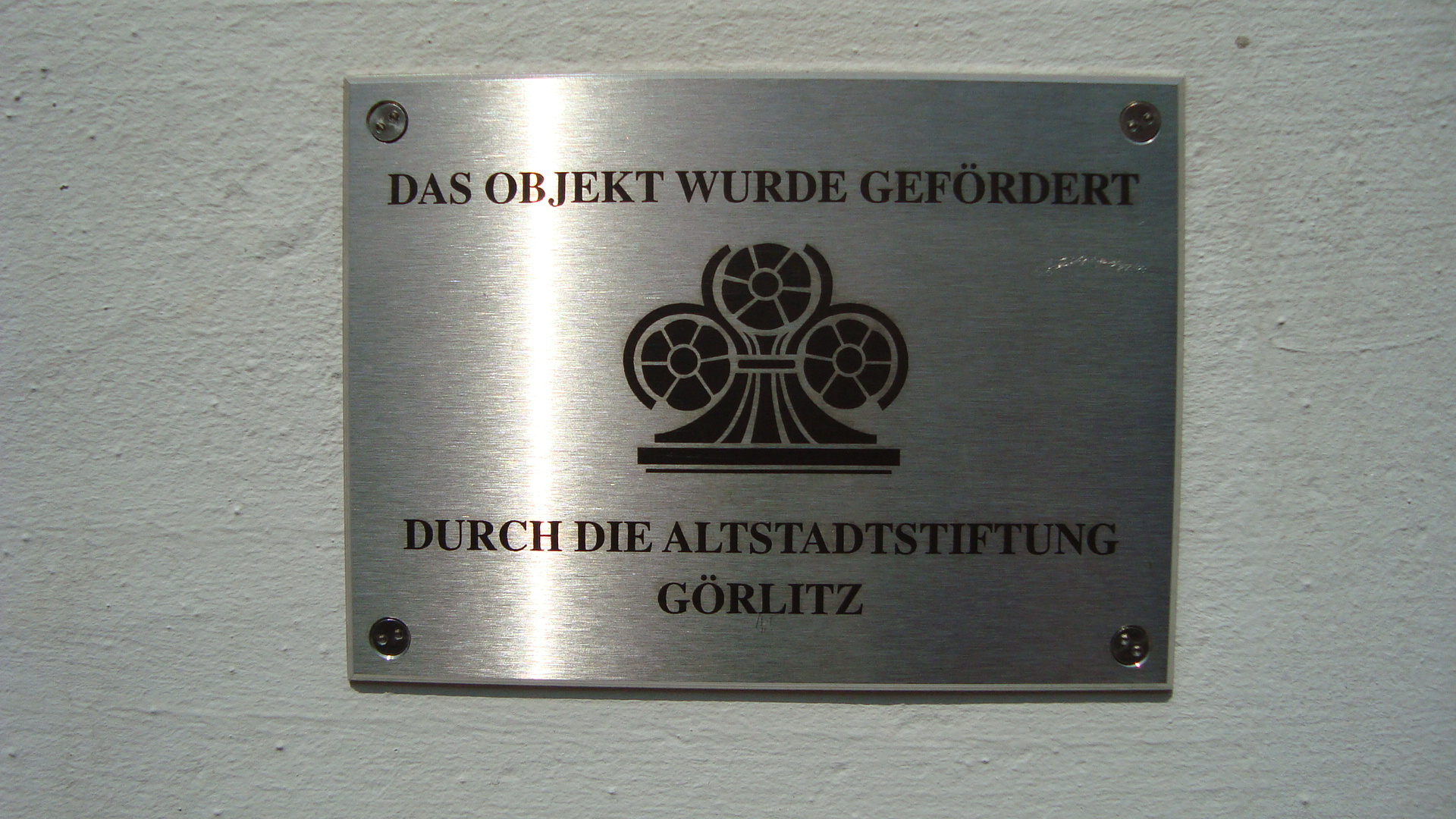
Plakette der Görlitzer Altstadtstiftung

In einem offenen Brief an den damaligen Oberbürgermeister Joachim Paulick kritisierte der Geschäftsführer der Deutschen Stiftung Denkmalschutz, Wolfgang Illert, im Namen der Wissenschaftlichen Kommission der Stiftung die Planungen der Stadt Görlitz für ein neues Einkaufszentrum auf dem Areal zwischen Salomonstraße und Berliner Straße. Die Aussagen des Investors, der Florana KG in Weimar, ließen „mangelnden Respekt vor dem Erhalt des baukulturellen Erbes erkennen“. Die Florana KG plante auf dem betroffenen Grundstück in unmittelbarer Bahnhofsnähe einen Totalabriss, dem auch elf unter Denkmalschutz stehende Gebäude zum Opfer fallen sollten. Die Deutsche Stiftung Denkmalschutz hatte laut ihrem Geschäftsführer auch die Mitarbeit in einem Gestaltungsbeirat abgelehnt, da sie die Entwicklungen „aus einer unabhängigen Position kritisch begleiten“ wollte.
Schon im Januar 2012 hatte der Vorsitzende der Wissenschaftlichen Kommission der Deutschen Stiftung Denkmalschutz, Horst von Bassewitz, in der Sächsischen Zeitung vor diesem „radikale[n] Umgang mit der Bausubstanz“ gewarnt. Ebenso wie die Stiftung lehnten das Landesamt für Denkmalpflege des Freistaates Sachsen sowie die Denkmalschutzbehörde der Stadt Görlitz die Planungen zum Neubau des Einkaufszentrums ab.
Die Berliner Straße war als Hauptachse vom Bahnhof zum Stadtzentrum eine belebte Geschäftsstraße gewesen. Nach der Wende „sicherten sich umstrittene Immobilienhaie die Grundstücke auf der einstigen Prachtstraße und verhinderten damit jede Entwicklung.“ Das Landratsamt Görlitz plant, einen Verwaltungscampus auf den ehemaligen Florana-Grundstücken zu errichten. Hinter den historischen Fassaden sollen moderne Arbeitsräume entstehen und im Erdgeschoss soll neuen Geschäften Raum gegeben werden.

### Profanbauten

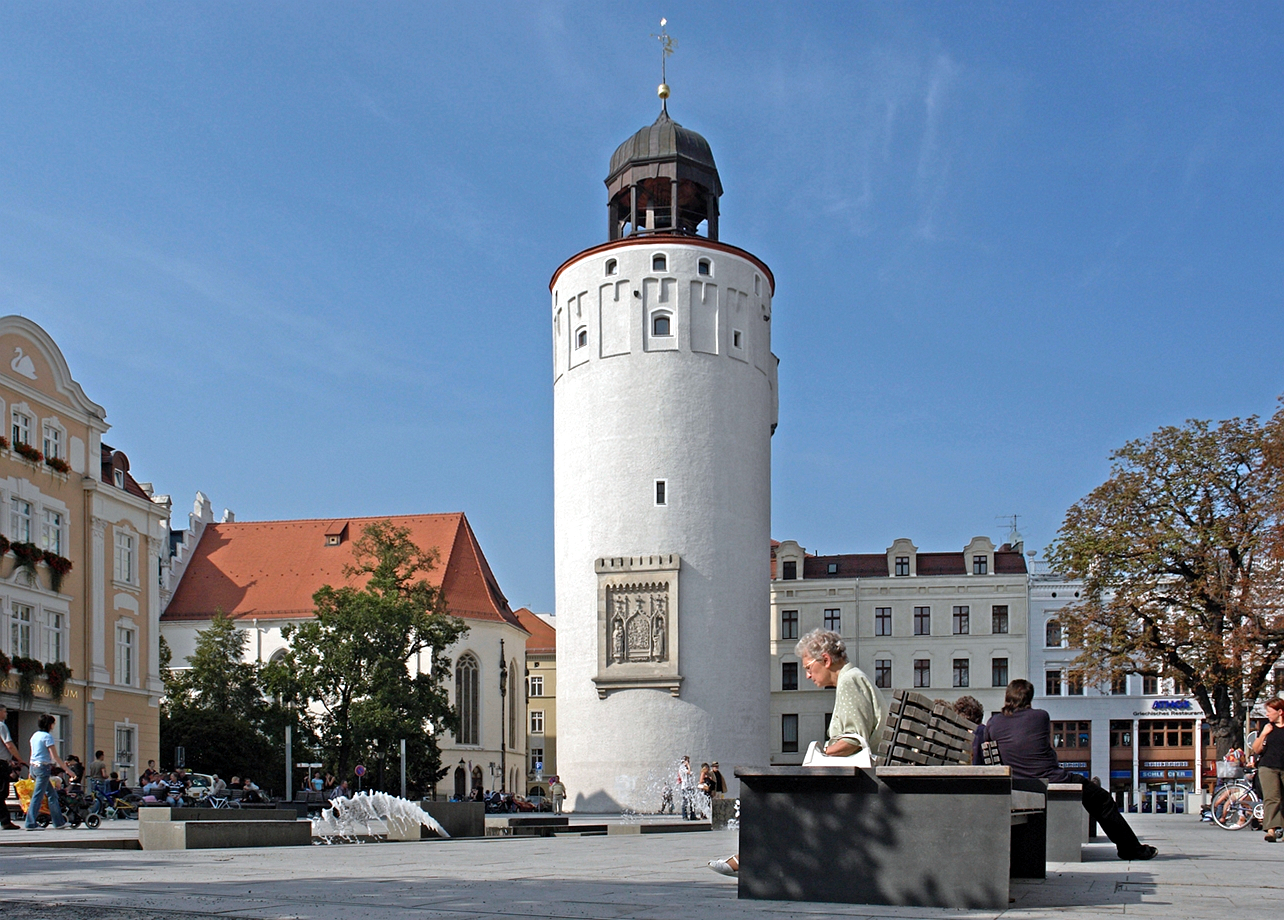
Moderner Springbrunnen auf dem Marienplatz, in der Bildmitte: der Frauenturm (Dicker Turm) und links daneben hinter den Bäumen: die Annenkapelle

Görlitz überstand den Zweiten Weltkrieg fast ohne Zerstörungen und besitzt mit zahlreichen historischen, teilweise denkmalgeschützten Bauwerken eine der besterhaltenen Altstädte Europas. Die Altstadt und die Nikolaivorstadt sind überwiegend von Bebauung aus der Spätgotik sowie aus der Zeit der Renaissance und des Barock geprägt.
In der Nikolaivorstadt befindet sich außerhalb der alten Stadtmauern das Scharfrichterhaus mit dem Finstertor. Es ist das einzige vollständig erhaltene Fachwerkhaus der Stadt. Das Haus ist auf 1666 datiert und wurde komplett saniert. Die Faschen der Hoftür sind mit Sgraffitos versehen, genauso wie die Eckquaderung an der Außenwand des Erdgeschosses. Eine Sandsteintafel erinnert an Lorenz Straßburger, den Scharfrichter von Görlitz, der in diesem Haus lebte. Das Haus wird von der Jugendbauhütte Görlitz der Deutschen Stiftung Denkmalschutz genutzt.
Das älteste profane Gebäude der Stadt ist das Waidhaus, auch Renthaus genannt. Es wurde 1131 erbaut und war im 15. Jahrhundert der Aufbewahrungsort und Stapelplatz für die Tuchfärbepflanze Waid. Bis 1426 verfügte das Gebäude noch über einen Turm. Von 1447 bis 1530 wurde das Haus als Schule genutzt. Am Giebel wurde die noch heute lesbare Inschrift „Nil actum creades, cum quid restabit agendum 1479“ angebracht, die an ein schweres Feuer im Jahr 1479 erinnert. Heute ist es Sitz des Fortbildungszentrums für Handwerk und Denkmalpflege e. V.
Südlich des Waidhauses verläuft die Neißstraße, sie ist Teil der alten Via Regia und das östliche Tor zur Altstadt. Neben dem Biblischen Haus, dessen Sandsteinfassade Illustrationen aus dem Alten und Neuen Testament zeigt, befindet sich das Barockhaus Neißstraße 30, das ehemalige Gesellschaftshaus der Oberlausitzischen Gesellschaft der Wissenschaften (OLGdW) mit dem historischen Saal der Oberlausitzischen Bibliothek der Wissenschaften (OLB). Das Haus aus der Barockzeit war damals das bedeutendste Wohn- und Handelshaus in Görlitz und der Oberlausitz. Es wurde 2011 komplett saniert.

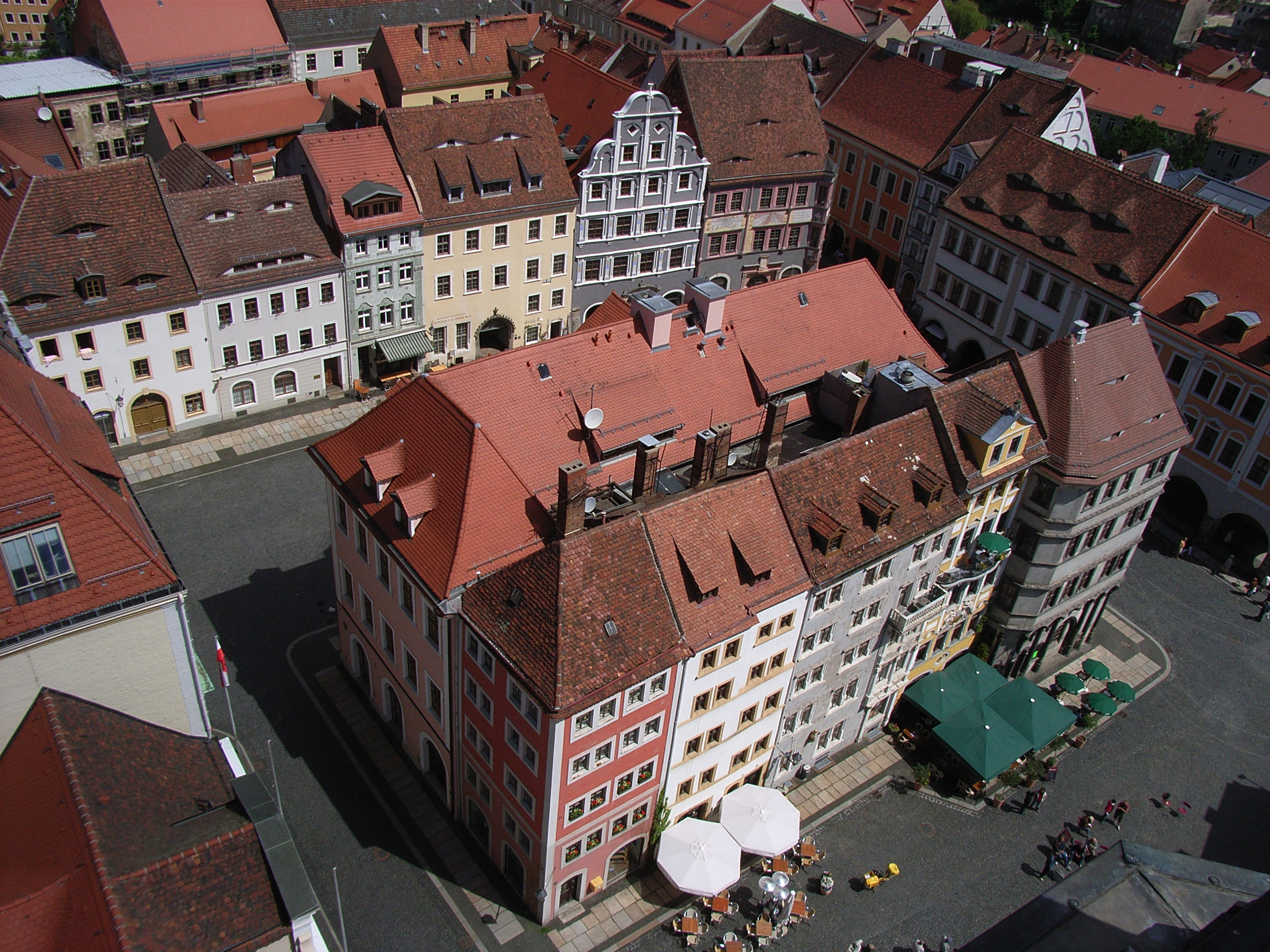
Die Zeile vom Rathausturm gesehen

Am westlichen Ende der Neißstraße öffnet sich der Untermarkt, der durch seine Renaissancefassaden geprägt ist. Er wird gesäumt von einem stadtspezifischen Haustyp, dem Hallenhaus, vor geschlossenen Laubengängen. Der bekannteste Vertreter dieses Typs ist der Schönhof, erbaut 1525 durch Wendel Roskopf. Er gilt als das älteste bürgerliche Renaissancegebäude Deutschlands. Ebenfalls auf dem Untermarkt befindet sich die markante Ratsapotheke mit den beiden Sonnenuhren von Zacharias Scultetus. Der gotische Kern des Gebäudes wurde 1558 im Stil der Renaissance überformt. Die Zeiger werfen ihre Schatten auf verschiedenfarbige Linien, die verschiedene Zeitskalen verdeutlichen, die sogenannten bürgerlichen, die italienischen und die babylonischen Stunden.
Im Zentrum des Untermarktes befindet sich die sogenannte Zeile. Diese wurde über die Jahrhunderte immer wieder baulich verändert und besteht heute aus einem zusammenhängenden Häuserblock. Sie beherbergte damals Händler und Krämer und bot unter den Laubengängen Platz um Waren anzubieten. Der einst fachwerklich geprägte Teil auf der nördlichen Seite der Zeile wurde 1706 durch ein neues Verwaltungsgebäude ersetzt, der sogenannten Börse. Kaufleute hielten dort wöchentlich ihre Zusammenkünfte ab. Das Gebäude wird heute als Hotel genutzt.
Auf der gesamten Westfront des Untermarkts befindet sich das Rathaus. Es wurde 1369 als Ort der städtischen Verwaltung in Betrieb genommen und dient diesem Zweck noch heute. Die Uhr des Rathausturms hat zwei Zifferblätter, von denen das untere eine Zwölfstundenuhr ist mit einem Männerkopf, dessen Kinnlade zu jeder vollen Minute nach unten klappt. Die obere Uhr zeigt den Tag, die Stunde und die Mondphase an. Im Stil der Neorenaissance wurde 1903 der nördliche Teil des Rathauses, das Neue Rathaus, fertiggestellt. Der Neubau wurde ebenfalls mit Laubengängen versehen. Die Fassade zieren die sechs Wappen der Städte des Oberlausitzer Sechsstädtebundes.
Vom Untermarkt in Richtung Westen gelangt man über die Brüderstraße zum Obermarkt. Auch dort befinden sich Renaissance- aber auch Barockfassaden. Alle Häuser an der nördlichen Seite sind durch den Barock geprägt. Ursprünglich wurde der Obermarkt als Handelsfläche für Gewürze, im Speziellen Salz, genutzt. Es wurde im Salzhaus gelagert, das gegen 1424 erstmals erwähnt wurde. Es stand zentral auf dem Markt und reichte von der Einmündung der Steinstraße bis zur Brüderstraße. Im Jahr 1851 wurde das Salzhaus abgerissen. In dem Barockhaus 29 wohnte 1813 der französische Feldherr Napoleon Bonaparte und wohnte vom Balkon einer Militärparade auf dem Platz bei. Seitdem wird es im Volksmund auch Napoleonhaus genannt.

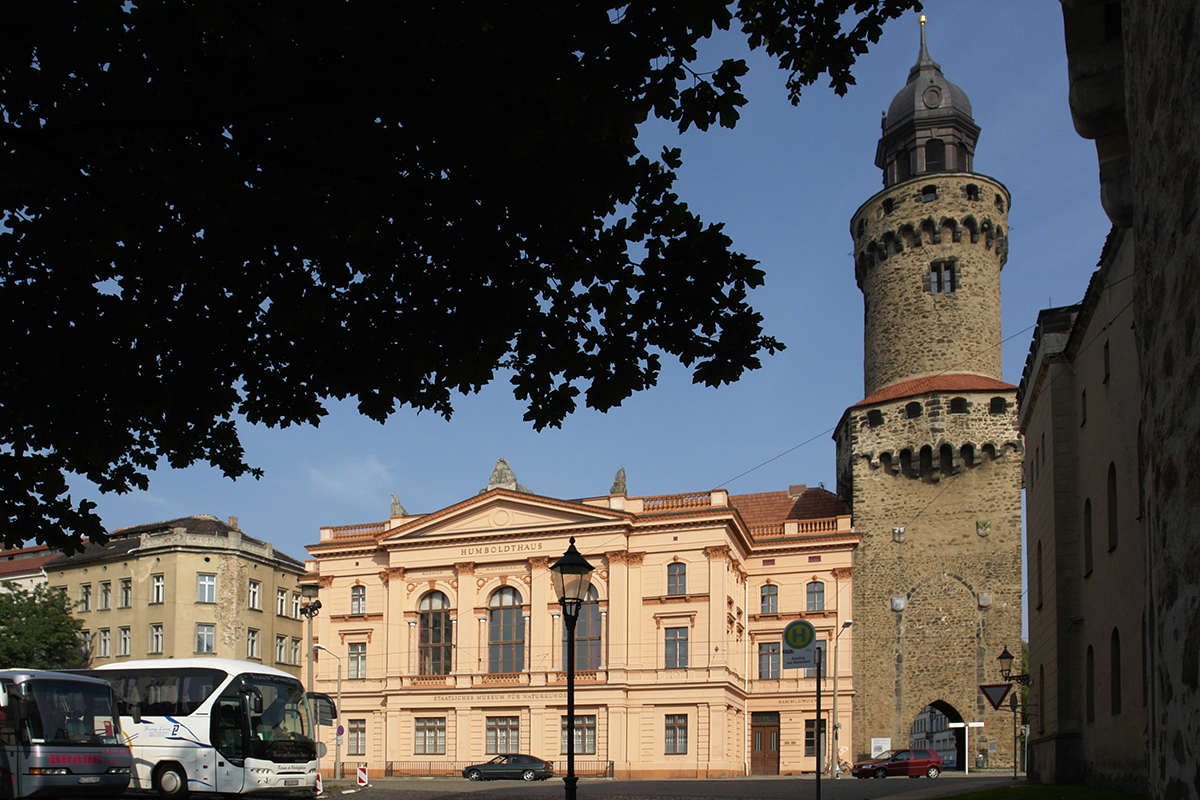
Reichenbacher Turm am Obermarkt nahe Kaisertrutz

An der Westseite grenzt der Obermarkt an den Platz des 17. Juni, auf dem der Kaisertrutz steht. 1427 entstand diese Anlage als Teil des Reichenbacher Tores. Er war in den Befestigungswall integriert und so mit dem Reichenbacher Turm verbunden. Erst 1848 wurden die Mauern entfernt. Der Kaisertrutz diente dann als Hauptwache der preußischen Garnison. Heute ist er Teil des Kulturhistorischen Museums Görlitz. Neben dem Reichenbacher Turm gehören auch der Nikolaiturm und der Frauenturm, umgangssprachlich auch Dicker Turm genannt, zu den drei erhaltenen von ehemals vier Wehrtürmen. Die Ochsenbastei und der Nikolaizwinger sind die einzigen beiden erhaltenen Teile des doppelten Görlitzer Stadtmauerrings. Die Hotherbastei ist die letzte Eckbastei der Stadtmauer.

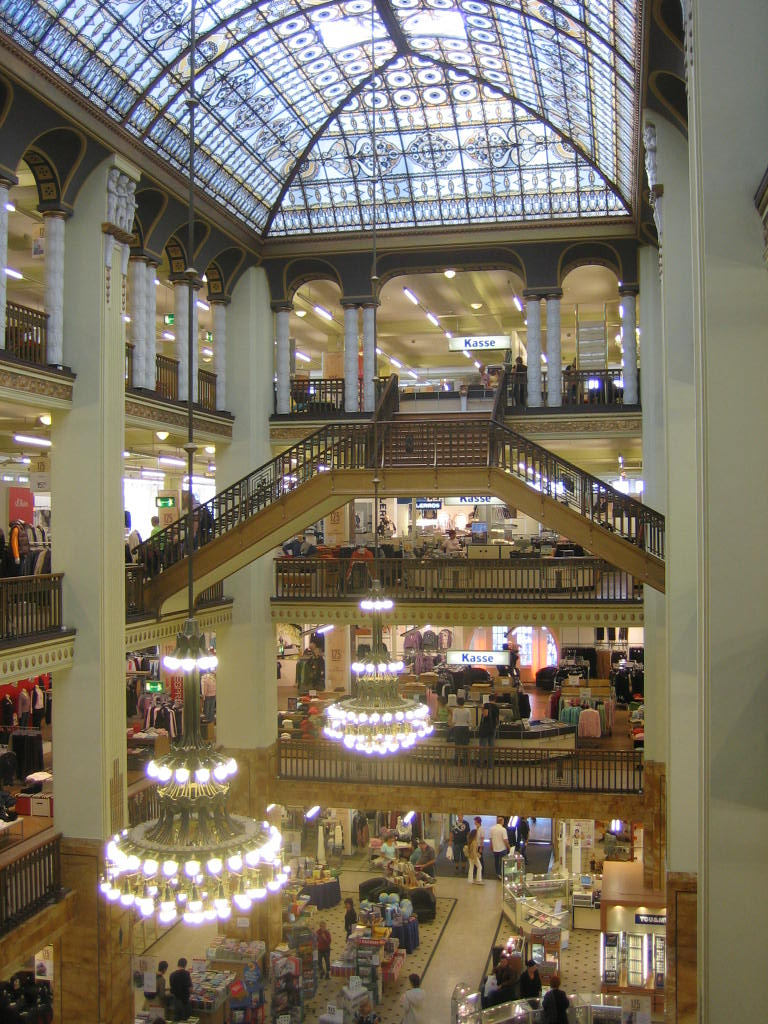
Blick in den Lichthof des Kaufhauses Görlitz

Vom Obermarkt der Steinstraße südwärts folgend gelangt man in die Gründerzeit- und Jugendstilviertel der Innenstadt. Während der Jahrhunderte verschob sich das Zentrum weiter gen Süden bis zur Berliner Straße. Am Anfang des 20. Jahrhunderts wurden viele Straßenzüge diesem Trend angepasst. 1913 wurde das Kaufhaus Görlitz am Demianiplatz als Grand Bazar zum Strauß nach Plänen des Architekten Carl Schmanns eröffnet. Es entstand nach dem Muster des Kaufhauses Wertheim in Berlin. 1984 begannen die Restaurierungen an der Außenfassade. Im Inneren hat das Kaufhaus freihängende Treppen und aus Echtholz geschnitzte Geländer. Auch das verzierte Glasdach gehört zu den Besonderheiten dieses Gebäudes. Zusammen mit dem Lichthof ermöglicht es einen großen Lichteinfall in das gesamte Gebäude. An den tragenden Säulen befinden sich Jugendstilornamente. Riesige, reich geschmückte Kronleuchter hängen von der Decke herab. Seit 2009 steht das Kaufhaus weitgehend leer.
Bereits 1887 gründete Otto Straßburg die heute nach ihm benannte Straßburg-Passage an der Berliner Straße. Sie trug anfangs den Namen Spezialgeschäft für Leinen- und Baumwollwaren, Gardinen, Geraer Kleiderstoffe sowie Aussteuerartikel aller Art. 1908 wurde die Passage als Durchgang erweitert. Den Besuchern war es nun möglich, zwischen der Berliner- und der parallel laufenden Jakobstraße zu wechseln. Folgt man der Berliner Straße weiter südlich, gelangt man zum Bahnhof Görlitz. Bereits am 1. September 1847 wurde der erste Bahnhof in Görlitz mit zwei Gleisen eröffnet. Die nach Osten verlaufenden Gleise führen zum 1847 eröffneten Neißeviadukt. Von 1906 bis 1917 wurde der Bahnhof komplett umgebaut. In der DDR-Zeit wurde das Gebäude 1984 unter Denkmalschutz gestellt. Die Bahnhofshalle weist zehn große Fenster auf, jeweils fünf auf der Nord- und der Südseite. Zusammen mit den imposanten Deckenleuchter versorgen sie die Halle mit Licht. Die dreischiffige Bahnhofshalle überspannt die Bahnsteige II–IV mit den Gleisen 7 bis 12. Lediglich der Bahnsteig I mit den Gleisen 3 und 4 liegt außerhalb der Bahnsteighalle und hat eine separate Bahnsteigüberdachung. Nur die Gleise 7 bis 12 dienen noch dem Personenverkehr.
Am westlichen Rand der Altstadt wurde 1906 mit dem Bau einer Musikhalle für die Schlesischen Musikfestspiele begonnen. Sie wurde am 27. Oktober 1910, zwei Jahre später als ursprünglich geplant, als Stadthalle mit einem großen Konzertsaal, dem Bankettsaal, dem Konzertgarten und einer Gaststätte eröffnet. Etwa 2200 Gäste nahmen an den Feierlichkeiten teil. Der Große Saal bietet 1400 Gästen Platz. Die Stadthalle ist die größte Konzerthalle zwischen Berlin, Prag, Dresden und Breslau. Seit 1. Januar 2005 ist sie wegen notwendiger Sanierung geschlossen.
Neben der auf der Neißstraße in der Altstadt befindlichen Oberlausitzischen Bibliothek der Wissenschaften gibt es noch weitere Bibliotheken in Görlitz. 1876 entstand im Waisenhaus in der Annengasse die Görlitzer Stadtbibliothek mit dem Ziel, das Volk zu bilden und das gesammelte Wissen zu verbreiten. Bereits im Jahr 1902 gab es über 475 registrierte Mitglieder, denen 4700 Bücher zur Verfügung standen. Ab 1905 entstand der Bibliotheksbau im Jugendstil auf der Jochmannstraße. Der damalige Oberbürgermeister Georg Snay eröffnete 1907 den Neubau als Städtische Volksbücherei und Lesehalle. Sie bot den 1311 registrierten Lesern im ersten Jahr 150 Plätze.
Außerhalb der Innenstadt, im heutigen Stadtteil Biesnitz, befindet sich die Scultetus-Sternwarte. Bartholomäus Scultetus, Bürgermeister, Astronom und Lehrer am Gymnasium Augustum, war Namensgeber der Einrichtung. Ursprünglich wurde am 15. Oktober 1856 ein Sternwartenturm an dem am Klosterplatz gelegenen Augustum eingeweiht. Ab den 1960er Jahren wurde mit dem erweiterten Aufgabengebiet des Observatoriums und der wachsenden Ausleuchtung der Innenstadt ein Umzug aus der Stadt beschlossen. In den Jahren von 1967 bis 1989 wurde ein neues Observatorium erbaut. In dem darin befindlichen Planetarium können unter einer Kuppel mit einem Durchmesser von acht Metern 40 bis 60 Besucher einen künstlichen Sternhimmel beobachten. Das etwa 3000 m² große Gelände verfügt über zwei Beobachtungsstationen mit abfahrbaren Dächern. Zwei Teleskope mit Spiegeldurchmessern von 40 und 15 cm sind in den Kuppeln des Hauptgebäudes untergebracht.
Einer der jüngsten Neubauten ist die am 20. Oktober 2004 eröffnete Altstadtbrücke. Sie entstand leicht versetzt zu der Brücke, die im Zweiten Weltkrieg von der Wehrmacht auf dem Rückzug gesprengt worden war. Baubeginn war der 28. April 2003. Die Gesamtbaukosten beliefen sich auf 2.659.100 Euro. Sie dient als Fußgängerüberweg nach Polen.

### Sakralbauten

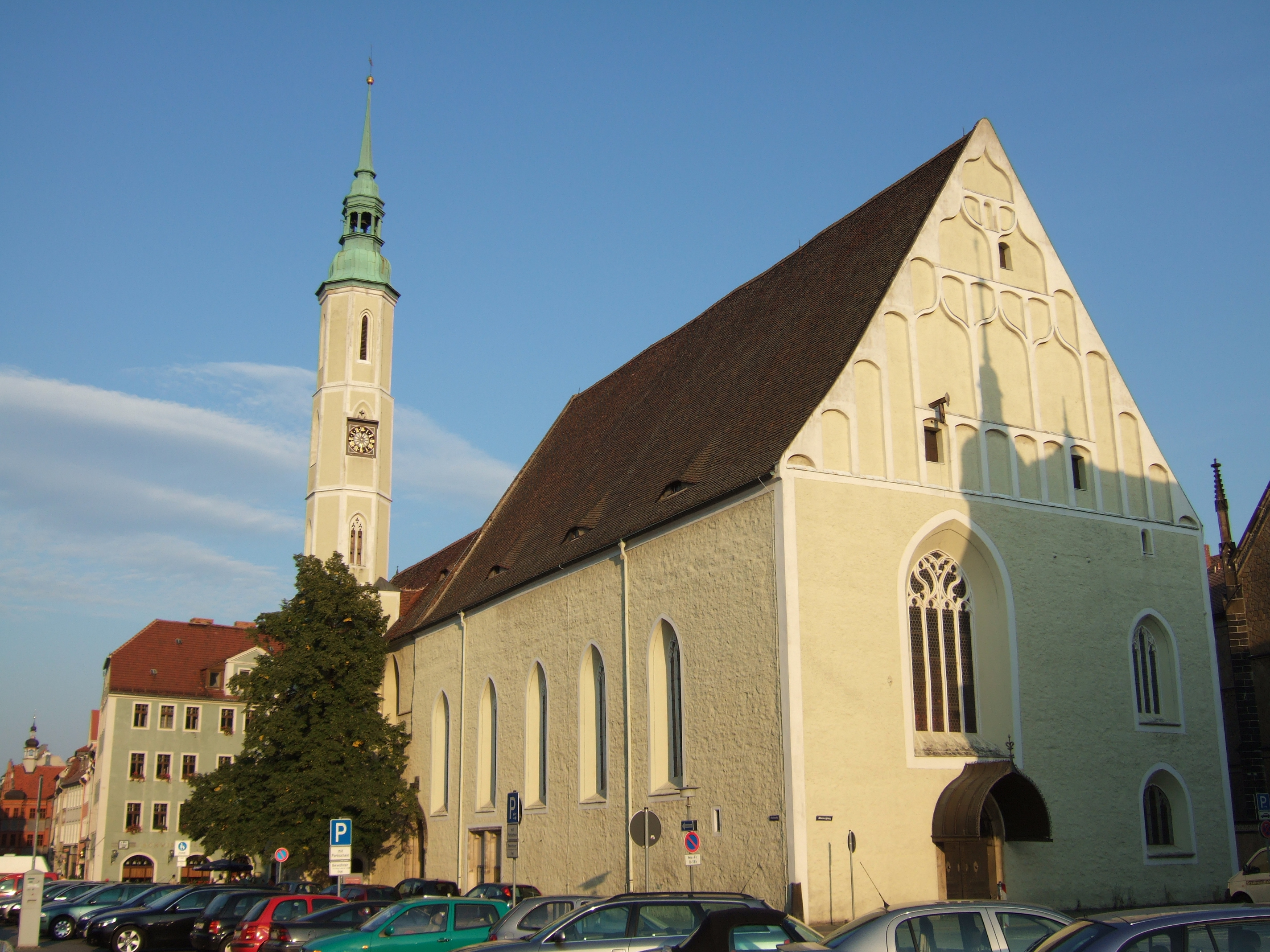
Die Dreifaltigkeitskirche am Obermarkt

Die Nikolaikirche, deren Grundmauern sich bis ins Jahr 1100 datieren lassen, ist die älteste Kirche der Stadt. Sie lag außerhalb des mittelalterlichen Mauerrings, ebenso wie die angrenzende Nikolaivorstadt, die wegen dieser Kirche als ältester Siedlungskern von Görlitz angesehen wird. Die Errichtung des heutigen Gebäudes begann 1452, ging aber zunächst schleppend voran, da die Fertigstellung der Kirche St. Peter und Paul Vorrang hatte. Vollendet wurde der Bau der Nikolaikirche von dem Görlitzer Baumeister Wendel Roskopf als dessen letztes spätgotisches Bauwerk. Geweiht wurde sie 1520. Allerdings wurde sie wohl nie als Pfarrkirche genutzt, wegen der Nähe von St. Peter und Paul. Im Dreißigjährigen Krieg wurde die Kirche 1642 zerstört, kurz nach Kriegsende 1649 wieder aufgebaut. Nach einem Brand im Jahr 1717 baute man die Kirche um und zog eine Flachdecke in das Kirchenschiff ein. Diese wurde erst im frühen 20. Jahrhundert wieder entfernt und 1925/26 von Martin Elsaesser mit einem expressionistischen Deckengewölbe ausgestattet. Direkt an die Nikolaikirche grenzend liegt der Nikolaifriedhof. Die Gräber und Grüfte stammen aus dem 17. bis 19. Jahrhundert. Sie lassen sich stilistisch dem Manierismus, dem Barock und Rokoko sowie dem Klassizismus zuordnen.
Im Norden der ummauerten Altstadt, südlich nur des Vogtshofes, befindet sich die Pfarrkirche St. Peter und Paul, umgangssprachlich Peterskirche, eine fünfschiffige spätgotische Kirche, die zwischen 1425 und 1497 erbaut wurde. Sie ist die größte spätgotische Hallenkirche Sachsens. Ihre Türme prägen das Bild der Altstadt, weshalb sie als eines der Wahrzeichen von Görlitz gilt.
Bereits in den Jahren zwischen 1234 und 1245 wurde vor den Toren der Stadt, am heutigen Obermarkt, die Dreifaltigkeitskirche errichtet. Die Mönche des Franziskanerordens nutzten sie anfangs als Klosterkirche. 1715 wurde sie der Heiligen Dreifaltigkeit gewidmet und dient als evangelisches Gotteshaus. Heute dient der Bau als Teil des Augustum-Annen-Gymnasiums.

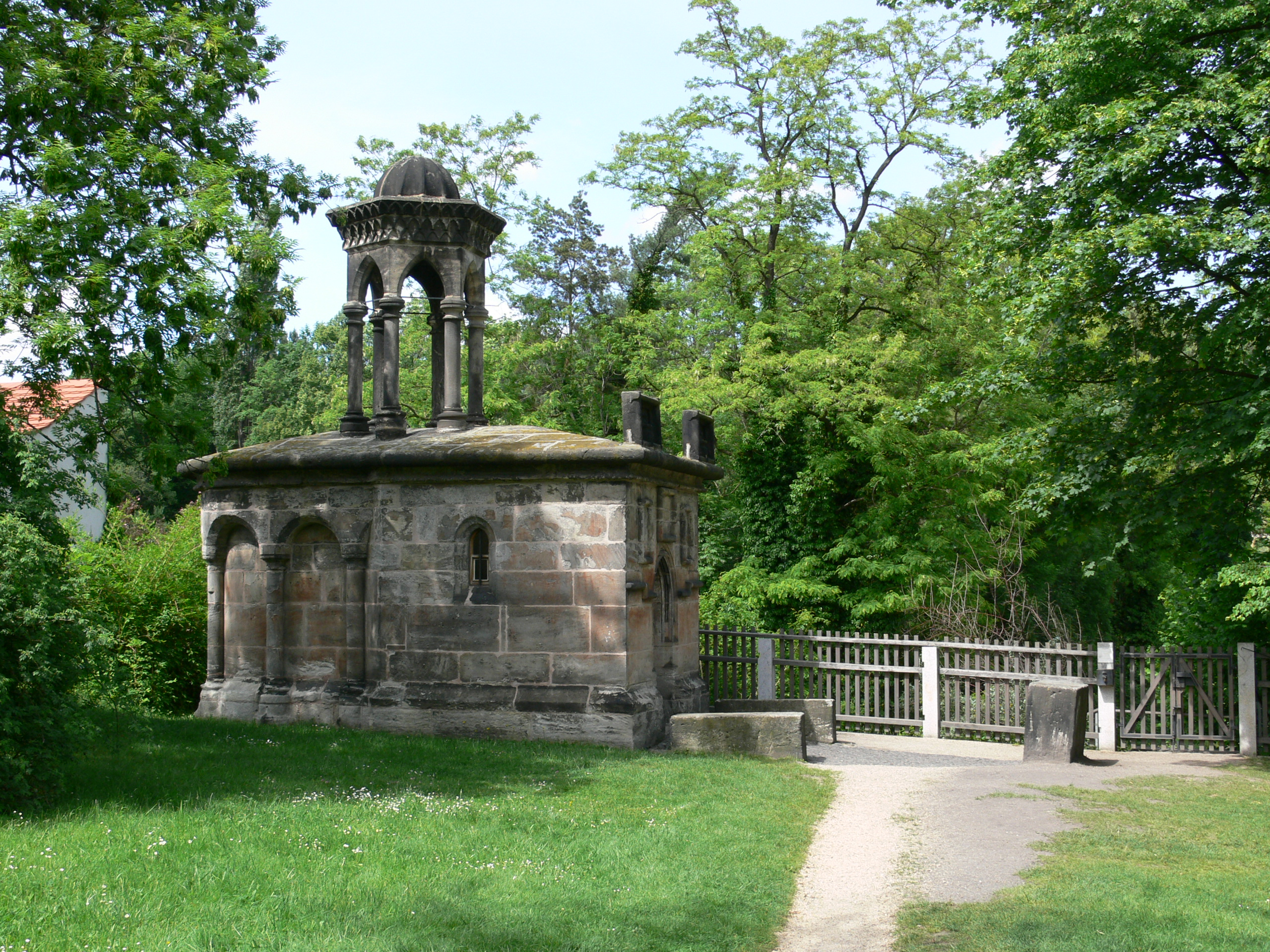
Die Grabkapelle des Heiligen Grabes

In Richtung Südwesten, wo die Altstadt in das Gründerzeitviertel übergeht, wurde 1349 die Sühnekirche Unserer Lieben Frauen errichtet. Als sie in den Hussitenkriegen 1429 zerstört wurde, wurde die Frauenkirche als dreischiffige Hallenkirche mit langgestrecktem Chor und spätgotischer Einwölbung errichtet. Bis 1831 war dieser spätgotische Bau von einem Friedhof umgeben dessen Gräber heute noch teilweise erhalten sind.
Südlich des Bahnhofs wurde am 6. Oktober 1900 die Kathedrale St. Jakobus konsekriert. Der neogotische Bau dauerte von 1898 bis 1900 und wurde komplett in Ziegelbauweise gefertigt. Im Zweiten Weltkrieg wurde die Kirche stark beschädigt. Bis 2012 sollten die vier kleinen Nebentürmchen, die Dachaufbauten und das Fries aus gelben und roten Dachziegeln rekonstruiert worden sein. Sie ist die Hauptkirche Bistum Görlitz. Die Fertigstellung erfolgte schließlich im Frühjahr 2016. Mit der inneren Instandsetzung und Sanierung der Bischofskirche von 2020 bis 2021 konnten die letzten Kriegsschäden beseitigt werden.
Ebenfalls in der Innenstadt befindet sich die 1901 geweihte Lutherkirche. Sie ist der erste evangelische Kirchenneubau, der nach der Reformation in Görlitz geweiht wurde. Der Grundstein wurde am 10. November 1898, zum Geburtstag Martin Luthers, gelegt. Stilistisch nimmt der Bau Bezug auf die Kaiserdome am Rhein und ist im neoromanischen Stil gehalten. Die Fassade besteht aus roten Ziegeln mit verschiedenfarbigen Dekoreinlagen aus Glasursteinen. Besonders auffällig sind ihre reich verzierten Fenster.
Einen Eindruck von der Bedeutung der jüdischen Gemeinde vor 1933 vermittelt die Synagoge in der Nähe des Stadtparks. Sie wurde von 1909 bis 1911 erbaut und ist die einzige im heutigen Sachsen, die die Pogromnacht 1938 unzerstört überstanden hat. Sie ist heute eine Stätte der Begegnung und des Lernens.
Von erheblicher kunsthistorischer Bedeutung ist der Nachbau des Heiligen Grabes von Jerusalem von 1504. Er ist gemeinsam mit dem nachgebildeten Kreuzweg eine beliebte Pilgerstätte. Es befindet sich am nordwestlichen Rand der Altstadt.

### Gedenkstätten
Im Jahre 1988 wurde an der Synagoge Otto-Müller-Straße 3 zur Erinnerung an die jüdischen Opfer der Shoa sowie die Verwüstung des Gotteshauses bei den Novemberpogromen 1938 eine Gedenktafel angebracht.
Ein Mahnmal auf dem Jüdischen Friedhof an der Biesnitzer Straße erinnert an 323 KZ-Häftlinge aus dem Außenlager Görlitz des KZ Groß-Rosen.
Für die italienischen Militärinternierten, die während des Zweiten Weltkrieges Opfer der Zwangsarbeit wurden, wurde ein Gedenkstein auf dem Städtischen Friedhof errichtet.
Die Gedenktafel am linken Flügel des Gerichtes auf dem Postplatz erinnert an die Opfer des Volksaufstandes am 17. Juni 1953.
Das Denkmal aus dem Jahr 1948 am Wilhelmsplatz (zu DDR-Zeiten Karl-Marx-Platz) ist allen Opfern des Faschismus gewidmet.
Eine weitere Tafel erinnert an der ehemaligen Tuchfabrik Hossner, an der Neiße im Stadtteil Weinhübel (bis 1936 Leschwitz) an die Opfer eines 1933 für annähernd 1300 Häftlinge dort eingerichteten Schutzhaftlagers.
Für den Künstler Johannes Wüsten, der 1943 im Zuchthaus in Brandenburg-Görden verstarb, sind Gedenktafeln an den Häusern Johannes-Wüsten-Straße 7 und 23 sowie Porträtbüsten in der Ständigen Ausstellung der Kunstsammlungen und an der Straßenecke Johannes-Wüsten-Straße zur Curie-Straße angebracht worden.
Die Gedenktafel am Haus Bismarckstraße 32 erinnert an den sozialdemokratischen Politiker Rudolf Breitscheid, der 1944 im KZ Buchenwald ums Leben kam.
An seinem Geburtshaus Konsulstraße 1 brachte man für den antifaschistischen Gewerkschafter Kurt Steffelbauer, der 1942 in Berlin-Plötzensee ermordet wurde, eine Tafel an.
Eine weitere Gedenktafel erinnert an den kommunistischen Widerstandskämpfer Herbert Balzer, der 1945 von SS-Männern ermordet wurde. Sie befindet sich am Haus James-von-Moltke-Straße 7.

### Oldtimer-Parkeisenbahn

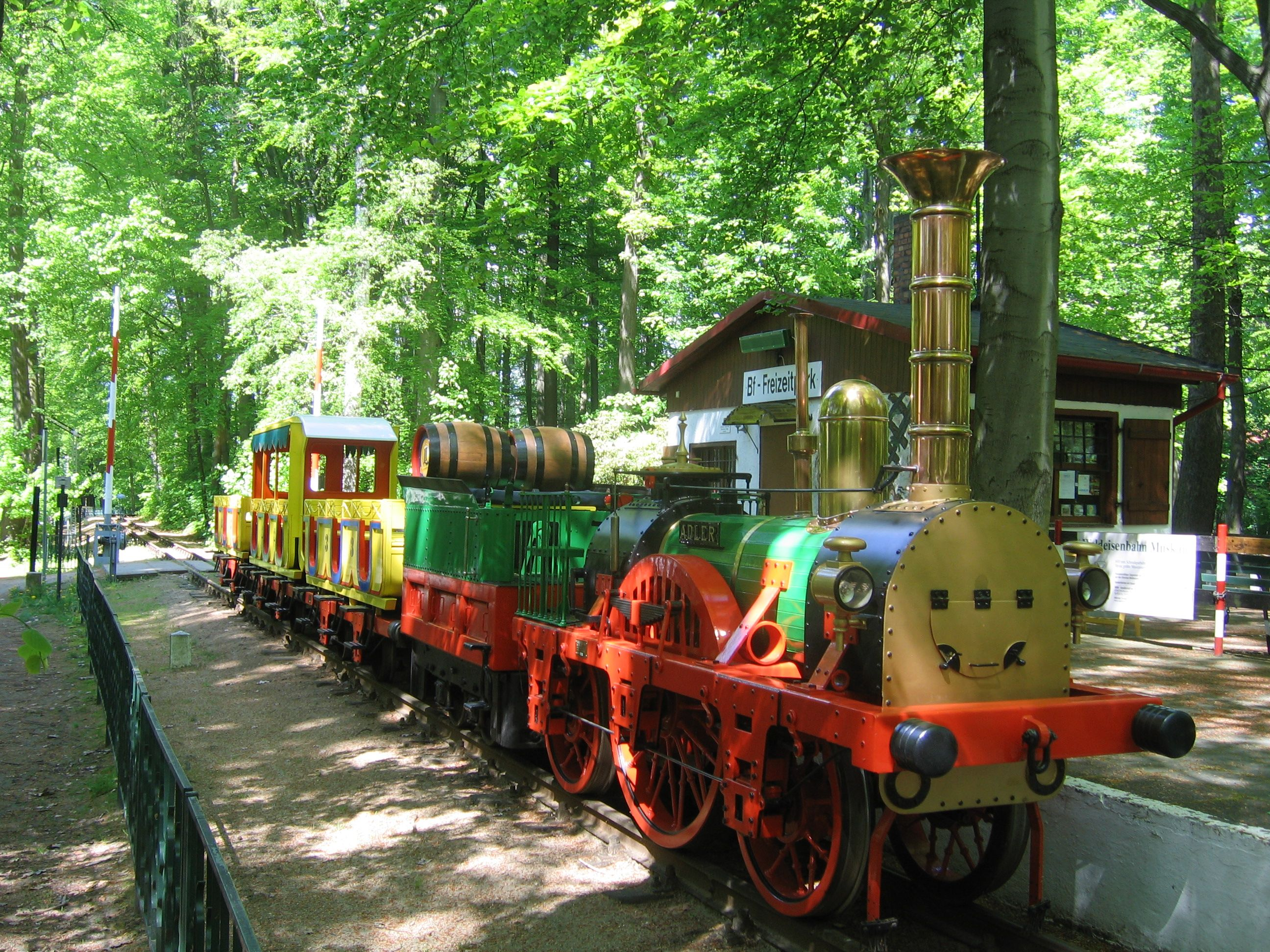
Adler der Oldtimer-Parkeisenbahn

Die Görlitzer Oldtimer Parkeisenbahn wurde 1976 als elfte Pioniereisenbahn der DDR errichtet. Ihr auf einer Spurweite von 600 mm fahrender Zug ist eine Nachbildung der ersten deutschen Eisenbahn von 1835 nebst dessen Lokomotive Adler. Zur Eröffnung nahmen etwa 70 Görlitzer Schüler die Tätigkeit in der neuen Arbeitsgemeinschaft des Pionierhauses auf. Für die eisenbahntechnische Unterstützung stellte die Deutsche Reichsbahn immer wieder Mitarbeiter zur Unterstützung frei, bis 1990 wurden die Lokführer vom Bahnbetriebswerk Görlitz gestellt.

### Parks

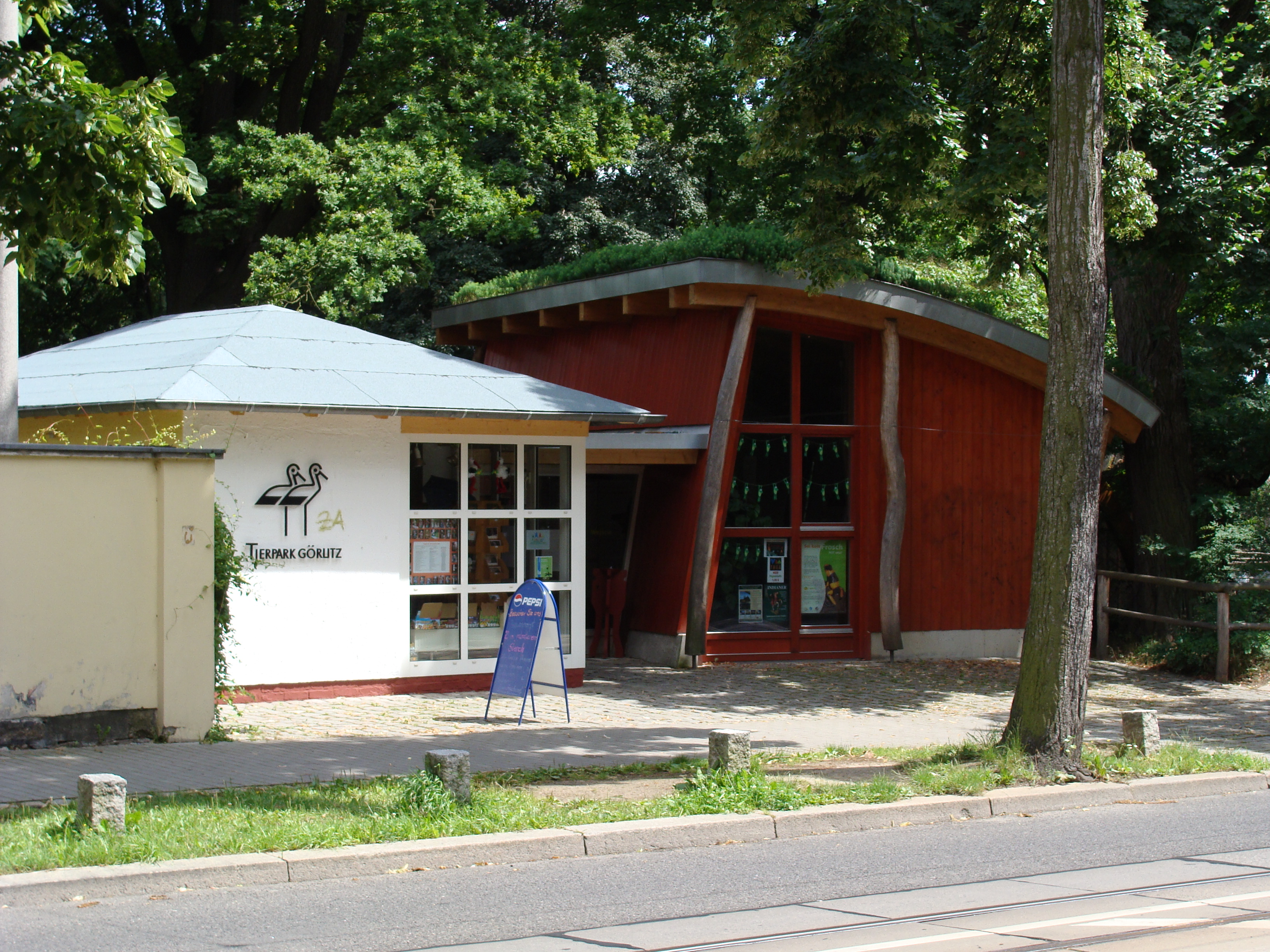
Eingang zum Tierpark

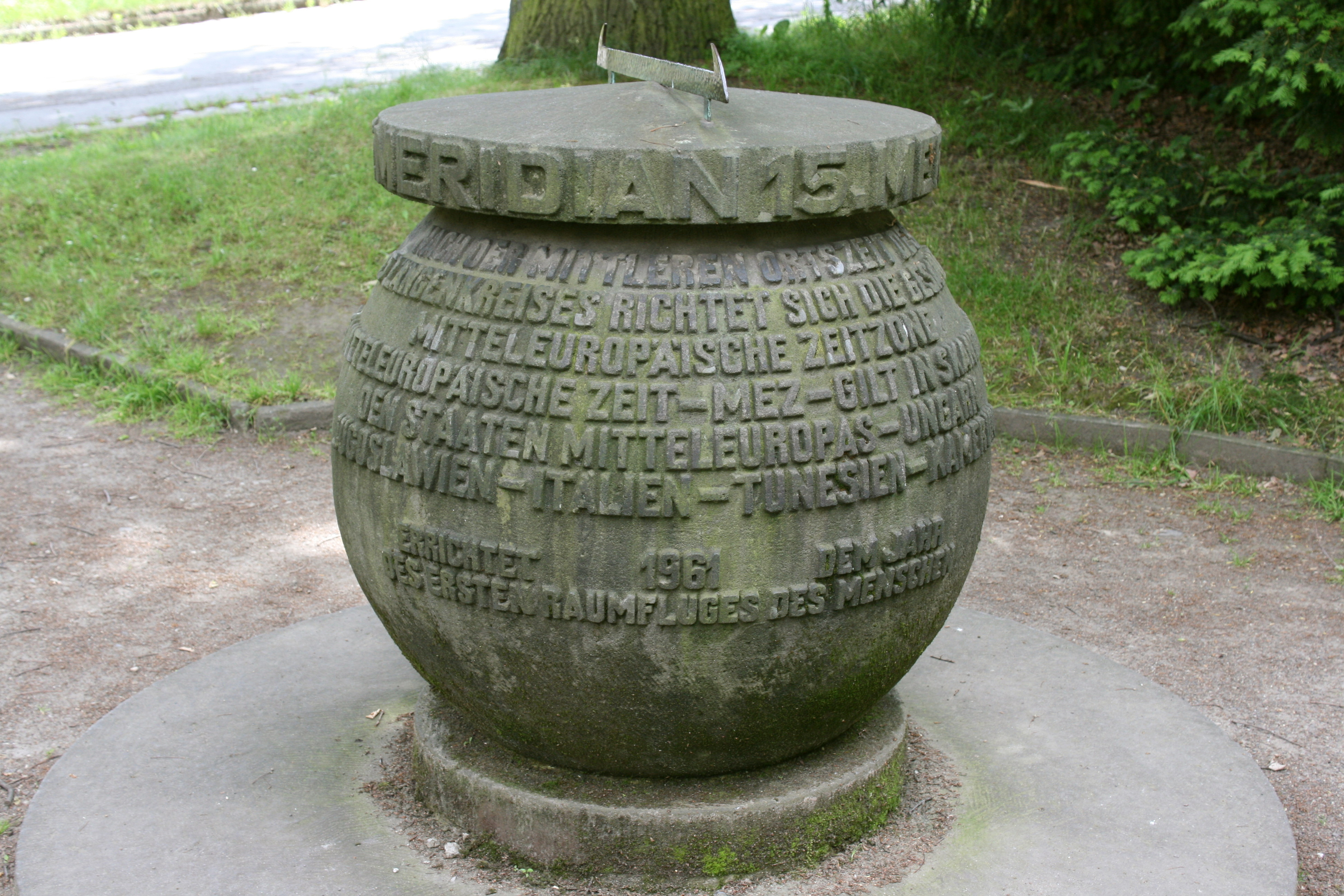
Meridianstein im Stadtpark

Der Görlitzer Naturschutz-Tierpark ist ein anspruchsvoll gestaltetes naturnahes Ensemble. In zum Teil durch die Besucher begehbaren Gehegen leben über 500 Tiere wie Kleine Pandas, Fischotter oder Yaks. Mit seiner fünf Hektar großen Fläche gehört er zu den kleineren Zoos in Deutschland. Im Jahr 2007 feierte der Park seinen 50. Geburtstag und konnte erstmals seit zehn Jahren mehr als 100.000 Besucher verzeichnen.
In der Nähe der Stadthalle befindet sich der Stadtpark, dessen besondere Anziehungspunkte ein großer Holzspielplatz und der Meridianstein für den 15. Grad östlicher Länge sind. Außer dem Stadtpark existieren in der Alt- und Innenstadt noch zahlreiche weitere Grünanlagen, z. B. das Weinberggelände, das sich entlang der Neiße von der Obermühle im Norden vorbei am Neißeviadukt bis hin zur Weinlache im Süden zieht, der Ölberggarten am Heiligen Grab sowie die Grünanlagen im Nikolai- und Ochsenzwinger. Auch in den umgebenden Stadtteilen gibt es größere Grünanlagen, so z. B. das Birkenwäldchen zwischen Rauschwalde und der Südstadt, den Kreuzkirchenpark in der Südstadt, das Kidrontal in Königshufen sowie den Loenschen Park zwischen Biesnitz, Kunnerwitz und Weinhübel.
Etwa 17 Kilometer nördlich von Görlitz liegt die Kulturinsel Einsiedel. Sie stellt eine Verbindung von Kunst, Kultur und Natur dar. Auf dem detailliert gestalteten Abenteuerspielplatz befinden sich Tunnels, Klettergerüste und ein großes Piratenschiff. Im Jahr 2005 wurde ein Hotel auf der Kulturinsel eröffnet. Es besteht aus mehreren Baumhäusern in acht bis zehn Meter Höhe.

### Die Landeskrone

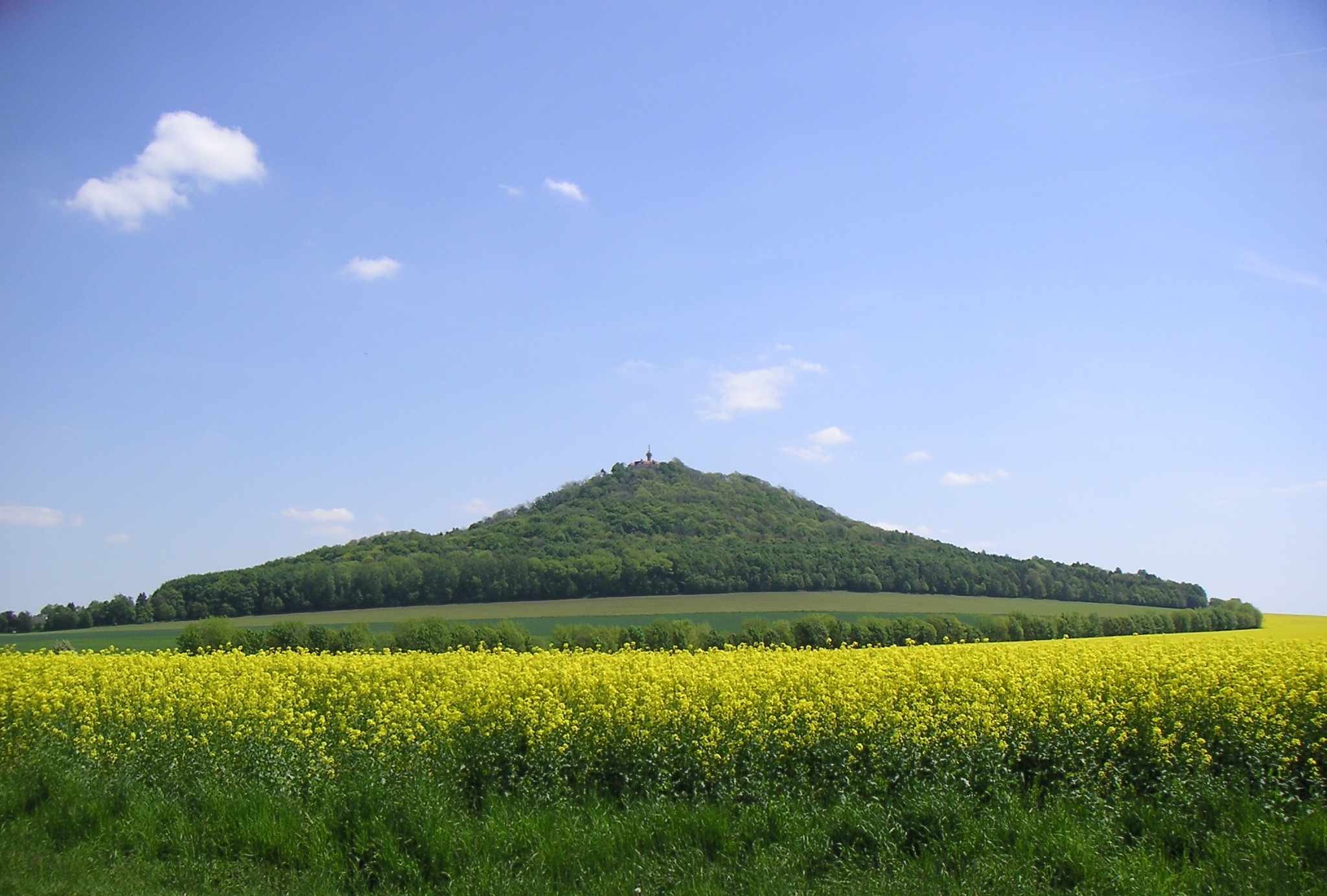
Ein Wahrzeichen der Stadt, die Landeskrone

Das Wahrzeichen von Görlitz, die Landeskrone, ist ein 420 m hoher Basaltkegel vulkanischen Ursprungs. Sie ist die einzige namhafte Erhebung im Umkreis von Görlitz. Von der Landeskrone eröffnet sich ein weiter Blick über das Lausitzer Bergland bis hin zum Zittauer Gebirge und bei guter Sicht bis zum Riesengebirge mit der Schneekoppe. Eine erste Bebauung geht auf die Bronzezeit zurück. Es folgten eine frühmittelalterliche und eine hochmittelalterliche Burganlage mit Siedlung. Hinter bis zu acht Meter dicken Steinmauern einer Wallanlage siedelten Handwerker und Händler der Slawen. Der böhmische Herzog Othelrich eroberte 1015 diese Hauptburg und nahm eintausend der Verteidiger gefangen.
Auf dem Südgipfel steht seit 1901 die 13 m hohe Bismarcksäule zu Ehren von Fürst Otto von Bismarck, der Ehrenbürger der Stadt Görlitz ist. Die erste kleine Gastwirtschaft eröffnete 1844 auf dem Berg. Der größere Nachfolgebau von 1863 brannte 1946 nieder. Erst 1951 entstand die heutige Gipfelbebauung, in die nach der letzten Sanierung 1994 eine Gaststätte und das Burghotel einzog.
Die Stadt erwarb die Landeskrone 1440 von adligen Vorbesitzern und holzte die Bäume auf dem Berg nahezu komplett ab. Erst 1840 legte man die heutige Lindenallee an, die am Fuße der Landeskrone beginnt. Die Lindenallee führt in 178 Stufen aufwärts bis zur Fahrstraße, die wiederum bis zum Gipfel führt. Der restliche Bergsockel wurde 1883 mit Rotbuchen bepflanzt. Der so mit der Zeit entstandene dichte Laubwald am Berg wurde 1953 zum Naturschutzgebiet erklärt. Es gehört zum FFH-Gebiet Basalt- und Phonolithkuppen der östlichen Oberlausitz.

## Kultur
Im Bereich der Kultur ist die DenkmalAkademie e. V. zu nennen. Das Görlitzer Fortbildungszentrum für Handwerk und Denkmalpflege e. V., das seinen Sitz im ehemaligen Waidhaus hat, widmet sich der Pflege und Erhaltung der Altstadt. Die Oberlausitzische Gesellschaft der Wissenschaften zu Görlitz e. V. sammelt und verwahrt das Wissen der Oberlausitz. Der Verein Berzdorf–Oberlausitz e. V. gründete sich im Oktober 2001 in Görlitz. Ziel des Vereins ist die Erhaltung der Geschichte des Tagebaus Berzdorf für die Nachwelt.
Am 12. Juli 2021 wurde die Görlitzer Synagoge nach langjähriger Sanierung als Kulturforum sowohl für kulturelle Veranstaltungen, wie Konzerte und Lesungen im Kuppelsaal und auch als Gebetsraum in der Wochentagssynagoge wieder eröffnet.

### Theater

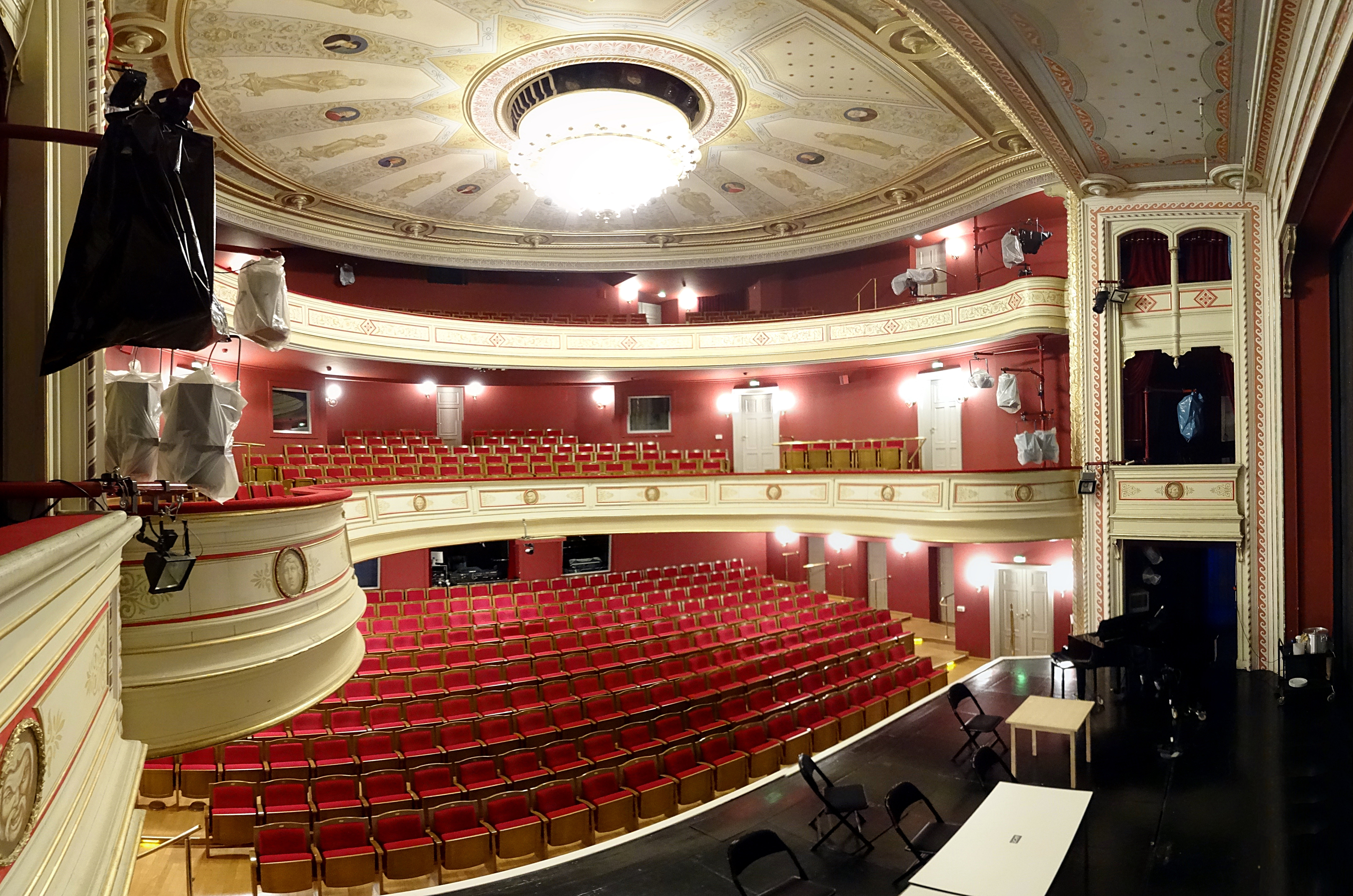
Zuschauerraum des Theaters am Demianiplatz

In den 1820er Jahren fanden in einem privaten Veranstaltungsraum in der Neißstraße Theateraufführungen statt, der 1838 von einem Bürger umgebaut und 1846 wegen mangelhaften Brandschutzes für Theaterzwecke polizeilich geschlossen wurde. Am 1. März 1850 beschlossen die Stadtverordneten den Bau eines öffentlichen Theaters.
Das Theater Görlitz wurde 1851 am Demianiplatz erbaut und 1927 erweitert. Gerhart Hauptmann (1862–1946) war häufiger Gast in Görlitz und schon einmal bis 1988 Namenspatron des Theaters. Am 1. Januar 2011 fusionierte das Theater Görlitz mit dem Theater in Zittau. Die gemeinsame Gesellschaft trägt den Namen Gerhart-Hauptmann-Theater Görlitz-Zittau GmbH.
2002 wurde der Zuschauerraum rekonstruiert und mit moderner Technik ausgestattet, die auch simultane Übersetzungen zulässt. Seit September 2002 ist auch die ursprünglich der Altstadt zugewandte Nordfassade wiederhergestellt.
Im Theater finden Uraufführungen statt, die eigens dafür geschrieben wurden, beispielsweise die Oper Tod eines Bankers, das Musical Radio Babylon und die Moritz-Eggert-Oper Linkerhand.
Gemeinsam mit der Neuen Lausitzer Philharmonie werden Werke aller Genres (Oper, Operette, Musical, Tanz, Schauspiel) aufgeführt.
Das Haus bietet neben den Philharmonischen Konzerten ein komplettes Dreispartenprogramm mit Musiktheater, Tanz und Schauspiel an.
Neben dem großen Haus, das auch Kleine Semperoper genannt wird, bespielt das Theater seit 1999 eine kleinere Studiobühne, das Apollo.

### Museen

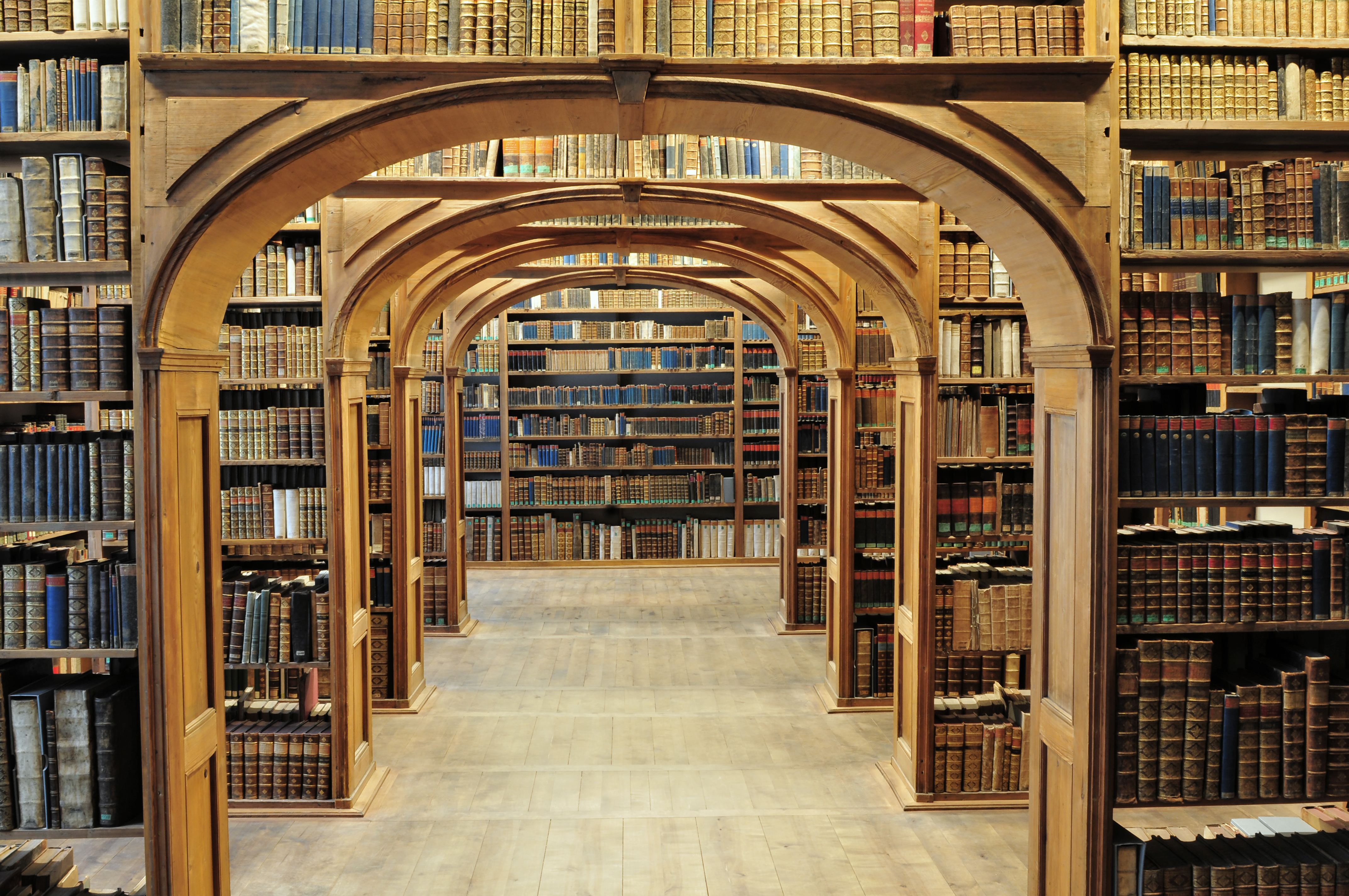
Die Oberlausitzische Bibliothek der Wissenschaften

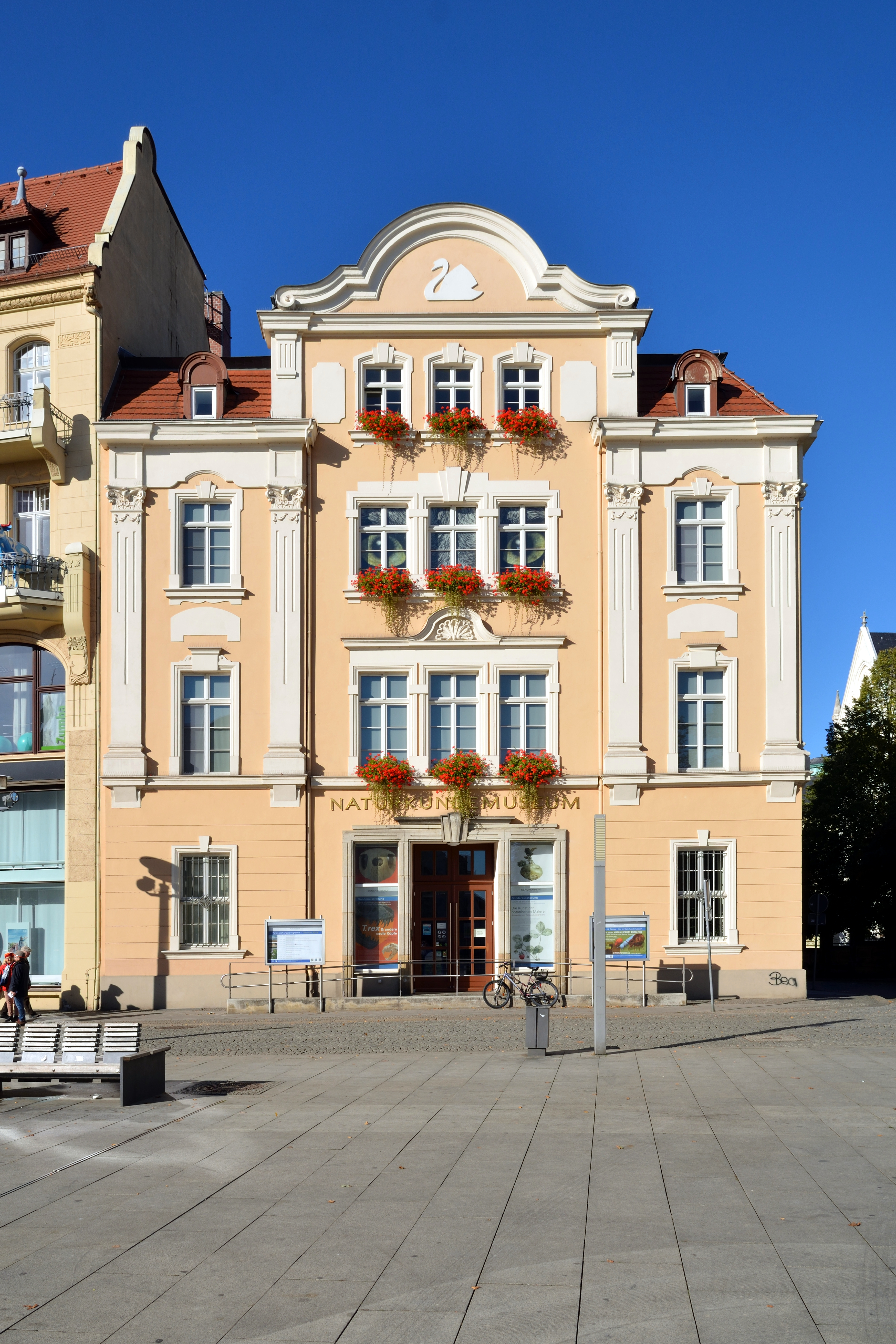
Naturkundemuseum am Marienplatz

Verschiedene Museen stellen Exponate zur Geschichte, zu Kunst und Natur aus.
Die Görlitzer Sammlungen für Geschichte und Kultur, bestehend aus der Oberlausitzischen Bibliothek der Wissenschaften und dem Kulturhistorischen Museum Görlitz sind die größte städtische Kultureinrichtung. Sie umfassen mehrere denkmalgeschützte Gebäude (Barockhaus Neißstraße 30, Kaisertrutz, Reichenbacher Turm) und präsentieren in Dauer- und Sonderausstellungen Kunstwerke und Kulturschätze aus der Region sowie kunst- und wissenschaftsgeschichtliche Sammlungen.
Das Senckenberg-Museum für Naturkunde ging aus der 1811 gegründeten Ornithologischen Gesellschaft zu Görlitz hervor. Sein Ausstellungsschwerpunkt ist der Naturraum Oberlausitz. Dazu gehören allgemeine Hinführungen, wie etwa zu geologischen Formationen, oder Lebensformen afrikanischer Savannen, ähnlich wie regionale Lebensgemeinschaften mit typischen Pflanzen und Tieren, die in Dioramen präsentiert werden. Hinzu kommt ein Lebendtierbereich. Durch das Treppenhaus zieht sich das dreißigfach vergrößerte Modell einer Bodensäule, das Einblick in diesen Lebensraum bietet. Darüber hinaus gibt es eine Ausstellung zur Geschichte der Evolutionsforschung. Für die Dauerausstellungen wird ein Audioführersystem in Deutsch, Englisch und Polnisch angeboten.
Im Schlesischen Museum wird seit 2006 eine Dauerausstellung zu tausend Jahren schlesischer Geschichte gezeigt.
Mit dem Tagebauschaufelradbagger Nr. 1452 und der Ausstellung zur Geschichte des Braunkohlen-Abbaues im Tagebau Berzdorf von 1835 bis 2000 im Bahnhof Hagenwerder wurde ein technisches Denkmal gesetzt.
Das Museum der Fotografie unter der Regie der Gesellschaft für das Museum der Fotografie Görlitz e. V. gibt einen Einblick in die Geschichte und Kunst des Fotografierens.

### Musik
Zusammen mit der Hochschule für Kirchenmusik finden in der Oberlausitz Orgelkonzerte statt, unter anderem auch in Görlitzer Kirchen, in denen die restaurierten Orgeln zum Einsatz kommen.
Das Orchester der Neuen Lausitzer Philharmonie ist eine der bedeutendsten Einrichtungen der Region Oberlausitz/Niederschlesien. Es bietet Kammer- und Sinfoniekonzerte und ist Teil aller Inszenierungen des Theaters Görlitz.
Ein besonderer Schwerpunkt ist die Musik der Sorben.
Die Landskron-Herolde entstanden 1996 zur 925-Jahr-Feier der Stadt Görlitz. Sie bilden einen Zug mit Görlitzer Fanfarenmusik zu festlichen Anlässen. Der Regiments-Spielmannszug wurde 1969 gegründet und spielt bei festlichen Anlässen und Großveranstaltungen Spielmannsmusik und neuzeitliche Musikstücke.

### Sport
Von den zahlreichen Sportvereinen seien erwähnt die seit 1377 nachweisbare Görlitzer Schützengilde, sowie der in der Landesliga Sachsen spielende Sport- und Fußballverein NFV Gelb-Weiß Görlitz 09 und der Handballverein SV Koweg Görlitz e. V., dessen 1. Frauenmannschaft in der Oberliga Mitteldeutschland und die 1. Männermannschaft in der Sachsenliga spielt. Letzterer hatte in der Saison 2009/2010 seinen bisher größten Erfolg, da alle drei Männermannschaften sowie die 2. Frauenmannschaft einen Aufstieg in höhere Ligen verbuchen konnten. Der mitgliederstärkste Sportverein der Stadt ist der Post SV Görlitz.
Seit 2004 findet Ende Mai der Europamarathon als Lauf durch zwei Länder mit den Strecken Marathon, Halbmarathon für Inlineskater, Läufer und Rollstuhlfahrer/Handbiker, seit 2008 auch für Tretrollerfahrer sowie zehn Kilometer und fünf Kilometer für Läufer statt. 2009 fand bereits zum 74. Mal das Radrennen Rund um die Landeskrone statt. Der Herbstlauf in den Berzdorfer Halden ist ein Crosslauf, der seit 1997 veranstaltet wird. Seit 1978 findet jedes Jahr am 31. Dezember der Görlitzer Silvesterlauf auf dem Sportplatz Eiswiese statt.
In Görlitz befindet sich der Sitz der Lausitzer Dartliga. Gespielt wird in mehreren Gaststätten.
Vor dem Ersten Weltkrieg gab es in der Stadt drei Badeanstalten: die Hoffmann’sche Badeanstalt am Lindenweg, das Zentralbad an der Hospitalstraße und das Freisebad an der heutigen Dr.-Kahlbaum-Allee. Im Jahr 1972 eröffnete die Volksschwimmhalle an der Fichtestraße. Das Freisebad und die Volksschwimmhalle waren nach der Wiedervereinigung die einzigen öffentlichen Badeanstalten. Das Freisebad schloss im Jahr 1996. Der Betrieb in der Volksschwimmhalle wurde 2007 eingestellt. Im selben Jahr wurde jedoch mit dem Neißebad ein Schwimmhallenneubau unweit der alten Schwimmhalle eröffnet. Bis 2002 existierte nördlich der Innenstadt noch das Helenenbad. Das Areal rund um das Becken des ehemaligen Freibads wird seit 2007 als Luftbad genutzt.

### Veranstaltungen

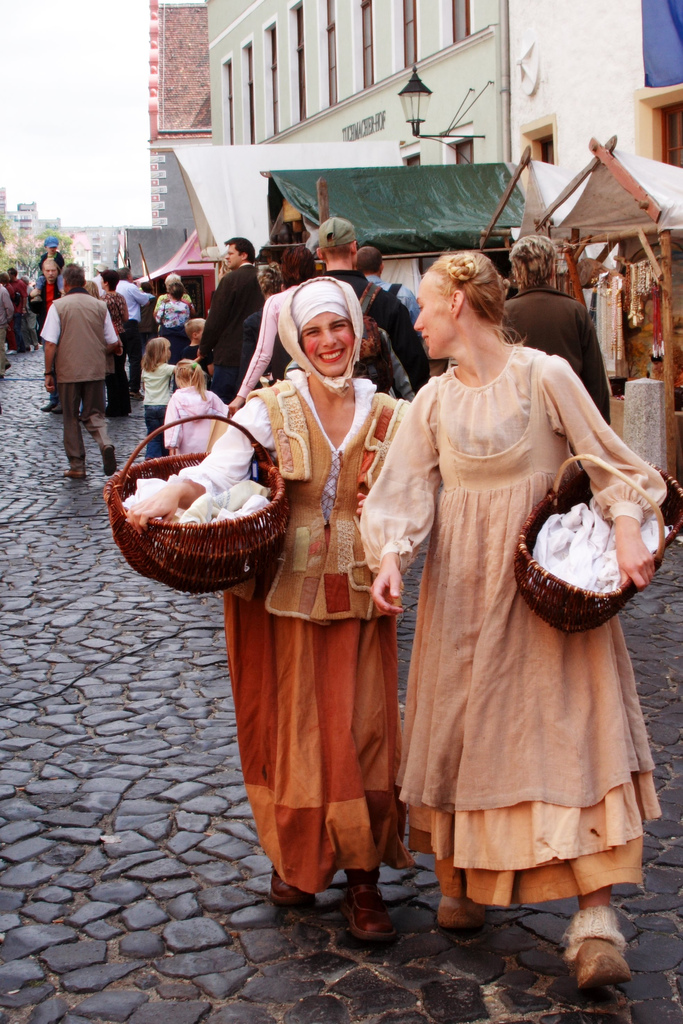
Das Altstadtfest mit mittelalterlichem Flair

Mit etwa 100.000 Besuchern ist das Altstadtfest die größte kulturelle Veranstaltung auf dem Stadtgebiet. Das Altstadtfest wurde nach dem zweiten Tag der Sachsen 1993 in Görlitz als jährliches Stadtfest initiiert und findet seit 1994 jährlich am letzten Augustwochenende statt. Es ist üblich, dass neben den Darstellern und Gauklern auch die Besucher in mittelalterlicher Kleidung erscheinen. Ein großer Teil der Altstadt wird für diesen Zweck für den Verkehr gesperrt.
Jährlich fand das Sommertheater auf dem Untermarkt statt. Ab dem Jahr 2011 wird es im Hof der Landskron-Brauerei veranstaltet.
2004 wurde das erste Historienspiel Der verräterischen Rotte Tor. Tuchmacheraufstand zu Görlitz 1527 aufgeführt und damit das Sommertheater auf dem Untermarkt gegründet.
2005 und 2006 wurde Die Pulververschwörung und das Heilige Grab zu Görlitz aufgeführt. Dieses Historienspiel von Hermann Rueth verarbeitet die Legende um den Förderer des Heiligen Grabes, Georg Emmerich.
Das Stück Jakob Böhme und die Pest zu Görlitz wurde 2007 und 2008 dargebracht. Das Schauspiel von Herrmann Rueth mit der Musik von C. M. Wagner stellt den Schuster und Mystiker Jakob Böhme in den Mittelpunkt.
Den Auftakt des Veranstaltungsjahres bilden im Februar die Filmtage und der Opernball. Im März finden die Musiknacht und das Frühlingsfest des Naturschutz-Tierparks mit dem traditionellen Mistkarrenrennen statt. Im Frühling gibt es dann am 19. April den Internationalen Denkmaltag. Im April findet das Dreiland-Kurzfilm-Festival mit Beiträgen aus Deutschland, Polen und Tschechien statt, im Mai folgen die Jazztage, das Muschelminna-Fest, das Storchenfest im Naturschutz-Tierpark und die Görlitzer Orgelnacht. Im Sommer gibt es neben der Oldtimer-Eisenbahn im Juni das Campus Open Air, am 21. Juni das Fête de la musique, am 3. Sonntag im Juni den Tag der offenen Sanierungstür, das Braufest der Landskronbrauerei, die Schlesischen Musikfeste (alle zwei Jahre), das Internationale Spielleutetreffen (alle zwei Jahre), das Collegium PONTES Görlitz-Zgorzelec-Zhorelec und den Erlebnistag am Berzdorfer See. Im Juli folgen der Schlesische Tippelmarkt und die Musikveranstaltung 15°-Rock. Beendet werden die Sommerveranstaltungen mit dem Internationalen Straßentheaterfestival ViaThea und dem bereits erwähnten Altstadtfest. Im September gibt es die Niederschlesischen Kulturtage, den Tag des offenen Denkmals, die Lange Nacht der Museen und die Internationale Sommerschule der Künste. Im November folgen die Görlitzer Rocknacht und die Verleihung des Internationalen Brückepreises. Beendet wird das Veranstaltungsjahr mit dem Schlesischen Christkindelmarkt.
Im Rahmen der Veranstaltung Kulturhauptstadt Europas in Breslau 2016 fand in Görlitz eine Ausstellung im öffentlichen Raum unter dem Namen Görlitzer ART statt. Es war ein temporäres Projekt der Städte Breslau und Görlitz unter der künstlerischen Leitung der Eugeniusz-Geppert-Akademie der Schönen Künste Wrocław und koordiniert durch die Görlitzer Kulturservicegesellschaft. Die Werke junger Breslauer und niederschlesischer Künstler waren zwischen dem 1. und 9. April 2017 in der Alt- und Innenstadt ausgestellt. Vom 1. Juli 2021 bis zum 30. Juni 2022 soll eine zweite Runde der Ausstellungsreihe im öffentlichen Raum für Künstler der Hochschule für Bildende Künste Dresden stattfinden.
In der Walpurgisnacht finden in Görlitz zahlreiche Veranstaltungen mit Hexenfeuern statt.

### Internationaler Brückepreis
Die Gesellschaft zur Verleihung des Internationalen Brückepreises der Europastadt Görlitz/Zgorzelec (Brückepreisgesellschaft) verleiht jährlich den mit 2500 € dotierten Internationalen Brückepreis in einem Festakt.
Sie ehrt damit seit 1993 Persönlichkeiten, die sich mit ihrem Lebenswerk Verdienste bei der Völkerverständigung in Europa erworben haben. Preisträger sind unter anderem Marion Gräfin Dönhoff oder der ehemalige sächsische Ministerpräsident Kurt Biedenkopf. Günter Grass war im Jahr 2006 von der Jury für den Preis nominiert worden. Jedoch nahm er seine Zusage wieder zurück, um „weder Görlitz noch den Preis [zu] diskreditieren“, nach der Kritik an seinem Bekenntnis zu seiner Vergangenheit in der Waffen-SS vor allem durch den Görlitzer CDU-Fraktionsvorsitzenden Michael Hannich und weiterer überregionaler CDU-Politiker. Die Jury sah trotz des Rückzuges von Grass keine Veranlassung, ihre Preisvergabe an Günter Grass in Frage zu stellen und bedauerte eine einseitige Darstellung in den Medien.
Die letztjährigen Preisträger waren der britische Historiker Norman Davies (2009), der polnische Ministerpräsident a. D. Tadeusz Mazowiecki (2010) und die ehemalige Präsidentin der Europa-Universität Viadrina Frankfurt (Oder) Gesine Schwan (2011). Am 5. Oktober 2012 sollte der Preis dem ukrainischen Profiboxer und Politiker Vitali Klitschko für sein „persönliche[s] Eintreten […] für Humanität und Demokratie […] sowie sein Engagement für Kinder und Jugendliche“ verliehen werden, jedoch musste die Verleihung im Gerhart-Hauptmann-Theater Görlitz aus persönlichen Gründen Klitschkos verschoben werden. Am 3. Februar 2013 wurde die Verleihung vollzogen und Klitschko nahm den Brückepreis persönlich entgegen. Der Preis 2013 ging an den Kabarettisten Steffen Möller. Ihm folgte 2014 der ehemalige luxemburgische Ministerpräsident und ab November 2014 der EU-Kommissionspräsident Jean-Claude Juncker. In den Jahren 2015 und 2016 erhielt jeweils ein Schriftsteller den Preis – 2015 die Polin Olga Tokarczuk für ihre literarischen Brücken zwischen Menschen, Kulturen und Generationen und 2016 Timothy Garton Ash für seine Auseinandersetzung mit autoritären und totalitären Strukturen, deren Auswirkungen und ihrer Überwindung in Mittel- und Osteuropa. 2017 erhielt der emeritierte Bischof von Oppeln Alfons Nossol den Preis für seinen vermittelnden Einsatz zwischen Menschen unterschiedlicher Herkunft, Nationalität und verschiedenen Glaubens – insbesondere zwischen Polen und Deutschen.

### Filmstadt Görlitz
Wegen seiner unversehrten Altstadt und der geschlossenen Gründerzeitbebauung ist Görlitz ein beliebter Drehort für Filme mit historischer Kulisse, was der Stadt im Volksmund den Beinamen „Görliwood“ einbrachte. Seit Ende 2013 hält die Tourismusgesellschaft Europastadt GörlitzZgorzelec GmbH die Markenrechte.
Bereits 1954/55 entstanden dort Außenaufnahmen zu Ernst Thälmann – Sohn seiner Klasse und Ernst Thälmann – Führer seiner Klasse von Kurt Maetzig. 1980 wurde Der Gevatter Tod, ein Märchenfilm, basierend auf der gleichnamigen Vorlage, in Görlitz gedreht. Unter der Regie von Radu Gabrea entstand 1993 das Liebesdrama Rosen-Emil. 1998 drehte der Regisseur Fred Kelemen dort einen Teil der Szenen für seinen Film Abendland. Die kurz zuvor restaurierte Fassade des Görlitzer Warenhauses bot auch dabei einen historischen Eindruck. 2002 wurde Görlitz zum Paris des 19. Jahrhunderts im Film In 80 Tagen um die Welt. Der historische Ziegelbau der Landskronbrauerei diente als New Yorker Hafengebäude.
Die Filmstudios Babelsberg wählten die Stadt auch zum Schauplatz für die Romanverfilmung Der Vorleser, in dem Kate Winslet die Hauptrolle spielt. Für diesen Film wurden mehrere Straßenzüge gesperrt und der gesamte Straßenbahnfahrplan angepasst.
Für Quentin Tarantinos Kriegsfilm  Inglourious Basterds fanden im November 2008 Dreharbeiten unter anderem auf dem Untermarkt statt. Brad Pitt spielte die Rolle des Leutnants Aldo Raine, eines skalpierenden Nazijägers.
Regisseur Philipp Stölzl (Nordwand) drehte ab August 2009 den Film Goethe!, der von Charlotte Buff handelt, einer der ersten großen Lieben von Johann Wolfgang von Goethe. Im Jahr 2011 fanden mehrere Dreharbeiten statt.
Szenen des Films Der Turm zum gleichnamigen Roman von Uwe Tellkamp wurden unter anderem in der Emmerichstraße gedreht.
Der Film Die Vermessung der Welt nach dem gleichnamigen Roman wurde 2011 in der Altstadt verfilmt.
Der in Görlitz gedrehte Film Lore erhielt beim 65. Internationalen Filmfestival in Locarno den Publikumspreis.
Der Regisseur Wes Anderson ließ im Winter 2012/2013 Szenen für Grand Budapest Hotel im Jugendstilkaufhaus am Demianiplatz und in der Stadthalle aufnehmen. Für Szenen zur Verfilmung des Buchs „Die Bücherdiebin“ wurden 2013 die Kulissen am Untermarkt und in der Bahnsteighalle mit Hakenkreuzfahnen beflaggt.
Im Jahr 2015 fanden Dreharbeiten zu Hans Falladas Romanverfilmung von Jeder stirbt für sich allein statt. In diesem Film stellt Görlitz das Berlin in der NS-Zeit dar.
Eine Villa in Görlitz diente im Jahr 2016 als Kulisse für den Film Werk ohne Autor. Die Weltpremiere fand im Rahmen des Wettbewerbs der 75. Internationalen Filmfestspiele von Venedig statt. Darin erzählt Florian Henkel von Donnersmark (Buch und Regie) die Geschichte des Künstlers Kurt Barnert, der aus der Deutschen Demokratischen Republik fliehen konnte. In der Bundesrepublik lebend erinnert er sich an seine Kindheit während der Nazi- und SED-Zeit.
Die TV-Serie Wolfsland wird seit 2016 in Görlitz und Umgebung gedreht.

### Kulinarische Spezialitäten

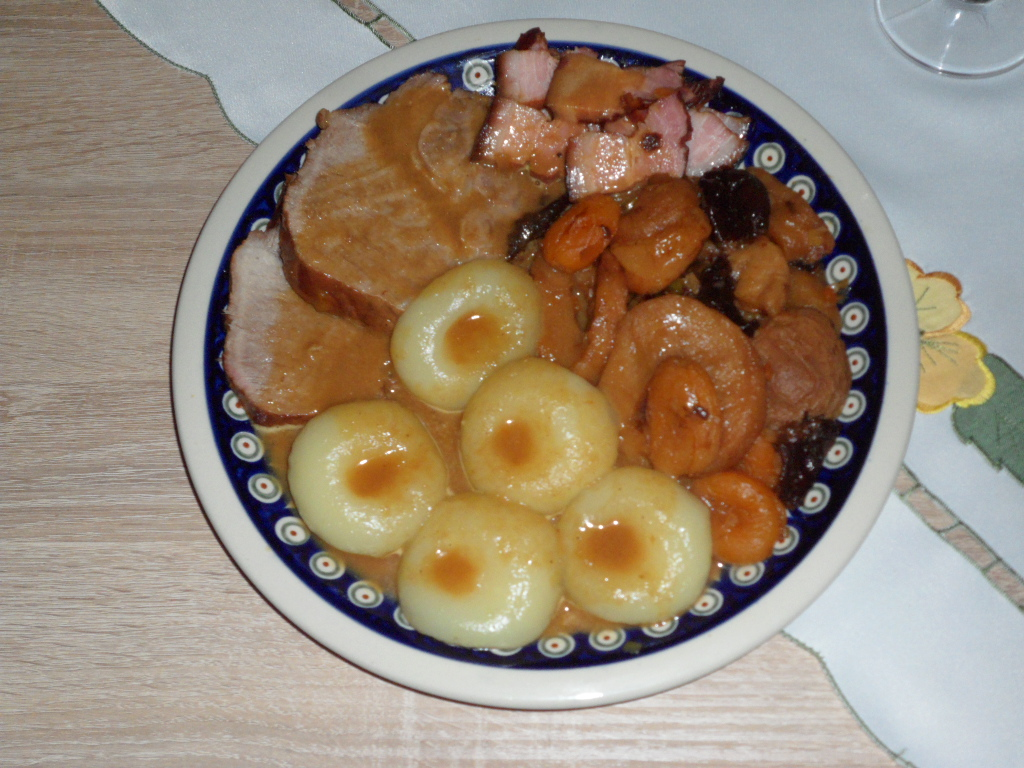
Schlesisches Himmelreich

Da die niederschlesische Identität in der Stadt stark ausgeprägt ist, erinnern zahlreiche regionale Spezialitäten an die deftige Schlesische Küche. Ein typisches Gericht ist das Schlesische Himmelreich – ein Fleischgericht mit Backobst. Die schlesische Wellwurst, rustikale Kesselsülze oder pfannengebratene Landleberwurst gehören zu den lokalen Wurstspezialitäten. In der Weihnachtszeit bieten viele örtliche Fleischereien die Görlitzer Weihnachtsbratwurst (auch bekannt als „Schlesische Bratwurst“) an. Deren Besonderheit ist ein leichter Zitronengeschmack.
Auch eine Vielfalt regionalen Gebäcks wird angeboten. Schlesischer Mohnkuchen sowie Mohnstollen um die Weihnachtszeit, Schlesischer Butterdrückstreuselkuchen und die so genannte Liegnitzer Bombe gehören zum Angebot einiger Bäckereien.

## Wirtschaft und Infrastruktur
Die wirtschaftliche Infrastruktur der Stadt ist durch einige große Industriebetriebe aus den Bereichen des Anlagen-, Maschinen- und Schienenfahrzeugbaus und deren zahlreiche mittelständische Zulieferbetriebe geprägt. Ein weiteres Standbein der regionalen Wirtschaft ist der Einzelhandel. Er profitiert vor allem von der Nähe zu Polen, da dort auf viele Artikel, wie unter anderem Drogeriewaren, eine Zusatzsteuer erhoben wird.
Um die Wirtschaft im eigenen Randgebiet zu fördern, erweiterte Polen 2010 die Sonderwirtschaftszone Specjalna Strefa Ekonomiczna Małej Przedsiębiorczości (SSEMP) (deutsch: Sonderwirtschaftszone für mittelständische Unternehmen) bei Kamienna Góra um das Gebiet von Zgorzelec. Ein zeitweilig günstiger Wechselkurs zwischen polnischen Złoty und Euro kann für die regionale Wirtschaft von Vorteil sein.
In den Jahren 1991 bis 1998 wurden allerdings viele Betriebe stillgelegt. Dies hatte zur Folge, dass die Arbeitslosigkeit in der Region stark anstieg und immer mehr Fachkräfte und junge Menschen zum Wegzug aus der Region bewegte. Vor allem das produzierende Gewerbe schrumpfte dramatisch von ca. 11000 Erwerbstätigen im Jahr 1995 auf etwa 5400 Erwerbstätige im Jahr 2007. So waren im Jahr 2000 noch 700 Angestellte in den Bereichen Land-, Forstwirtschaft und Fischerei tätig. 2004 waren es nur noch 100. Auch das Baugewerbe ging in dieser Zeit von 1900 auf 1100 Beschäftigte zurück. Das Dienstleistungsgewerbe hingegen konnte ein leichtes Wachstum verzeichnen.

### Ansässige Unternehmen

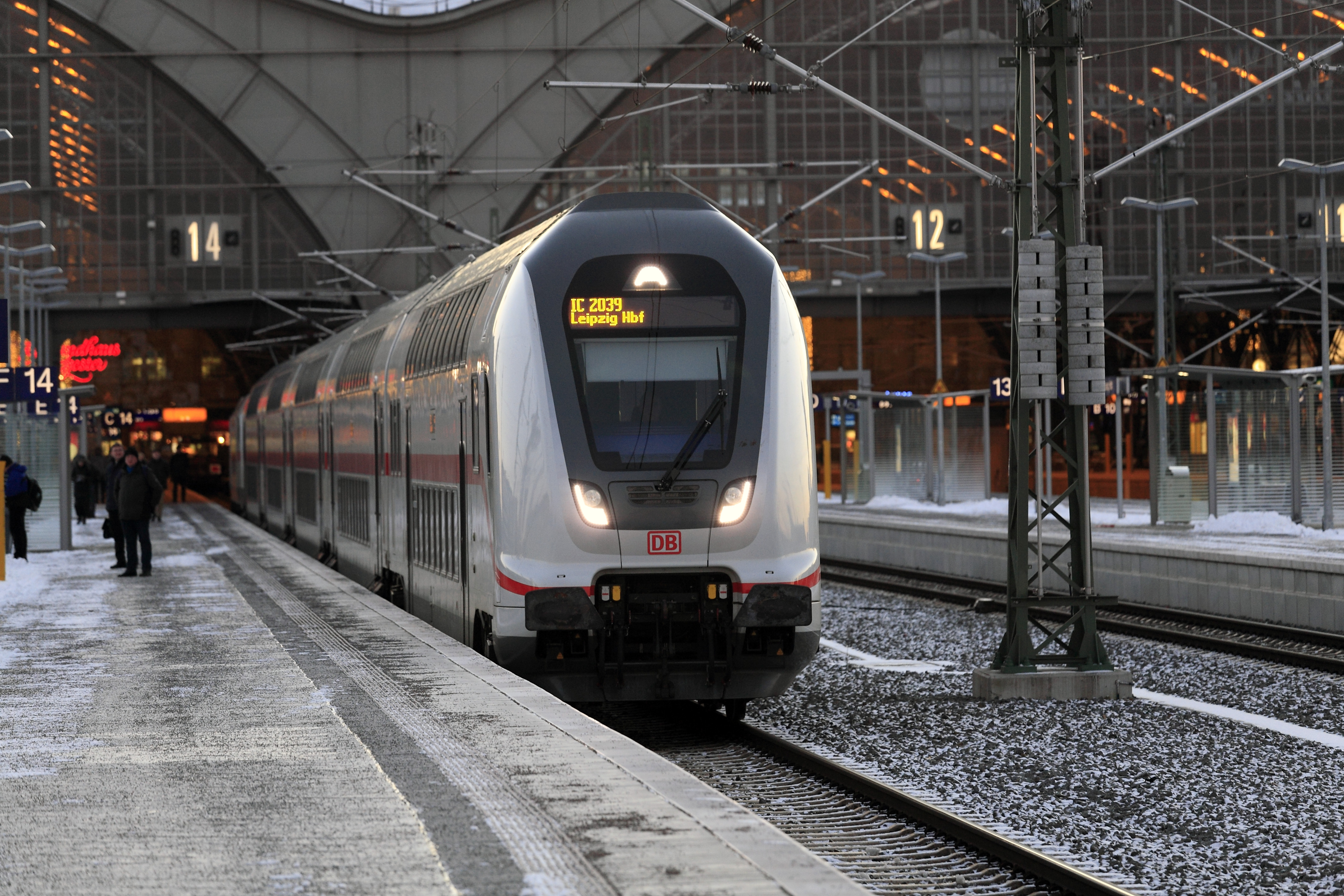
Intercity-Doppelstockwagen aus Görlitz

Zu den ansässigen Unternehmen gehören Alstom (bis 2021: Bombardier Transportation), die heute z. B. Doppelstockwagen an die Deutsche Bahn und andere europäische Bahnen liefert und am Standort Görlitz etwa 1200 Mitarbeiter beschäftigt (Mai 2019). Das Werk wurde 1849 unter dem Namen Eisenbahn-Wagenbau-Anstalt von Johann Christoph Lüders gegründet. An den Görlitzer Industriepionier erinnert der Name der Straße vor dem Werk. Bereits 1869 wurde die Firma durch eine Aktiengesellschaft übernommen und firmierte als Aktien-Gesellschaft für Fabrikation von Eisenbahn-Material zu Görlitz. 1921 fusionierte das Unternehmen mit der 1847 gegründeten Görlitzer Maschinenbau-Anstalt und Eisengießerei zur Waggon- und Maschinenbau AG Görlitz (kurz: WUMAG). 1935 wurden erstmals in Deutschland Doppelstockwagen moderner Konzeption für den Wendezug-Schnellverkehr zwischen Hamburg und Lübeck für die Lübeck-Büchener Eisenbahn von der WUMAG entworfen und gebaut. Die Tradition des Doppelstockwagenbaus wird bis heute fortgeführt. Der wohl legendärste Zug aus dem Görlitzer Werk ist jedoch der 1932 an die Deutsche Reichsbahn ausgelieferte sogenannte Fliegende Hamburger für den Schnellzugverkehr zwischen Hamburg und Berlin.
Ein weiterer Fahrzeugbauer in der Stadt ist die Brandschutztechnik Görlitz mit ihrem Produktionsstandort an der Doktor-Kahlbaum-Allee. Die Firma wurde Anfang des 20. Jahrhunderts unter dem Namen G.A. Fischer gegründet und zu DDR-Zeiten verstaatlicht. Der Volkseigene Betrieb (VEB) Feuerlöschgerätewerk Görlitz wurde nach der Wende privatisiert und trug bis zur Übernahme durch Iveco Magirus im Jahr 1996 den Namen BTG Brandschutztechnik Görlitz GmbH. Am Görlitzer Standort erhalten Feuerwehr- und Spezialfahrzeuge unter 10 Tonnen ihre Aufbauten und werden für den Einsatz ausgerüstet. Diese Fahrzeugkategorie umfasst unter anderem Tragkraftspritzenfahrzeuge, Kleintanklöschfahrzeuge, Vorausrüstwagen und Gerätewagen für Gefahrgut, Einsatzleitwagen, Mannschaftstransportfahrzeuge und Löschgruppenfahrzeuge. Im Juli 2012 gab Iveco die Schließung von drei Werken in Deutschland bekannt. Auch das Görlitzer Werk sollte geschlossen werden. Bereits Ende Juni unterschrieb der Geschäftsführer des Görlitzer Standorts eine Absichtserklärung, das Werk von der Iveco Magirus Brandschutztechnik zurückzukaufen und fortzuführen. Seit dem 1. Januar 2013 ist das Görlitzer Werk wieder selbstständig.

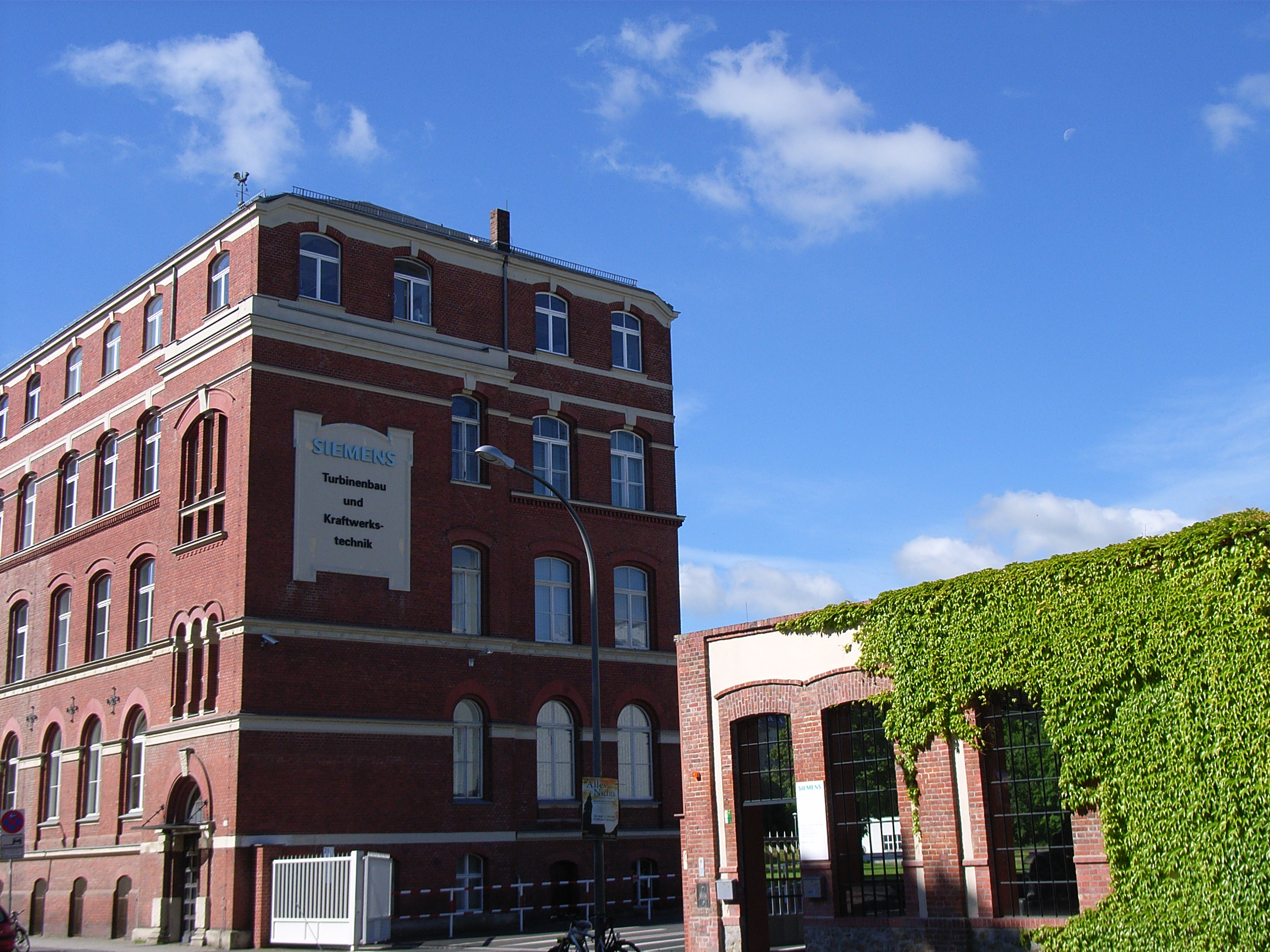
Siemens-Turbinenwerk an der Lutherstraße

Die Firma Siemens Energy betreibt in Görlitz einen Standort für Industriedampfturbinen. 2018 beschäftigte das Werk 960 Mitarbeiter auf 720 Vollzeitstellen. Es hat eine langjährige Tradition im Maschinenbau. Es begann 1847 mit dem Bau von Dampfmaschinen. Erst 1910 wurden Dampfturbinen in das Fertigungsprogramm aufgenommen. 1945 fiel das Werk den Reparationsforderungen der Sowjetunion zum Opfer. Es wurde demontiert und man begann erst im Jahr 1951 wieder mit der Produktion. Im Jahr 1991 wurde es von Siemens übernommen.
Das dritte große Maschinenbauunternehmen in Görlitz war die BMS GmbH – KEMA Görlitz. Sie entwickelte und baute seit 1878 vorwiegend Maschinen für die Keramikindustrie (Walzwerke und Extruder). Gegründet wurde die Firma 1878 von Richard Raupach unter dem Namen Richard Raupach Maschinenfabrik Görlitz. Damals baute er mit drei bis vier Schlossern alte und uneffektive Kesselanlagen und Dampfmaschinen um. 1903 war die Belegschaft nach dem Umzug der Firma auf ein größeres Areal an der Zittauer Straße auf 250 Beschäftigte angewachsen. Der spätere Königliche Kommerzienrat Richard Raupach gründete eine Stiftung für langjährige Angestellte sowie deren Witwen und Waisen. Das Unternehmen wurde auf zahlreichen Ausstellungen mit Gold- und Silbermedaillen geehrt.
In den beiden Weltkriegen wurden in der Fabrik folgende Rüstungsgüter hergestellt: Im Ersten Weltkrieg wurden Artilleriemunition und andere Kriegsmaterialien hergestellt, im Zweiten Weltkrieg Rüstungsaufträge für die Kriegsmarine ausgeführt.
Im Jahr 1945 wurde das Werk von den Sowjets demontiert und 1949 zum VEB KEMA (KEramikMAschinenbau) umstrukturiert. 1989 waren ca. 550 Mitarbeiter beim VEB KEMA tätig, danach wurde das Werk an die Firmengruppe Eirich verkauft. 2014 scheiterte das Insolvenzverfahren für das Traditionsunternehmen und der Geschäftsbetrieb wurde eingestellt.

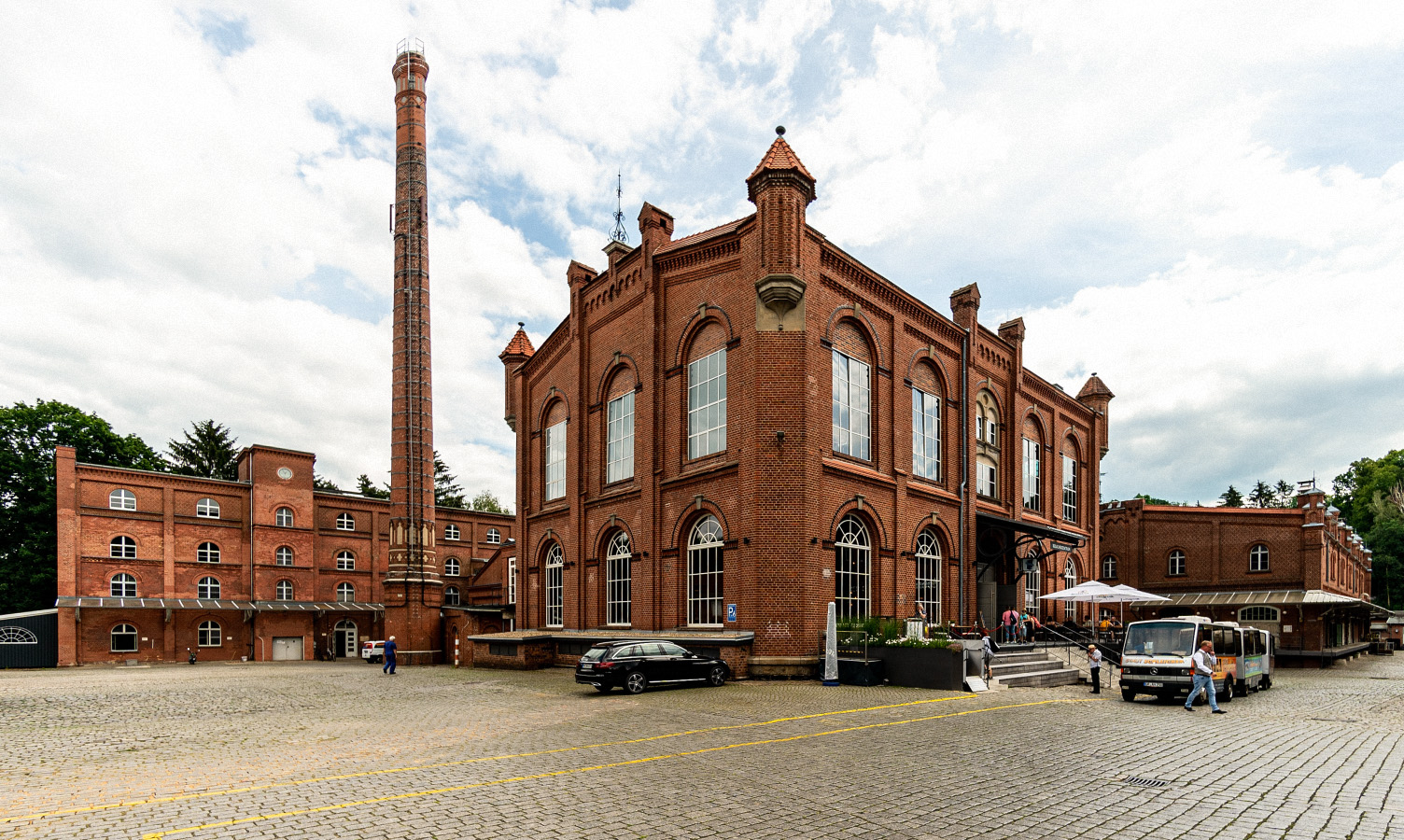
Kesselhaus der Landskronbrauerei

In der Nahrungs- und Genussmittelindustrie sind die Landskronbrauerei und die Süßwarenfabrik Rudolf Hoinkis GmbH bekannt. Die Landskronbrauerei wurde 1869 unter dem Namen Görlitzer Aktien Brauerei gegründet und der Name Landskron Bier 1882 patentrechtlich geschützt. Unter der Leitung von Walther Scheller (von 1928 bis 1946) entstand das heute noch verwendete Markenlogo mit einem stilisierten „L“. In der DDR-Zeit wurde das Unternehmen 1972 verstaatlicht und es kam erst 1992 wieder in den Familienbesitz der Schellers. Von 2003 bis 2006 gehörte die Brauerei zur Holsten-Gruppe. Im Juli kaufte der Unternehmer Rolf Lohbeck den Betrieb und gliederte ihn in sein Familienunternehmen ein. Die Brauerei warb einige Jahre mit dem Wahlspruch „Die östlichste Brauerei Deutschlands“, dieses Merkmal verlor sie ab 2006 mit der Gründung einer kleinen Hausbrauerei einige Meter weiter östlich an der Neiße.
Rudolf Hoinkis gründete 1896 die Süßwarenfabrik Hoinkis. Er gilt als Erfinder der Liebesperlen, die einen weltweiten Bekanntheitsgrad erreichten. Die Firma überlebte beide Weltkriege und die Halbstaatlichkeit in der DDR-Zeit und wurde 1990 unter der dritten Generation Hoinkis reprivatisiert. Am 16. August 1996, zum 100-jährigen Bestehen der Firma, konnte ein neues Firmengebäude in einem Gewerbegebiet im Görlitzer Nord-Westen eingeweiht werden.
Nach der Wende siedelten sich vorwiegend Dienstleistungsbetriebe im Stadtgebiet an. Die frühere twenty4help Knowledge Service GmbH gründete in Görlitz ein technisches Callcenter. Das Motiv für diese Ansiedlung waren zum einen die günstigen Konditionen der Stadt und die Sprachkenntnisse der ansässigen Bevölkerung. Das Callcenter gehört nun zur Teleperformance Deutschland. Im Jahr 2008 gründete die Kölner Firma Software Quality Systems AG in Görlitz einen weiteren Standort. Das Unternehmen beschäftigt hier über 200 Mitarbeiter, die unter anderem Software testen.
Die Koramic Dachprodukte GmbH & Co. KG (vormals F. v. Müller Dachziegelwerke GmbH & Co. KG) ist ein international operierendes Unternehmen zur Herstellung und zum Vertrieb von Tondachziegeln.
Das im Jahr 2000 gegründete Biotechnologie-Unternehmen CyTecs firmiert heute als Sysmex Partec GmbH und ist Teil des japanischen Medizintechnologie-Konzerns Sysmex Corporation, es wurde für seine Diagnostiklösungen im Bereich HIV/AIDS, Tuberkulose und Malaria mehrfach ausgezeichnet. Das Unternehmen war unter anderem Preisträger im Wettbewerb Deutschland – Land der Ideen 2009, gewann 2007 den IQ Innovationspreis Mitteldeutschland und 2003 den Innovationspreis des Freistaates Sachsen.

### Medien
Ein lokales Fernsehprogramm sendete eRtv (euro Regional tv), das auch in Rothenburg, Niesky und weiteren Teilen der östlichen Oberlausitz im Kabelnetz der Kabel Deutschland GmbH empfangen werden konnte. Der Sendebetrieb wurde im September 2017 eingestellt. Der Hörfunksender Radio Lausitz, der in der Oberlausitz auf der Frequenz 107,6 MHz sendet, war bis zum Umzug nach Bautzen 2012 19 Jahre in der Stadt vertreten. MDR 1 Radio Sachsen hat ein Korrespondentenbüro in der Stadt. Er ist der einzige Sender, der im Autobahntunnel Königshainer Berge empfangen werden kann.
Die Sächsische Zeitung (SZ) ist die einzige Tageszeitung in der Stadt und unterhält hier eine Lokalredaktion. Als Anzeigenblätter werden der Wochenkurier und der Niederschlesische Kurier verteilt. Nur online erscheint der Görlitzer Anzeiger.
Der Senfkorn Verlag gibt die Monatszeitschrift Schlesien heute heraus. Im selben Verlag erscheint seit 2004 die deutsch-polnische Vierteljahresschrift für Kultur und Geschichte Silesia Nova.

### Verkehr

#### Verkehrsmittelwahl
Die folgende Graphik stellt die Verkehrsmittelwahl (auch Modal Split genannt) in der Stadt dar. Es ist jedoch zu beachten, dass die Stadt 1995 einen anderen Gebietsstand hatte als nach der Eingemeindung von Kunnerwitz/Klein Neundorf und Ludwigsdorf/Ober-Neundorf im Jahr 1999.
Seit 1995 ist eine Zunahme des Kfz-Verkehrs zu erkennen, wobei die Zahl der Selbstfahrer von 36,0 % im Jahr 1995 auf 34,7 % im Jahr 2009 fiel. Zugenommen hat hingegen die Zahl der Kfz-Mitfahrer (1995: 4,0 %; 2009: 8,9 %). Im gleichen Zeitraum sank entsprechend der Anteil der als Umweltverbund bezeichneten Verkehrsarten, zu denen der Öffentlicher Personennahverkehr (ÖPNV), der Rad- und Fußverkehr zählen, von 60 % auf etwa 54 %. Eine Zunahme innerhalb dieser Gruppe war lediglich beim Radverkehr zu verzeichnen. Im innerstädtischen Gebiet stellt sich ein anderes Bild in der Verkehrsmittelwahl dar. Gründe hierfür sind u. a. kürzere Wege, das Entfallen der Parkplatzsuche, eine höhere Taktdichte und eine hohe Zielvernetzung. Die Hauptverkehrsleistung des ÖPNV entfällt hier auf die Straßenbahn.

#### Eisenbahn

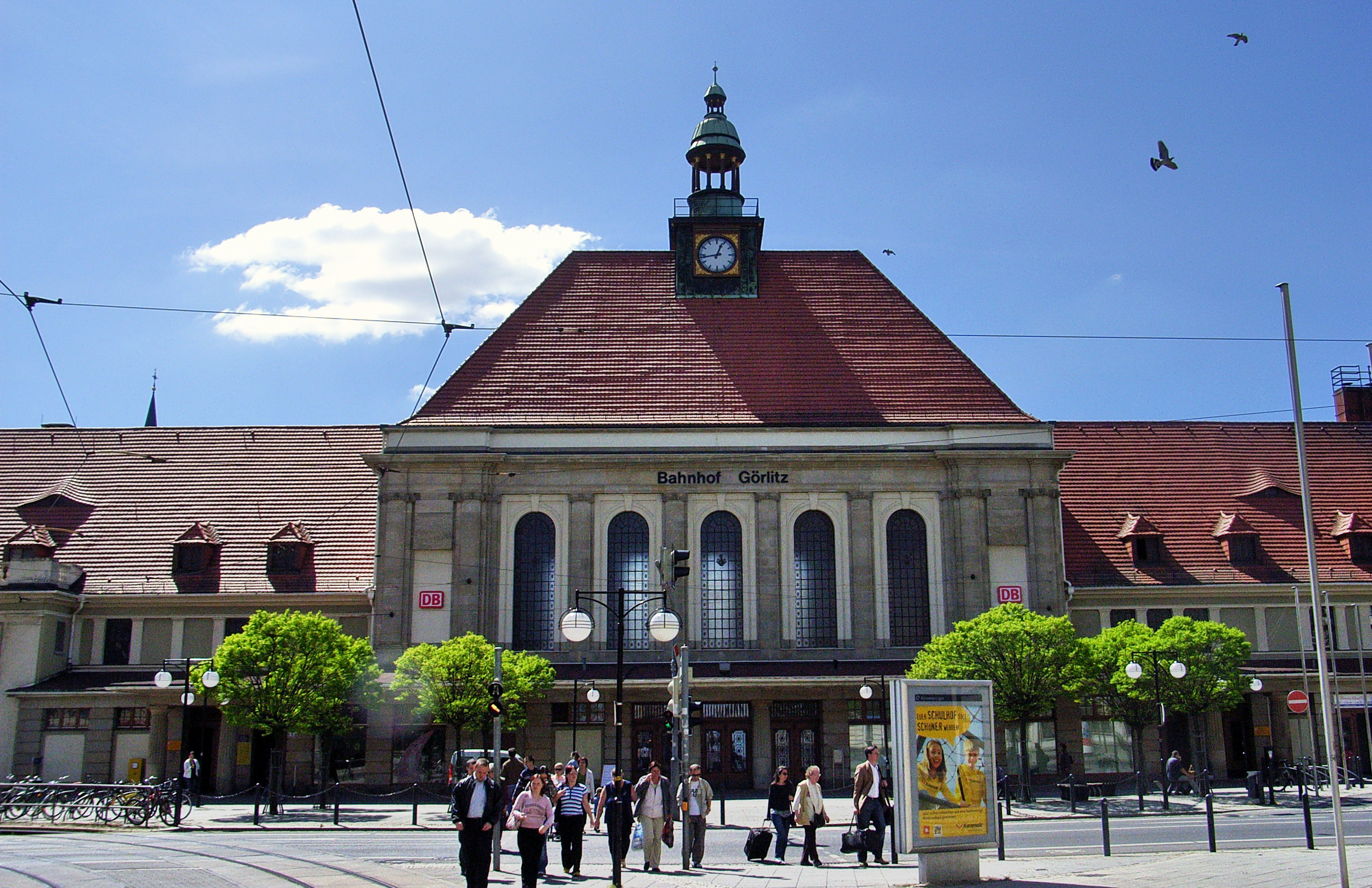
Empfangsgebäude des Bahnhofs Görlitz

Der Bahnhof Görlitz ist ein Eisenbahnknoten, da sich in der Stadt die Eisenbahnstrecken aus Dresden, Berlin, Zittau, Węgliniec sowie die Schlesische Gebirgsbahn treffen. Die beiden letztgenannten befinden sich seit 1945 überwiegend auf polnischem Territorium.
Bereits am 1. September 1847 wurden die Anschlüsse nach Dresden und Kohlfurt eingeweiht. In Kohlfurt bestand Anschluss an die Bahnstrecke von Berlin nach Breslau. Auf der Strecke Berlin–Görlitz verkehren Züge erst seit 1867 auf direktem Weg über die Görlitzer Bahn. Der Streckenabschnitt Görlitz–Zittau wurde 1875 eröffnet und trägt auch den Namen Neißetalbahn. Auf dem Görlitzer Stadtgebiet befinden sich mit den Haltepunkten Görlitz-Rauschwalde und Görlitz-Weinhübel sowie dem Bahnhof Hagenwerder noch drei Bahnstationen.
Im grenzüberschreitenden Verkehr nach Polen überqueren täglich mehr als zehn Zugpaare das Neißeviadukt in Richtung Lubań (Lauban) bzw. Węgliniec (Kohlfurt), wo in Richtung Breslau Hauptbahnhof umgestiegen werden kann. Einige polnische Regionalzüge des Betreibers Koleje Dolnośląskie, die früher nur bis Zgorzelec fuhren, werden seit 2015 bis nach Görlitz durchgebunden und bieten damit auch wieder eine umsteigefreie Verbindung über Lubań (Lauban) bis nach Jelenia Góra (Hirschberg) im Riesengebirge an. Seit Februar 2018 verkehren zudem täglich drei Zugpaare zwischen Görlitz und Zielona Góra (Grünberg).

#### Öffentlicher Personennahverkehr

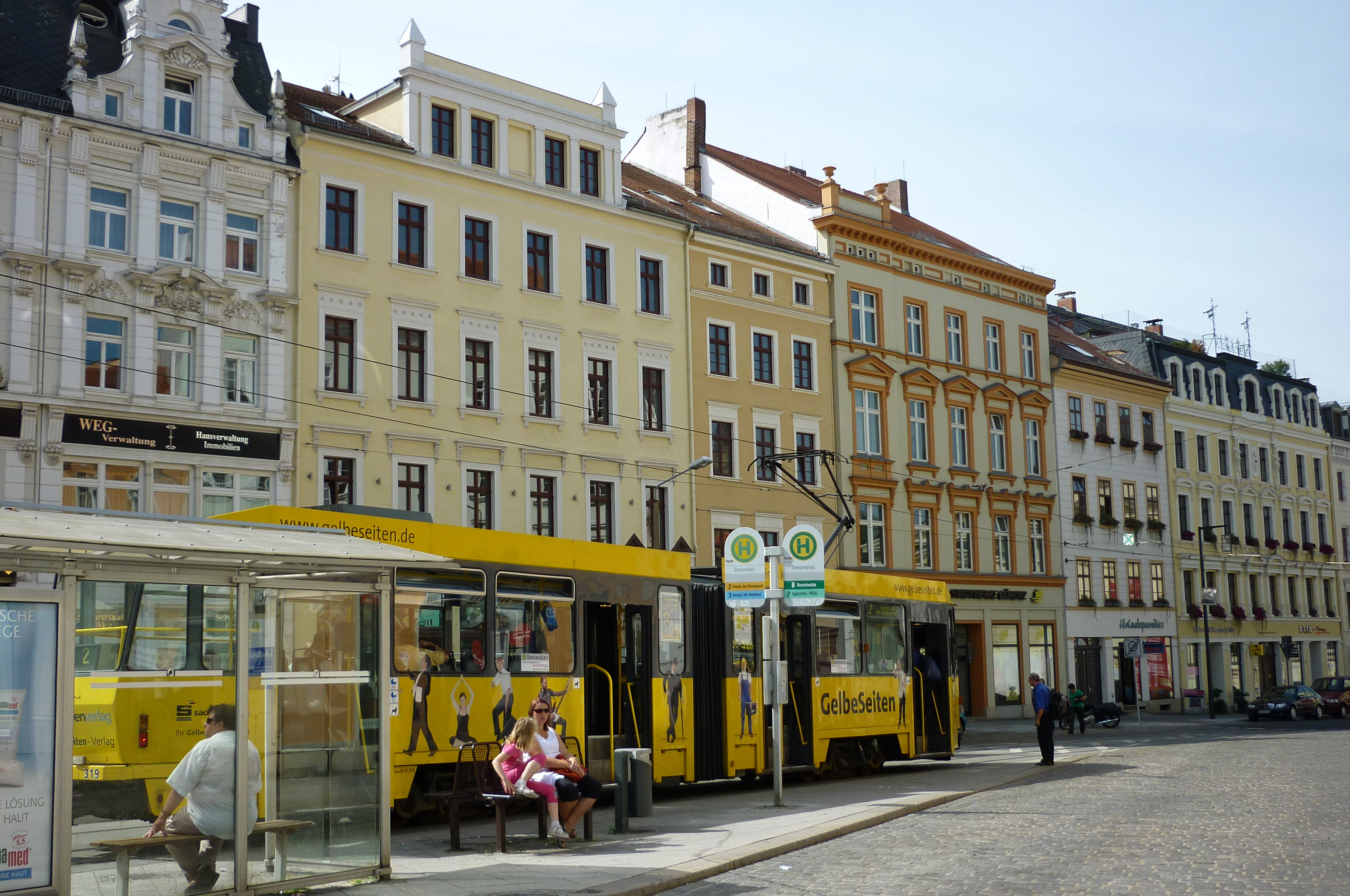
Straßenbahn am Demianiplatz

Im öffentlichen Personennahverkehr betreiben die Görlitzer Verkehrsbetriebe zwei Straßenbahnlinien mit einer Gesamtlänge von 13,6 km und sieben Stadtbuslinien. Eine Besonderheit ist, dass sich darunter eine Linie im grenzüberschreitenden Verkehr mit einer Gesamtlänge von 4,8 km befindet. Im Jahr 2001 übertrug die Stadt der Veolia Environnement die Aktienmehrheit der Stadtwerke Görlitz. Danach gehörte die Verkehrsgesellschaft Görlitz zur Tochterfirma Connex Verkehr, die 2006 zur Veolia Verkehr und schließlich im März 2015 zur Transdev umfirmierte. Der Stadtrat beschloss, den städtischen Nahverkehr wieder in städtische Obhut zu übernehmen und gründete die Görlitzer Verkehrsbetriebe – eine städtische Gesellschaft, die am 1. Januar 2019 den Betrieb übernahm. Die Straßenbahn feierte im Jahr 2007 ihr 125-jähriges Betriebsjubiläum und erschließt heute mit ihren Tatratriebwagen KT4D die Neubaugebiete Königshufen im Norden, Weinhübel im Süden sowie den ehemaligen Vorort Biesnitz im Westen. Dabei durchquert sie die Innenstadt und tangiert die historische Altstadt. Die Zentralhaltestelle ist die Haltestelle Demianiplatz am ehemaligen Karstadt-Kaufhaus. Hier befindet sich auch das Kundenbüro der Verkehrsbetriebe.
Am 29. September 2016 beschloss der Stadtrat das ÖPNV-Konzept Status Quo plus. Der Beschluss beabsichtigt Verbesserungen der Erschließung der Altstadt und östlichen Innenstadt durch eine geänderte Linienführung im Busverkehr, den barrierefreien Ausbau der Haltestelleninfrastruktur, die Gründung der Görlitzer Verkehrsbetriebe (GVB) – einer städtischen Gesellschaft, die sich für barrierefreie Straßenbahnwagen mindestens im Stundentakt auf beiden Linien bis spätestens 1. Januar 2022 einsetzt sowie die Erörterung mit der polnischen Nachbarstadt über einen zukünftigen gemeinsamen Stadtverkehr.
Die Gesellschaft Regionalbus Oberlausitz (RBO) und die Kraftverkehrsgesellschaft Dreiländereck (KVG) betreiben zahlreiche Regionalbuslinien unter anderem in Richtung Löbau, Niesky, Rothenburg und Zittau. Die meisten Regionalbuslinien starten am Bahnhof oder auf dem Omnibusbahnhof auf dem Demianiplatz hinter dem Kaisertrutz.

#### Straßenverkehr

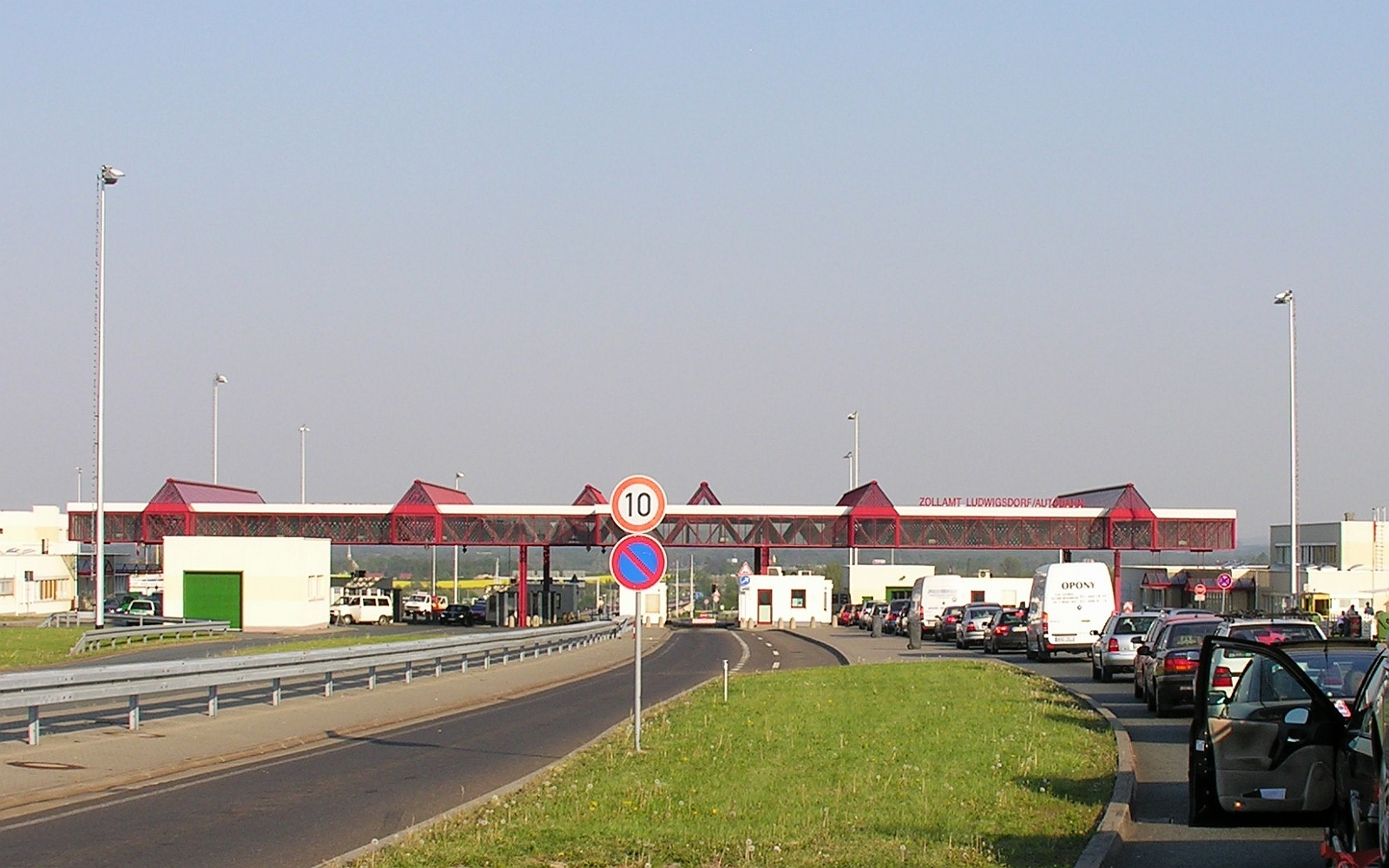
Ehemalige Grenzübergangsanlage auf der A 4 im Ortsteil Ludwigsdorf

Das Straßennetz hat eine Gesamtlänge von rund 217 km, davon sind 3,7 km Bundesautobahn, 21,8 km Bundesstraßen, 23,7 km Staatsstraßen, 9,0 km Kreisstraßen und 158,8 km Gemeindestraßen. Durch das nördliche Stadtgebiet führt die A 4 Erfurt–Dresden–Görlitz, die jenseits der Neiße als polnische A4 über Breslau zur ukrainischen Grenze weiterführt. Die B 6 umgeht das Stadtzentrum im Nordwesten in Richtung Bautzen und geht am nordwestlichen Stadtrand in die B 115 nach Forst (Lausitz) über. Die B 99 führt durch das Stadtgebiet nach Zittau.
Das Stadtzentrum wird stark vom motorisierten Individualverkehr in Anspruch genommen. Selbst engste Gassen werden von Autos befahren und als Parkplatz verwendet. Seit 2006 werden zunehmend verkehrsberuhigte Bereiche eingerichtet, um die Altstadt zu entlasten. So ist beispielsweise der Untermarkt weitgehend gesperrt.
Am Bahnhof und dem City Center Frauentor wurden zur Entlastung der innerstädtischen Parksituation mehrstöckige Parkhäuser errichtet. In den Parkhäusern wird ein Teil der Stellplätze als Dauerparkplätze vermietet. In der Kernstadt (historische Altstadt, Innenstadt, Nikolaivorstadt und Südstadt) werden rund 1800 von insgesamt etwa 3200 Stellplätzen bewirtschaftet. Außerdem sind Bewohnerparkplätze sowie zwei Parkzonen eingerichtet. Die einzige große Fußgängerzone befindet sich in der Berliner Straße mit der Straßburg-Passage als Durchgang zum Wilhelmsplatz.
Nach Polen bestehen drei Grenzübergänge für den Straßenverkehr, der Autobahngrenzübergang Ludwigsdorf, der Grenzübergang Stadtbrücke sowie der Grenzübergang Hagenwerder–Radomierzyce (ehemals Radmeritz). 2004 wurde die 1945 zerstörte Altstadtbrücke für Fußgänger wiedereröffnet.
Die Radfahrer haben einen Anteil von 12,4 % am Verkehrsaufkommen.

#### Flugverkehr

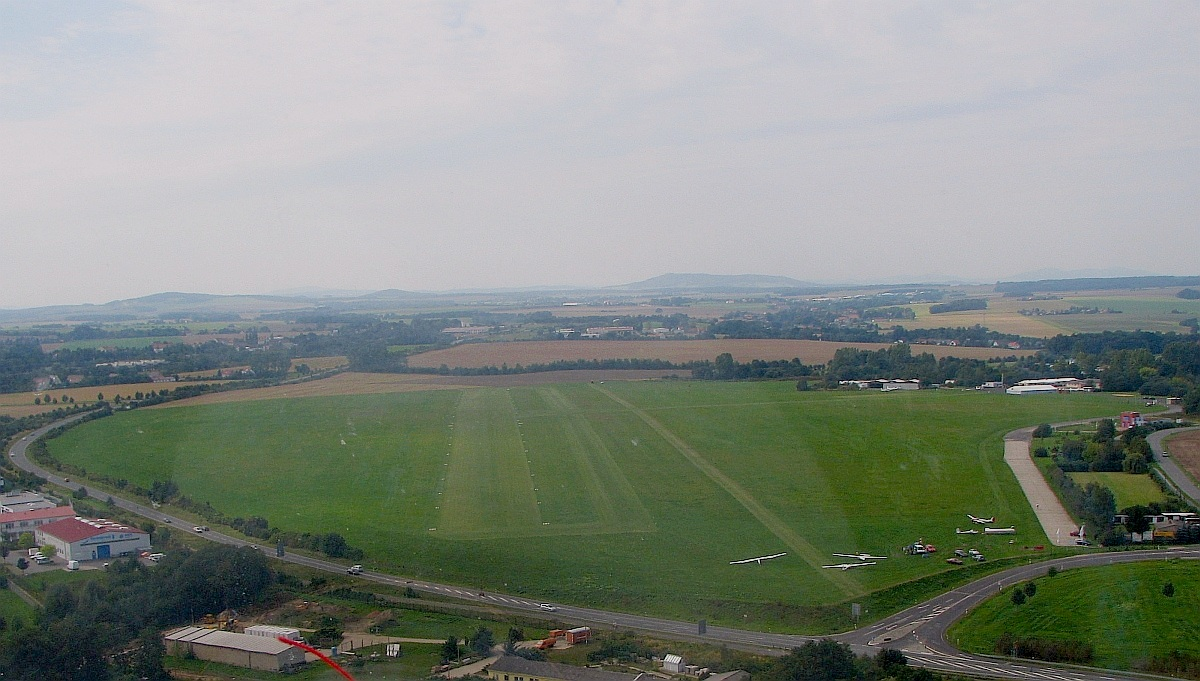
Blick über die Graslandebahn des Görlitzer Flugplatzes

Der Görlitzer Flugplatz, der 1925 eröffnet wurde, befindet sich am nordwestlichen Stadtrand unmittelbar an der Bundesstraße 6. Er verfügt über eine 750 m lange Graspiste. Die Nutzung des Görlitzer Flugplatzes ist für Flugzeuge bis 5,7 t möglich. Dieser Platz wird hauptsächlich vom ortsansässigen Flugsportclub, aber auch von anderen Flugvereinen genutzt. Touristen werden Rundflüge mit Motor-, Segel- oder Ultraleichtflugzeugen über die Stadt, das Zittauer Gebirge und das Lausitzer Bergland angeboten.
Etwa 30 km nördlich der Stadt befindet sich der größere Verkehrslandeplatz Flugplatz Rothenburg/Görlitz. Mit einer Landebahnlänge von 2500 m kann er für Flugzeuge bis zu 14 t genutzt werden. In Rothenburg gibt es gleichwohl nur wenig Verkehr, sodass heute auf dem kleineren Flugplatz am Stadtrand von Görlitz mehr Bewegungen verzeichnet werden.

### Öffentliche Einrichtungen

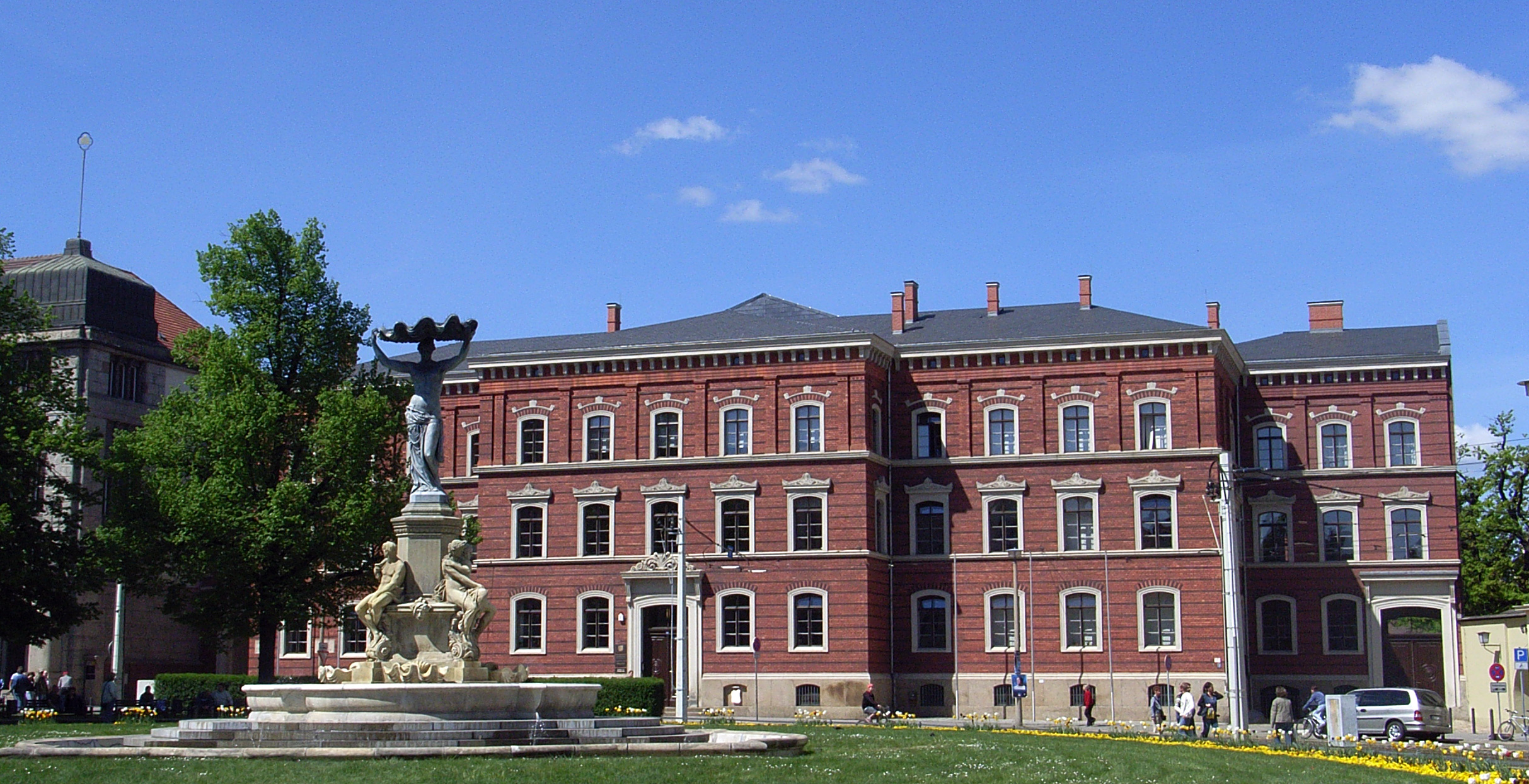
Görlitzer Amts- und Landgericht

#### Ämter, Behörden und Städtische Einrichtungen
Görlitz ist Sitz eines Amtsgerichts und eines Landgerichts. Der Landgerichtsbezirk erstreckt sich seit dem 1. Januar 2013 über die Landkreise Görlitz und Bautzen, das ehemalige Landgericht Bautzen wird als Außenkammer unterhalten. Hinter dem Gerichtsgebäude auf dem Postplatz befindet sich die Justizvollzugsanstalt Görlitz. Diese wurde in den Jahren 1863 bis 1865 erbaut und 1905 bis 1909 nach amerikanischem Vorbild kreuzförmig erweitert.

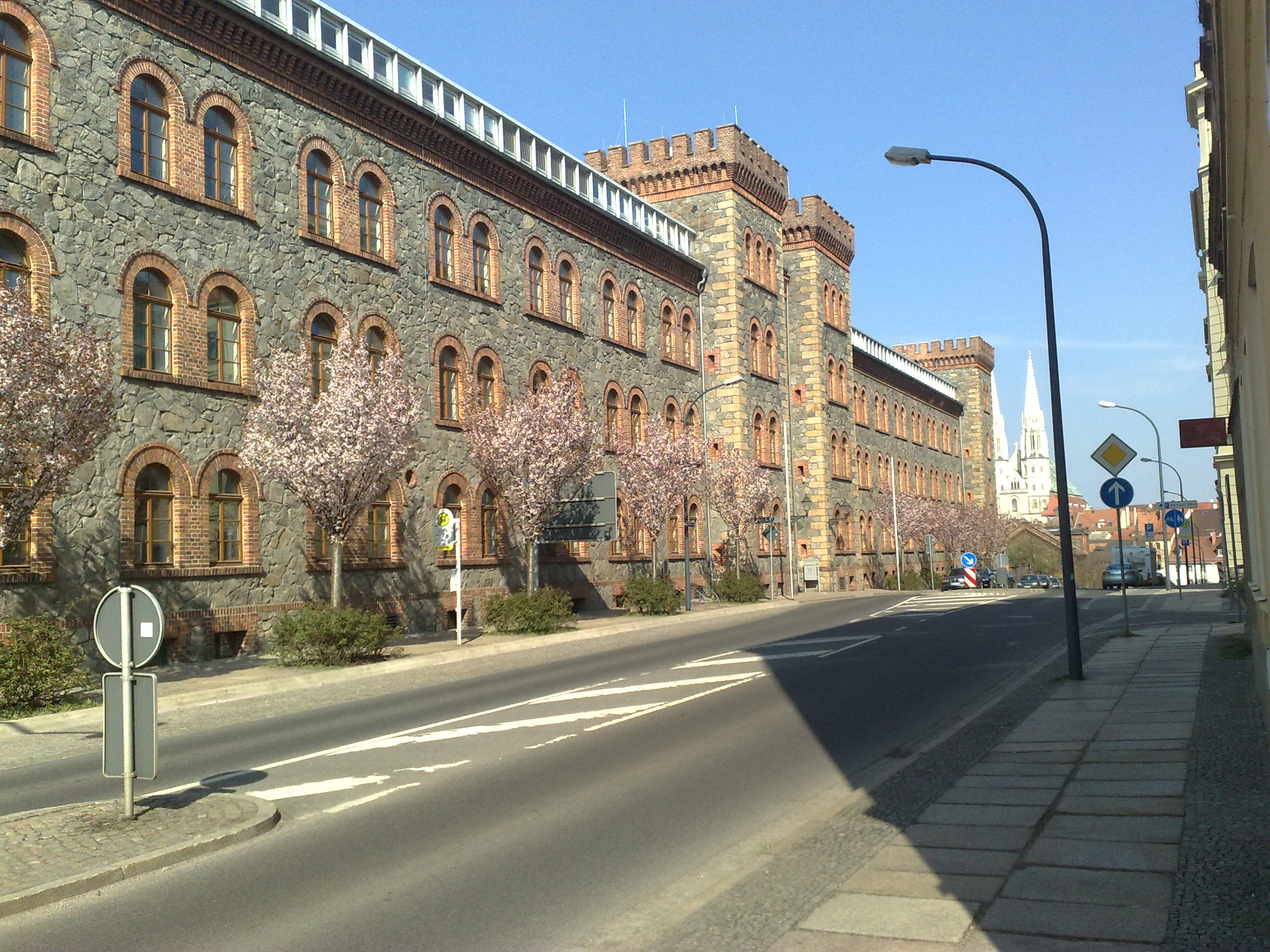
Die Jägerkaserne (Stadtverwaltung) mit Blick auf die Türme der Peterskirche

Die Stadtverwaltung ist in der ehemaligen Jägerkaserne untergebracht.
Der Oberbürgermeister residiert hingegen im Görlitzer Rathaus auf dem Untermarkt, in dem sich auch das Standesamt und das Ratsarchiv befinden und wo der Stadtrat tagt. In der Jochmann-Straße befindet sich die Stadtbibliothek. Sie wurde 1876 als Volksbücherei gegründet und bezog am 28. Februar 1907 diese Räumlichkeiten. Zwischen 2006 und 2009 wurde der Altbau der Bibliothek grundlegend saniert (u. a. Lesesaal und Magazin) und auf dem Nebengrundstück ein Neubau errichtet, der mit dem Altbau auf allen Etagen verbunden ist und auch die Kinder- und Jugendabteilung enthält.
Nach der Kreisreform von 2008 wurde Görlitz Sitz des Landrates. Bis zur Fertigstellung des Landratsamts gegenüber dem Görlitzer Bahnhof im März 2013 residierte der Landrat ebenfalls in der Jägerkaserne. Weitere Behörden des Landkreises in Görlitz sind das Amt für Hoch- und Tiefbau, das Gesundheitsamt, das Jugendamt sowie das Lebensmittelüberwachungs- und Veterinäramt.
Das Zollfahndungsamt Dresden hat einen Dienstsitz nahe der Grenze am Görlitzer Stadtpark, am Autobahn-Grenzübergang Ludwigsdorf befindet sich die Bundespolizeiinspektion Ludwigsdorf sowie eine Abfertigungsstelle des Zollamtes Löbau. Weiterhin hat die Polizeidirektion Görlitz in der Stadt ihren Sitz. Sie ist den Polizeirevieren in den Landkreisen Bautzen und Görlitz übergeordnet.

#### Gesundheitswesen
Das Städtische Klinikum Görlitz gGmbH ist als eines von zehn sächsischen Krankenhäusern der Schwerpunktversorgung das einzige im Landkreis Görlitz. Außer der Orthopädie bietet es alle für ein solches Krankenhaus üblichen Kliniken an. Das Klinikum hat ein zertifiziertes Brustzentrum und ein Zentrum für onkologische Erkrankungen als Abteilungen eingerichtet. Die Stadt Görlitz ist Gesellschafter des Klinikums.
In Rauschwalde befindet sich das Malteser Krankenhaus St. Carolus. Es ist ein Krankenhaus der Regelversorgung und verfügt über die Abteilungen Innere Medizin, Chirurgie, Urologie, Anästhesie und Intensivmedizin, eine Palliativstation sowie die Radiologie. Es wurde seit seiner Gründung 1927 vom Orden der Borromäerinnen betreut und geleitet. Nach dem Zweiten Weltkrieg fanden zahlreiche Modernisierungen statt. Auch während der DDR blieb das Klinikum unter der Leitung des Ordens. Ab 1. Januar 2004 übernahm der Malteserorden die Trägerschaft des Krankenhauses.

#### Friedhöfe
Görlitz verfügt über mehrere Friedhöfe. Der Städtische Friedhof in Königshufen ist der größte und in einen neuen und einen alten Abschnitt unterteilt. Der ältere Abschnitt knüpft an den historischen Nikolaifriedhof an. Darüber hinaus gibt es unter anderem noch Friedhöfe in den Stadtteilen Weinhübel und Rauschwalde sowie in den Ortsteilen Hagenwerder, Kunnerwitz, Ludwigsdorf, Tauchritz. Zudem gibt es einen jüdischen Friedhof in der Südstadt. Dieser dient heute auch als Gedenkstätte der im KZ-Außenlager Görlitz gestorbenen Häftlinge.

### Bildung und Wissenschaft

#### Forschungseinrichtungen
Die Senckenberg Gesellschaft für Naturforschung betreibt neben dem Museum in Görlitz auch ein Forschungsinstitut mit den Abteilungen Bodenzoologie, Botanik und Zoologie. Bis 2022 soll ein neues neue Forschungs- und Sammlungsgebäude an der Bahnhofstraße Ecke Jakobstraße entstehen, indem die insgesamt sechs Standorte, die die Senckenberg Gesellschaft in Görlitz bisher nutzt, zusammengeführt werden sollen.
Das Leibniz-Institut für ökologische Raumentwicklung (IÖR) Dresden und die Technische Universität Dresden betreiben gemeinsam das Interdisziplinäre Zentrum für ökologischen und revitalisierenden Stadtumbau (IZS) in der Stadt. Es geht auf das 2004 auf Initiative der Deutschen Stiftung Denkmalschutz als Außenstelle der Technischen Universität Dresden gegründete Kompetenzzentrum Revitalisierender Städtebau zurück. Es analysiert die Auswirkungen gesellschaftlicher Entwicklungen und kommunaler Entscheidungen auf die Städte und unterstützt auf dieser Basis Kommunen und übergeordnete Entscheidungsträger bei der Entwicklung und Erprobung von Lösungen. Im Vordergrund stehen dabei Instrumente und Prozesse zur Steuerung der gesamtstädtischen, teilräumlichen und auch interkommunalen Stadtentwicklung.
Das Fraunhofer-Institut eröffnete 2017 In Kooperation mit der Hochschule Zittau/Görlitz ein Lernlabor Cybersicherheit für potenziell gefährdete kritische Infrastrukturen. Es gehört dem Institutsteil Angewandte Systemtechnik AST in Ilmenau an. Weiterhin werden Siemens und die Fraunhofer-Gesellschaft am Fraunhofer Hydrogen Laboratory Görlitz (HLG) auf dem geplanten Innovationscampus die Erzeugung, Speicherung und Nutzung von Wasserstoff untersuchen. Görlitz soll damit langfristig zu einem Kompetenzzentrum für Wasserstofftechnologien entwickelt werden.
Im Jahr 2019 wurde das Forschungsinstitut Casus (Center for Advanced Systems Understanding) in Görlitz gegründet. Das Institut gehört dem Helmholtz-Zentrum Dresden-Rossendorf an und soll das Zentrum für digitale interdisziplinäre Systemforschung in Deutschland werden. Mit Hilfe der modernen Rechentechnik sollen hier Methoden für die Modellierung komplexer interdisziplinärer Systeme entwickelt werden, um ein digitales Abbild der komplexen Wirklichkeit aufgrund von Systemen und ihrer Wechselwirkung zu erschaffen und so Vorhersagen treffen zu können. Schwerpunkte sind Materie unter extremen Bedingungen, Erdsystemforschung, Systembiologie und autonome Fahrzeuge. Anfang 2020 wurde bekannt, dass der Freistaat Sachsen den Gebäudekomplex des ehemaligen Kondensatorenwerks an der Uferstraße für rund 800.000 Euro erwirbt. Anschließend soll es für das Casus-Forschungsinstitut und ein Gästehaus aus- und umgebaut werden.
Geplant ist das Deutsche Zentrum für Astrophysik.

#### Hochschulen
Am 13. Juli 1992 wurde Görlitz mit Gründung der Hochschule Zittau/Görlitz (FH) (University Of Applied Sciences) Hochschulstadt. 2015 waren 2.932 Studenten in 33 Studiengängen immatrikuliert. Es haben sich internationale Netzwerke gebildet, womit Görlitz als internationaler Bildungsstandort weit über seine Grenzen hinaus wirkt.
Die Hochschule für Kirchenmusik, die 1927 in Breslau und 1947 in Görlitz als Evangelische Kirchenmusikschule neu gegründet wurde, befand sich in Trägerschaft der Evangelischen Kirche der schlesischen Oberlausitz und war vom Sächsischen Staatsministerium für Wissenschaft und Kunst staatlich anerkannt. Sie wurde am 1. August 2008 geschlossen.
Das Institut für kulturelle Infrastruktur Sachsen im Haus Klingewalde ist Träger des Collegium Pontes Görlitz-Zgorzelec-Zhorelec, eines trinationalen Wissenschaftskollegs zur Erforschung aktueller Probleme der EU-Integration, und der Internationalen Sommerschule der Künste Görlitz-Zgorzelec-Zhorelec.

#### Andere Bildungseinrichtungen

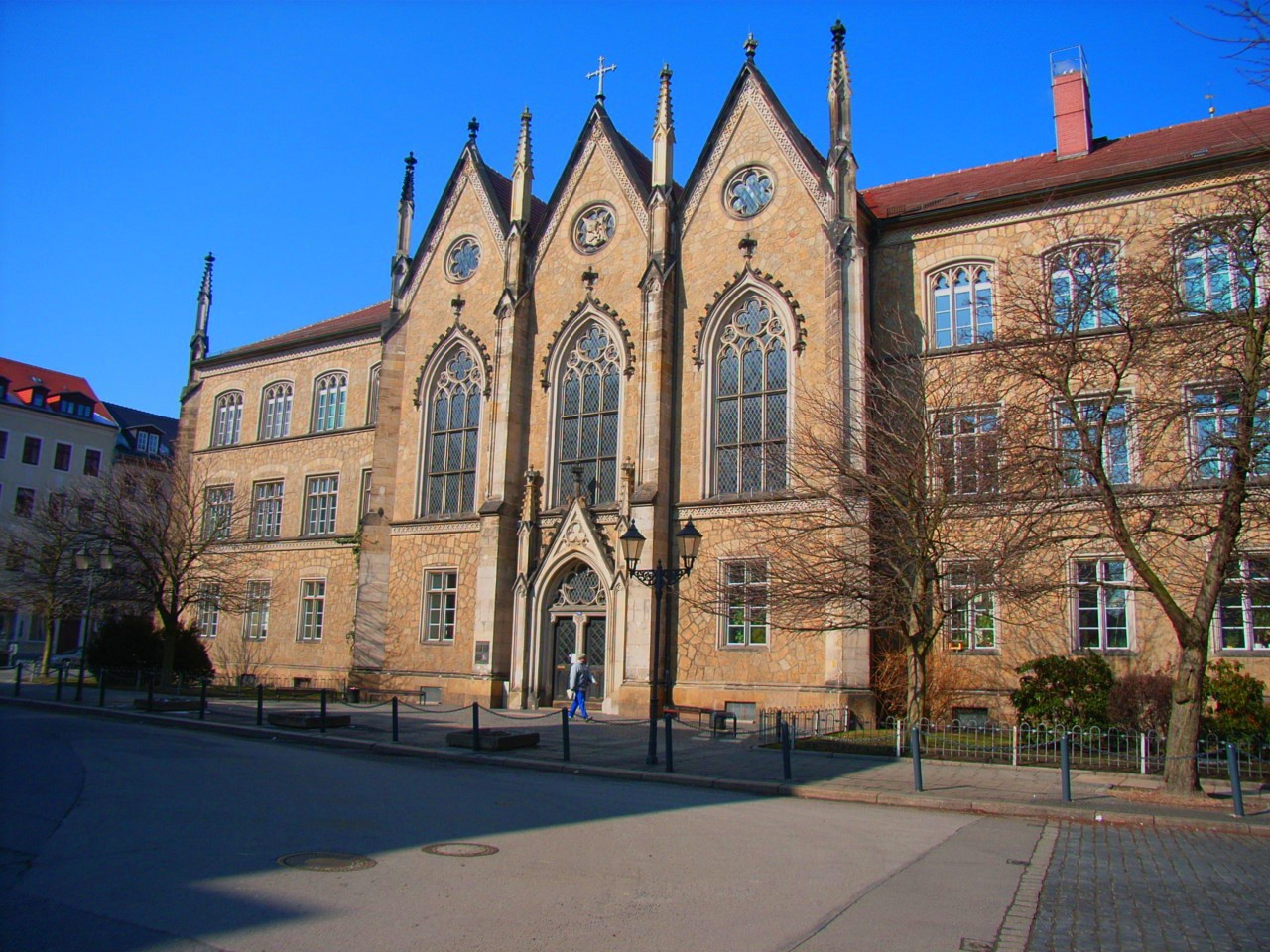
Das Gymnasium Augustum wurde bereits zur Zeit der Franziskaner in Görlitz als Schule genutzt.

Der Berufsschulkomplex an der Carl-von-Ossietzky-Straße (Berufsbildende Schulen Christoph Lüders, unterteilt in Berufliches Schulzentrum für Wirtschaft und Soziales Görlitz sowie Berufliches Schulzentrum für Technik Görlitz) kann bis zu 3000 Schüler aufnehmen. Dort ist auch ein berufliches Gymnasium untergebracht.
Das Augustum-Annen-Gymnasium ist vor allem für sein musisch-künstlerisches Profil bekannt, bietet jedoch auch einen naturwissenschaftlichen und einen sprachlichen Zweig an. Insbesondere werden im Rahmen des bilingual-binationalen Bildungsgangs Schüler deutscher und polnischer Herkunft gemeinsam unterrichtet, der mit dem Schuljahr 2003/2004 eingeführt wurde.
Die Schule entstand 2004 nach dem Zusammenschluss der vormals eigenständigen Gymnasien Annenschule und Augustum. Der Unterricht findet in zwei getrennten Häusern an der Annengasse und am Klosterplatz statt. In Räumen des alten Klosters, dem Vorgängerbau des Augustums auf dem Klosterplatz, fand bereits seit 1565 Unterricht statt. In den 1850er Jahren wurde das Kloster abgerissen und durch das heutige Schulgebäude ersetzt.
Das Joliot-Curie-Gymnasium auf dem Wilhelmsplatz ging aus der 1779 gegründeten Luisenschule hervor. Es war bis 1945 eine reine Mädchenschule, an der das Abitur abgelegt werden konnte. In der DDR-Zeit war sie die einzige Erweiterte Oberschule im Stadtgebiet und somit die einzige Schule, an der Jungen und Mädchen zum Abitur geführt wurden. Nach der Wende wurde die Schule als Gymnasium weitergeführt und fusionierte mit dem Gymnasium Königshufen. Es bietet wie das Augustum-Annen-Gymnasium ein naturwissenschaftliches und seit 2006 auch ein gesellschaftspolitisches Profil an.
Die größte Oberschule in Görlitz ist die Oberschule Innenstadt (vormals Elisabethschule) in der Elisabethstraße. Sie war nach Königin Elisabeth Ludovika von Bayern (1801–1873) benannt, der Ehefrau des preußischen Königs Friedrich Wilhelms IV. Daneben gibt es noch vier weitere Oberschulen im Stadtgebiet.
Daneben besteht das Fortbildungszentrum für Handwerk und Denkmalpflege, die DenkmalAkademie der Deutschen Stiftung Denkmalschutz und die private Bildungseinrichtung MultiMediaPark, die im November 2001 mit Unterstützung des Arbeitsamtes gegründet wurde und Angebote zum Umgang mit Neuen Medien macht.
Außerdem gibt es in Görlitz alle üblichen Arten von allgemeinbildenden und beruflichen Schulen, das Bildungszentrum für informationsverarbeitende Berufe und die DPFA Akademiegruppe. Letztere betreibt seit 2006 eine freie Grundschule – die Regenbogenschule. In ihr wird zweisprachig in Deutsch und Polnisch unterrichtet.
Im März 2022 eröffnete die Sächsische Filmakademie. Sie soll Fachkräfte für das Filmgewerbe ausbilden.

## Persönlichkeiten

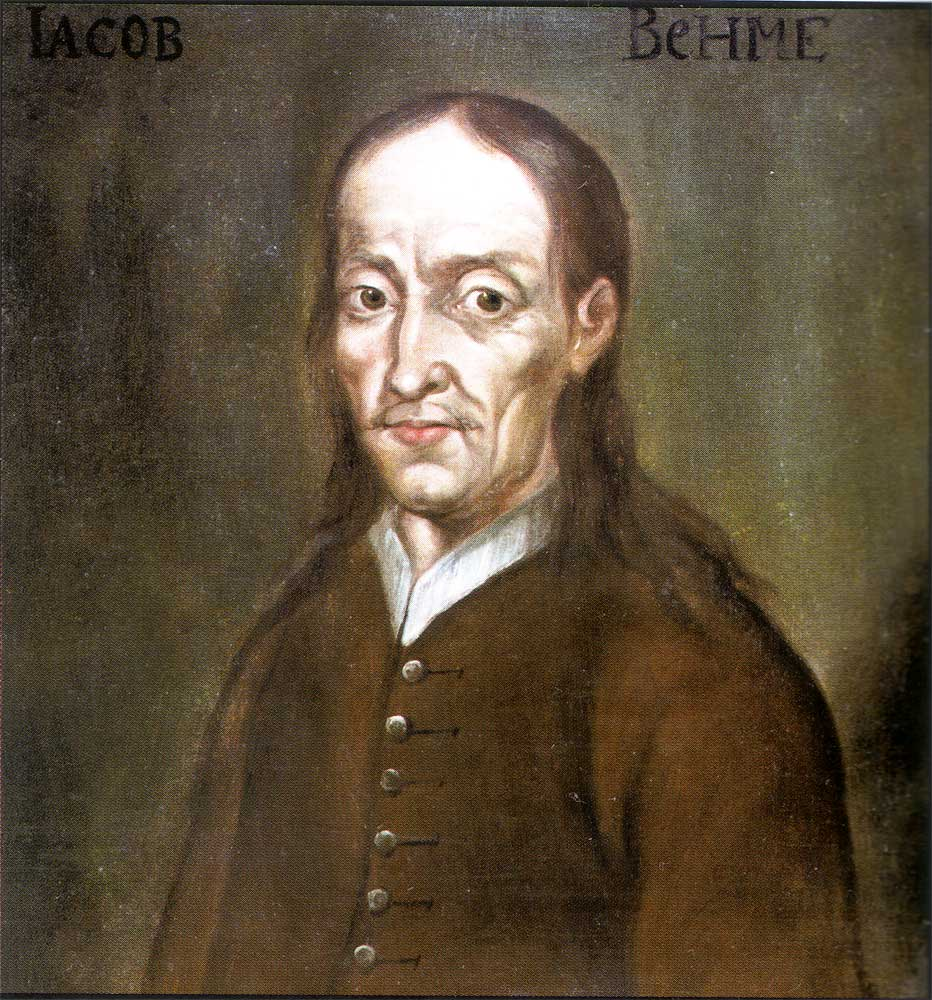
Der Görlitzer Philosoph und Mystiker Jakob Böhme

Der wohl bekannteste Sohn der Stadt ist der Philosoph und Mystiker Jakob Böhme (1575–1624). Böhme lebte als Schuhmacher am östlichen Neißeufer. Sein Erstlingswerk Aurora oder Morgenröte im Aufgang erlangte weltweit Beachtung. In seinem einstigen Wohnhaus im heutigen Zgorzelec wurde ein Museum zu seinen Ehren eingerichtet. Ein weiterer über die Stadtgrenzen hinaus bekanntgewordener Wissenschaftler war der Astronom und Kartograph Bartholomäus Scultetus. Scultetus gilt als einer bedeutendsten Kartographen des mitteldeutschen Raumes. Er erstellte unter anderem die erste Landkarte der Oberlausitz. Auch das zwölfteilige Zifferblatt am Görlitzer Rathaus wurde von ihm eingeführt.
Gegenüber dem Rathaus weckt eines der bekanntesten Bauwerke der Stadt die Aufmerksamkeit – der Schönhof. Dessen Bauherr war Wendel Roskopf, der auch maßgeblich an der Gestaltung zahlreicher weiterer spätgotischer und Renaissancebauwerke in der Altstadt beteiligt war. Roskopf wirkte nicht nur in Görlitz, sondern auch im angrenzenden Böhmen und Schlesien als Baumeister und Steinmetz. Es ist jedoch umstritten, ob er maßgeblich an der Einführung der Renaissance in der Region mitwirkte.
Auch in der jüngeren Zeit brachte die Stadt bekannte Wissenschaftler hervor; so beispielsweise den Professor für Recht und Rechtsgeschichte Paul Rehme, den Wirtschaftswissenschaftler und Mitbegründer der Spieltheorie Oskar Morgenstern, den Historiker Reinhart Koselleck sowie den Physiker und Nobelpreisträger Hans Georg Dehmelt. Im Bereich Architektur und Industriedesign ist Herbert Hirche als herausragende Persönlichkeit der Stadt zu nennen. Im Bereich der Medizin wurde die in Görlitz geborene Kinderärztin Marie Elise Kayser als Begründerin der Frauenmilchsammelstellen bekannt. Eine weitere prominente Frau ist Hildegard Burjan. Sie war Ordensgründerin der Caritas Socialis und Mitglied der christlichsozialen Partei Österreichs. In ihrer politischen Laufbahn erreichte sie als erste christlichsoziale Politikerin den Einzug in den österreichischen Nationalrat. Der derzeitige sächsische Ministerpräsident Michael Kretschmer ist ebenfalls in der Stadt geboren und aufgewachsen.
Im Sportbereich kann Görlitz vor allem auf zahlreiche bekannte Namen aus dem Fußball verweisen. Zu den in Görlitz geborenen oder aufgewachsenen Fußballern gehören unter anderem: Hans-Jürgen „Dixie“ Dörner, Heiko Scholz, Jens Jeremies sowie Michael Ballack. Der Ruderer Klaus Bittner und die Schwimmerin Ulrike Richter gewannen beide bei Olympischen Spielen eine Goldmedaille. Ebenso errang der Handballer Lars Kaufmann, der 2007 bei der Handball-Weltmeisterschaft mit der deutschen Nationalmannschaft teilnahm, den Weltmeisterschaftstitel. Der aktuell wohl bekannteste Sportler ist Leo Neugebauer, der bei den Olympischen Spielen 2024 in Paris eine Silbermedaille gewonnen hat.
Im modernen Kulturbereich sind Schriftsteller Lukas Rietzschel und Sandro Hübner mit Görlitz eng verbunden. Bei der Kochkunst macht sich Tom Hockauf seinen Namen als junger Starkoch.

## Filme (Auswahl)
- Görlitz – Traumstadt an der Neiße. Reisereportage, Deutschland, 2021, 29:45 Min., Buch und Regie: René Römer, Kamera und Flugdrohne: Frank Schindler, Moderation: Beate Werner, Produktion: MDR, Reihe: Unterwegs in Sachsen, Erstsendung: 15. Mai 2021 bei MDR Fernsehen, Inhaltsangabe von MDR, online-Video aufrufbar bis zum 15. Mai 2022.
- Das Geheimnis von Görlitz. Fernseh-Reportage, Deutschland, 2017, 2:30 Min., Buch und Regie: Stefan Kelch, Produktion: ZDF, Studio Dresden, Redaktion: heute-journal, Erstsendung: 2. Juli 2017 bei ZDF, Inhaltsangabe, online-Video.
- Görlitz – wunderbar verwandelt. Dokumentarfilm, Deutschland, 2016, 29:54 Min., Buch und Regie: René Römer, Produktion: MDR, Reihe: Der Osten – Entdecke wo du lebst, Erstsendung: 11. Oktober 2016 bei MDR Fernsehen, Inhaltsangabe von ARD, online-Video.
- Görlitz – Schatztruhe der Geschichte. Dokumentarfilm, Deutschland, 2016, 13:35 Min., Buch und Regie: Anja Charlet, Produktion: ZDF, Erstsendung: 3. Oktober 2016 bei ZDF, Inhaltsangabe. In: ZDF. 31. August 2016, archiviert vom Original am 13. August 2017. von ZDF, online-Video.
- Bilderbuch Deutschland. Görlitz. Dokumentarfilm, Deutschland, 2002, 43:36 Min., Buch und Regie: Carla Schulze, Produktion: MDR, Reihe: Bilderbuch Deutschland, Erstsendung: 20. Januar 2002 bei Das Erste, Inhaltsangabe von ARD, online-Video.
- Görlitz: Eine Stadt sucht Menschen. Dokumentarfilm, Deutschland, 1998, 58:17 Min., Buch und Regie: Dieter Wieland, Kamera: Hermann Reichmann, Produktion: BR, Reihen: Topographie, Unter unserem Himmel, Erstsendung: 1. März 1998 beim Bayerischen Fernsehen, Datensatz der SLUB, online-Video.